# Berlin Nordbahnhof
Berlin Nordbahnhof (bis 1950: Berlin Stettiner Bahnhof) ist ein Bahnhof im Berliner Bezirk Mitte. Der am 1. August 1842 eröffnete Kopfbahnhof war Ausgangspunkt der Stettiner Bahn und der dritte Bahnhof Berlins. Mit der Ausweitung ihres Streckennetzes an die pommersche Ostseeküste begründete die Berlin-Stettiner Eisenbahn-Gesellschaft (BStE) den Ruf des Stettiner Bahnhofs als Ferienbahnhof der Berliner. 1874–1876 bekam der Bahnhof ein neues Empfangsgebäude, das 1903–1904 um einen östlichen Anbau erweitert wurde. 1896 ging westlich des Hauptbaus der „Kleine“ Stettiner Vorortbahnhof für den Vorortverkehr in Betrieb. Der Stettiner Bahnhof war zu dieser Zeit der größte Berliner Fernbahnhof und deutschlandweit der Bahnhof mit dem größten Gepäckaufkommen.
Der am 8. August 1924 zwischen dem Stettiner Vorortbahnhof und Bernau aufgenommene elektrische Zugbetrieb markiert die Geburtsstunde der Berliner S-Bahn. Der am 27. Juli 1936 eröffnete Nordsüd-S-Bahn-Tunnel erhielt am Stettiner Bahnhof einen S-Bahnhof in Tieflage, der den oberirdischen Vorortbahnhof ersetzte. Während des Zweiten Weltkriegs trafen mehrere alliierte Luftangriffe das Bahnhofsgelände. In den letzten Tagen der Schlacht um Berlin wurde zudem der Nordsüd-S-Bahntunnel unter dem Landwehrkanal gesprengt und lief daraufhin bis zum Nordende am Stettiner Bahnhof mit Wasser voll.
Um nicht den Eindruck auf eventuelle Gebietsansprüche auf das seit Ende des Zweiten Weltkriegs zur Volksrepublik Polen gehörende ehemalig deutsche Stettin (polnisch Szczecin) zu erwecken, erhielt der Bahnhof am 1. Dezember 1950 den Namen Berlin Nordbahnhof. Am 18. Mai 1952 schloss die Deutsche Reichsbahn den Kopfbahnhof. Der S-Bahnhof wurde infolge des Mauerbaus am 13. August 1961 geschlossen und erst am 1. September 1990 wiedergeöffnet. Er bildet heute den einzigen noch in Betrieb befindlichen Teil der einst umfangreichen Anlage. Auf dem Gelände des Vorortbahnhofs mit dem 1984 geschlossenen S-Bahn-Betriebswerk (S-Bw) und der alten Bahnhofshalle befinden sich mit dem Stettiner Carré und dem Nordbahnhof Carré heute zwei Bürokomplexe der Deutschen Bahn. Das ehemalige Gleisfeld bildet heute den Park auf dem Nordbahnhof.

## Lage

Lage des Stettiner Bahnhofs im Zentrum der Oranienburger Vorstadt auf einem Stadtplan von 1897

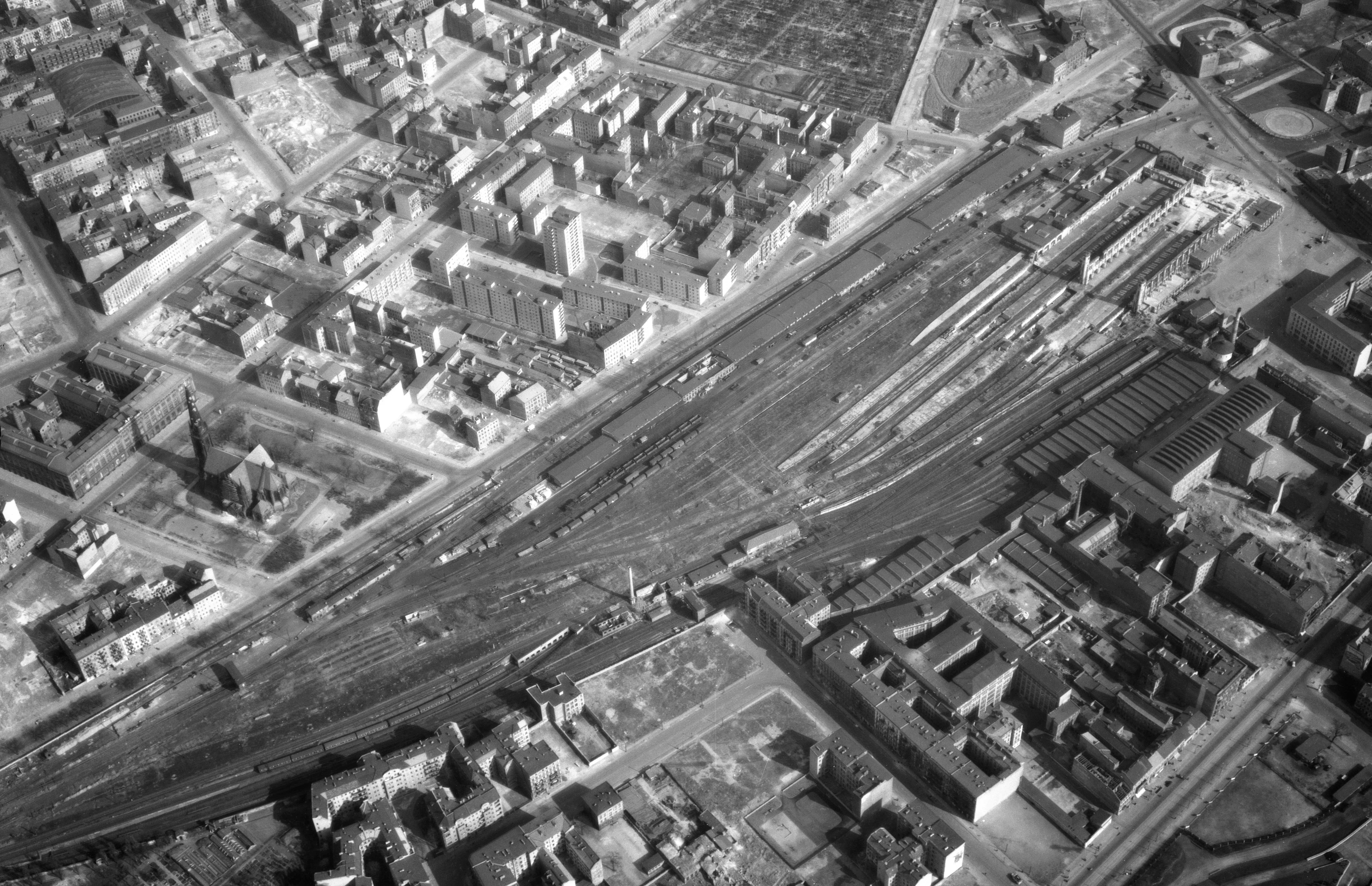
Luftaufnahme des Nordbahnhofs, Blickrichtung von Westnordwest nach Ostsüdost, 1954. Der Blick geht vom S-Bw Nordbahnhof und dem ehemaligen Vorortbahnhof über die Überreste des Fernbahnhofs hin zum langgezogenen Güterschuppen längs der Gartenstraße. Die Öffnungen vor der Bahnhofshalle geben den Blick frei auf die Gepäcktunnel. Im Vordergrund verlässt ein Vollzug der S-Bahn gerade den Nordsüd-S-Bahn-Tunnel. Während der Güterbahnhof und das S-Bw noch in Betrieb sind, hat man auf dem zwei Jahre zuvor geschlossenen Fernbahnhof bereits alle Gleise entfernt. Die Bahnhofshalle und der Kopfbau von 1876 sind bereits abgerissen.

Der Bahnhof befindet sich im vormals als Oranienburger Vorstadt bezeichneten Norden des Ortsteils Mitte im gleichnamigen Bezirk. Die Gleise verlassen den Bahnhof zunächst in nordwestlicher Richtung, umfahren in einem weiten Bogen das Gelände des  Humboldthains und führen dann von Südwesten kommend in Richtung des Bahnhofs Gesundbrunnen. Bis 1897 führte die Strecke entlang der heutigen Grüntaler Straße. Das Gelände in seiner größten Ausdehnung wurde von der Invalidenstraße im Südosten und der Gartenstraße im Nordosten begrenzt. Die südwestliche Begrenzung bildete die Linie von der Straße Am Nordbahnhof kommend entlang der ehemals geplanten Heringsdorfer Straße bis zur Schwartzkopffstraße. Im Nordwesten reichte das Bahngelände bis an die Bebauung der Pflugstraße und den Kirchhof der St.-Hedwigs-Gemeinde. Die Einfahrsignale A und Q des Fernbahnhofs standen unmittelbar nördlich der Liesenbrücken, die die Gleise über den Kreuzungsbereich Liesenstraße / Ecke Gartenstraße überführen. Insgesamt umfasste das Bahnhofsgelände eine Fläche von mehr als 17 Hektar.
Der Bahnhof umfasste mehrere Bahnhofsteile. Den östlichen Abschluss bildete der Stettiner Güterbahnhof, in der Mitte stand der Stettiner (Fern-)Bahnhof und westlich davon der Stettiner Vorortbahnhof. Das Empfangsgebäude des Fernbahnhofs stand schräg zur Invalidenstraße, sodass zwischen ihm und der Straße ein kleiner dreieckiger Vorplatz gebildet wurde. Seit 2005 heißt diese Fläche Elisabeth-Schwarzhaupt-Platz. Das Empfangsgebäude des Vorortbahnhofs lag gegenüber der Invalidenstraße um rund 150 m zurückgesetzt am östlichen Abschluss der Zinnowitzer Straße. Zwischen den Empfangsgebäuden von Fern- und Vorortbahnhof befand sich mit der heutigen Straße Am Nordbahnhof ein weiterer länglicher Bahnhofsvorplatz. Nördlich an den Vorortbahnhof angrenzend lag das S-Bw. Der Tiefbahnhof der Nordsüd-S-Bahn grenzte östlich an das Empfangsgebäude des Fernbahnhofs an und war über Fußgängertunnel mit ihm verbunden.
Der Bahnhof ist Ausgangspunkt der VzG-Strecken 6081 (Fernbahn Berlin Nordbahnhof – Angermünde (– Stralsund Hbf)), 6002 (Vorortbahn Berlin Nordbahnhof – Bernau (b Berlin)) und 6032 (Nordsüd-S-Bahn Berlin Nordbahnhof – Berlin-Schöneberg). Der Nullkilometer der Fern- und Vorortbahn befand sich hierbei nicht am Empfangsgebäude, sondern etwa 300 m nördlich davon im Weichenbereich. Ursächlich hierfür ist die 1897 vorgenommene Verlegung der Stettiner Bahn über den Bahnhof Gesundbrunnen, wodurch sich die Streckenlänge um eben diese 300 m verlängerte. Der Nullkilometer der Nordsüd-S-Bahn befindet sich etwa in gleicher Lage, der Tiefbahnhof liegt daher am Streckenkilometer 0,32. Obwohl der Bahnhof auch als Ausgangspunkt der Züge der Kremmener und Nordbahn diente, beginnen diese Strecken nicht am Stettiner Bahnhof.

## Geschichte

### Der erste Stettiner Bahnhof
Die Anregung zum Bau der Bahnstrecke Berlin – Stettin kam von pommerscher Seite aus. Ausgehend von den Plänen Friedrich Lists für ein deutsches Eisenbahnnetz, in denen eine Verbindung zwischen Berlin und Hamburg vorgesehen war, sah der Redakteur der Ostsee-Zeitung, Adolf Altvater, eine Gefahr für den Stettiner Handel mit dem Binnenland. Er empfahl am 24. März 1835 in einer Eingabe an die Stettiner Kaufmannschaft den Bau einer Bahnstrecke zwischen Stettin und Berlin. Nach Bildung eines Berlin-Stettiner Eisenbahnkomités trat dieses mit der Berliner Kaufmannschaft in Verbindung. Dem am 1. März 1836 unter Vorsitz des Stettiner Oberbürgermeisters Andreas Masche gegründete gemeinsame Komitee wurde am 10. Juli desselben Jahres per Kabinettsorder die vorläufige Konzession zum Bau erteilt, nachdem zuvor vor allem Stettiner Kaufleute große Anteile der Baukosten gezeichnet hatten. Durch Zweifel des preußischen Generalpostmeisters von Nagler hervorgerufene Verzögerungen führten dazu, dass viele Gläubiger ihre Zeichnungen zurückforderten. Erst nachdem sich der Altvorpommersche Kommunallandtag des Projektes annahm und mit einer Zinsgarantie unterstützte, konnte der Bau beginnen.
Hinsichtlich der Lage des Berliner Endbahnhofs kamen zunächst mehrere Standorte infrage. Unter anderem wünschte das Polizeipräsidium einen Standort zwischen Rosenthaler und Frankfurter Tor. Letztlich kam der zuerst favorisierte Bauplatz nördlich der Invalidenstraße zustande. Hierfür pachtete die Gesellschaft ein dem Invalidenhaus gehörendes Grundstück. Zusätzlich kaufte sie das westlich angrenzende Grundstück der städtischen Scharfrichterei auf, die dafür an die Chausseestraße verlegt wurde. Mit dem Kauf sollte eine Geruchsbelästigung durch die dort vorhandenen Schindgruben vermieden werden, die hierzu zugeschüttet wurden. Nach der Abschaffung der Erbpacht in Preußen am 2. März 1850 konnte die Gesellschaft das Grundstück zu einem günstigen Preis erwerben – wegen des sandigen Bodens war eine andere wirtschaftliche Nutzung zu dieser Zeit kaum denkbar.
Eine Kabinettsorder vom 24. Dezember 1841 genehmigte den Bau. Bis Mitte 1842 konnten das Empfangsgebäude, ein Lokomotivschuppen, ein Wagenschuppen und die  Wasserstation fertiggestellt werden. Das Empfangsgebäude stand westlich der Gleisanlage, auf dem Grundstück der vormaligen Scharfrichterei entstand nach Verfüllung der Schindgruben der Bahnhofsvorplatz. Am 30. Juli 1842 befuhr der Eröffnungszug die Strecke zwischen Berlin und Neustadt-Eberswalde, zwei Tage darauf begann auf der Verbindung der planmäßige Verkehr. Die Gesamtstrecke bis Stettin ging am 15. August 1843 in Anwesenheit des preußischen Königs Friedrich Wilhelm IV. und zahlreicher geladener Gäste, darunter Stettins Oberbürgermeister Masche und Alexander von Humboldt, in Betrieb.
Der gewählte Standort erwies sich als vorteilhaft, da im direkten Umfeld mehrere Industriebetriebe bestanden, darunter die Königlich Preußische Eisengießerei und die Eisengießereien und Maschinenbauanstalten von Egells, Borsig und Pflug. Später kamen noch die Betriebe von Wöhlert und Schwartzkopff (ab 1870: Berliner Maschinenbau AG (BMAG)) hinzu. Im Berliner Volksmund erhielt die Gegend aufgrund der zahlreichen Dampflokomotiven und Fabrikschlote den Namen „Feuerland“. Für den Gütertransport zwischen den einzelnen auf Berlin zulaufenden Strecken ließ der preußische Staat 1851 eine Verbindungsbahn bauen, die die Endbahnhöfe straßenseitig miteinander verband. Den Maschinenbauanstalten war es ab 1852 vom Berliner Polizeipräsidenten zudem gestattet, die Gleise der Verbindungsbahn für den Transport ihrer Lokomotiven und Wagen zu nutzen, womit die bis dahin durchgeführten Straßentransporte entfallen konnten. Den ersten Anschluss stellte die gegenüber dem Bahnhof in der Invalidenstraße ansässige Waggonfabrik Pflug zum 24. Februar 1852 her. Borsig ließ um 1858 ein Anschlussgleis von der Nordostecke seines Fabrikgeländes durch eine neu angelegte Verbindungsstraße – die Borsigstraße – zum Bahnhof anlegen. Die beiden Gleise mündeten zunächst in zwei Drehscheiben, die gleichzeitig das östliche Ende der Verbindungsbahn markierten. Die Zufahrt zum Stettiner Bahnhof erfolgte in geradliniger Verlängerung über die Drehscheibe. Um den Wagenübergang vom Bahnhof zur Verbindungsbahn und zurück zu erleichtern, bestand ab 1862 zusätzlich ein direktes Verbindungsgleis vom Güterbahnhof nach Osten in die Invalidenstraße. Einhergehend mit dem industriellen Wachstum ließ die BStE den Bahnhof schrittweise ausbauen. Bis 1850 ließ die Gesellschaft neue Gleise und Weichen anlegen, einen zweiten Güterschuppen, Hebekran und eine zweite Wasserstation bauen. 1867 ging ein zweiter Güterschuppen mit Ladespeicher und Steuerabfertigung in Betrieb.
Als Ersatz für die im Straßenplanum verlaufende Verbindungsbahn ließ der preußische Staat 1870 eine weit außerhalb der damaligen Bebauung gelegene „Neue Verbindungsbahn“ anlegen. Östlich der Kreuzung dieser Verbindungsbahn mit der Stettiner Bahn, in Höhe der Badstraße, befand sich der Bahnhof Gesundbrunnen, der über ein Verbindungsgleis mit der Stettiner Bahn verknüpft war. Die offizielle Inbetriebnahme des ersten Abschnitts der späteren Berliner Ringbahn fand am 17. Juli 1871 statt, gleichzeitig ging die alte Verbindungsbahn außer Betrieb. Ab Januar 1873 wurde der Abbau der Gleise in der Invalidenstraße durchgeführt, die Gleisanschlüsse blieben dabei zunächst noch bestehen, bevor die Betriebe Anfang der 1880er Jahre verschwanden oder im Zuge der Randwanderung umsiedelten.

### Umgestaltung der Bahnanlagen im Norden Berlins

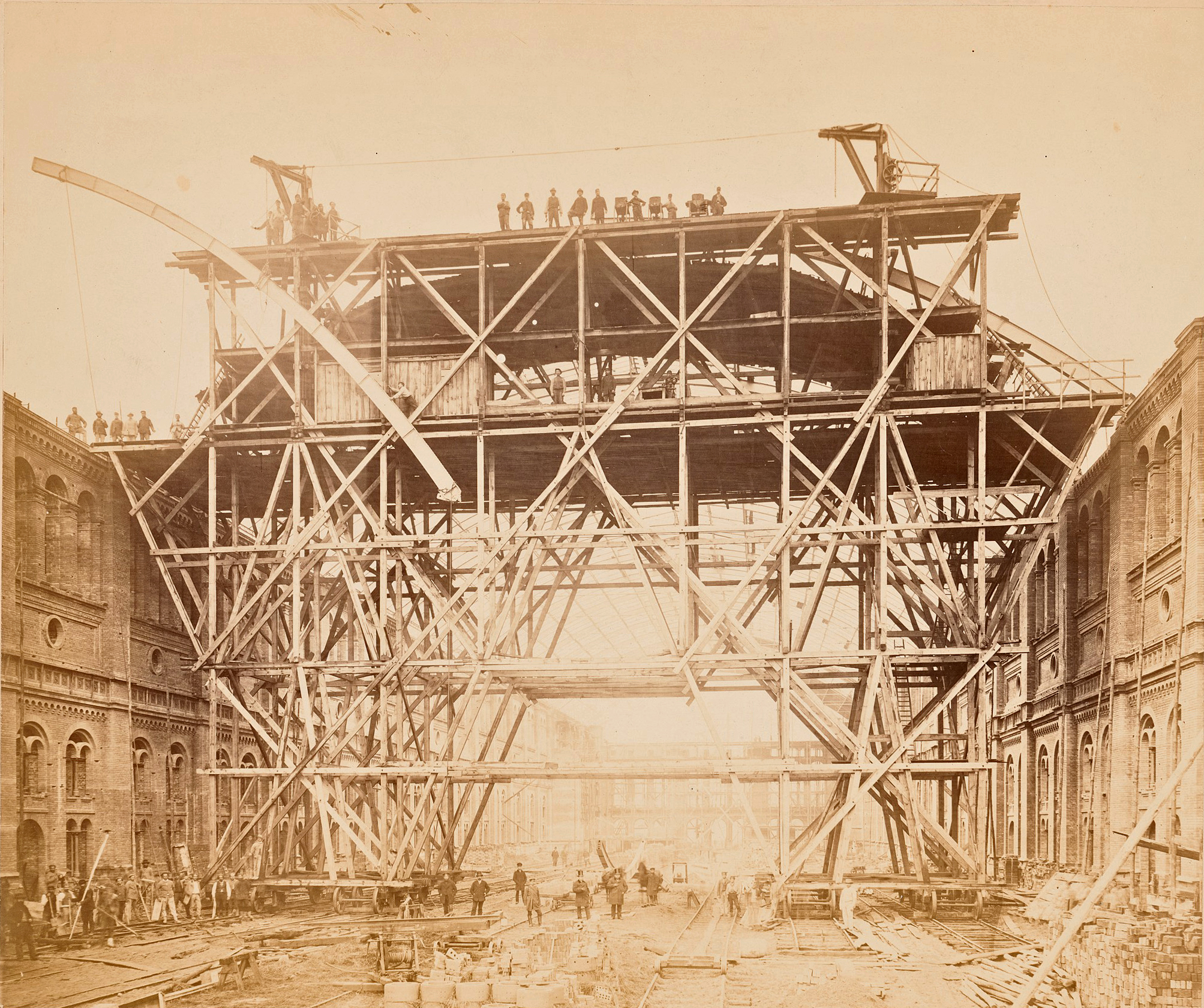
Bau der Dachkonstruktion für die Bahnsteighalle, um 1874

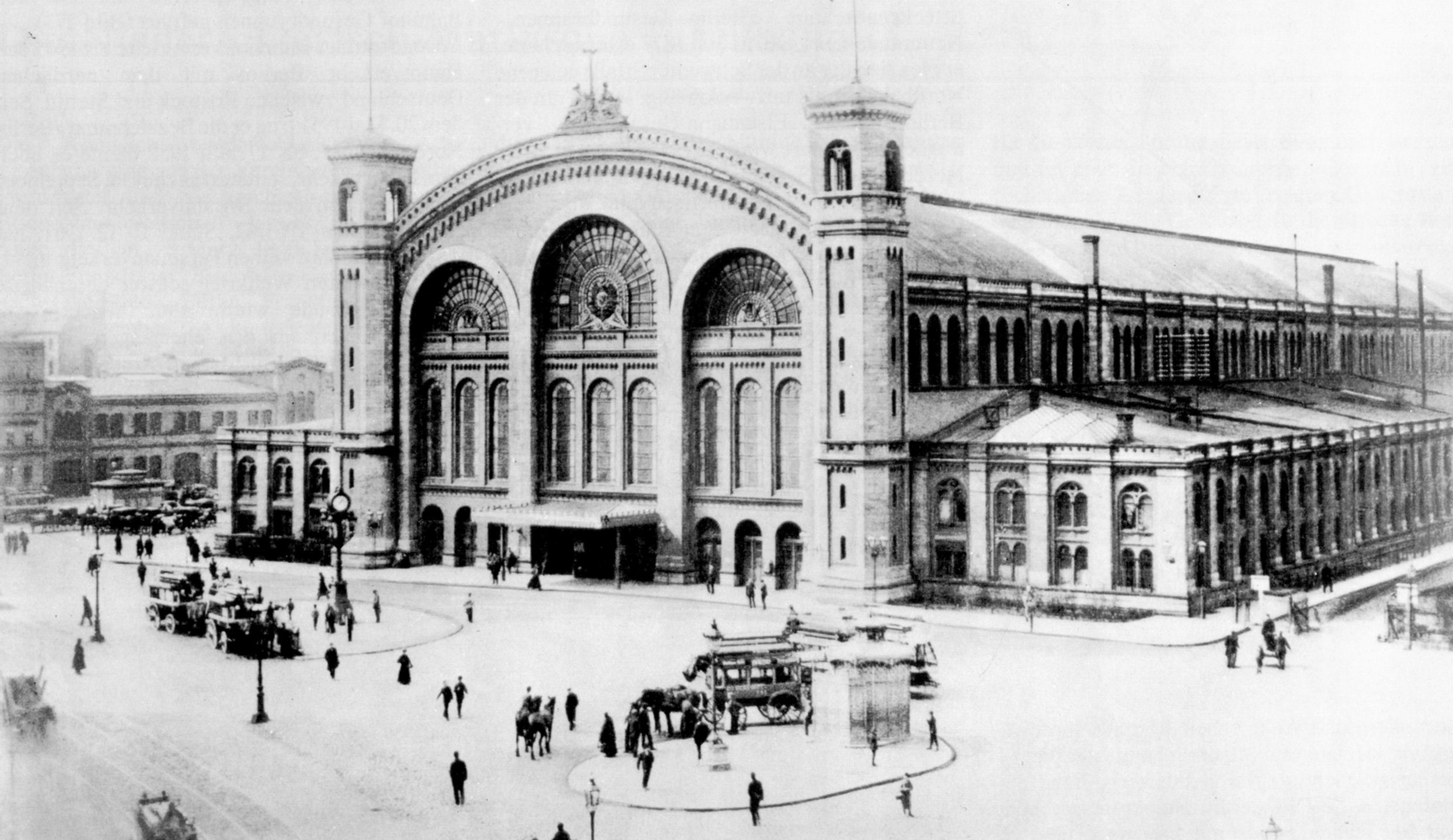
Der nach Plänen von Theodor August Stein errichtete Neubau des Stettiner Bahnhofs nach seiner Fertigstellung, um 1876

Neben den Erweiterungen im Zusammenhang mit den umliegenden Betrieben und der Verbindungsbahn gab die BStE weitere Ausbauten in Auftrag. 1851 erhielt das Empfangsgebäude einen Anbau, damit der Wartesaal 2. Klasse vergrößert und ein Wartesaal 1. Klasse eingerichtet werden konnten. 1852 erhielt der Bahnhof Gasbeleuchtung. Im Dezember 1863 stellte die Berlin-Stettiner Eisenbahn das zweite Streckengleis zwischen Berlin und Angermünde fertig, im gleichen Jahr ging zudem die Zweigbahn Angermünde – Stralsund in Betrieb. Bis Anfang der 1872 baute die BStE ihr Streckennetz unter anderem an die Grenze von Mecklenburg-Strelitz sowie über Belgard nach Köslin und Danzig aus und trieb den Bau von Strecken durch das Oderbruch nach Frankfurt (Oder) sowie nach Swinemünde voran. Im gleichen Jahr beschloss die Gesellschaft den Neubau des Stettiner Bahnhofs. Da die BStE über ausreichend große Flächen verfügte, konnte er östlich neben dem bestehenden Gebäude verwirklicht werden und auf eine Zwischenlösung verzichtet werden. Ende 1876 wurde der Bau fertiggestellt. Die Gesamtkosten beliefen sich auf rund zwei Millionen Mark.
Ab dem 1. Dezember 1877 endeten neben den Reisezügen der Stettiner Bahn auch die der 1875 verstaatlichten Berliner Nordbahn im Stettiner Bahnhof. Vorausgegangen war ein Vertrag zwischen der BStE und der preußischen Eisenbahnverwaltung über Zahlung einer jährlichen Summe von 50.000 Mark für die Nutzung der Gleisanlagen. An der Nordbahn konnte dadurch auf den Ausbau des Endbahnhof für den Personenverkehr verzichtet werden. Die Verbindung zwischen Stettiner- und Nordbahn erfolgte über die Ringbahnkurve nach Gesundbrunnen und von dort aus über eine weitere Kurve von der Ring- zur Nordbahn. 1879 wurde die Berlin-Stettiner Eisenbahn-Gesellschaft verstaatlicht. Da nun beide Nordstrecken unter staatlicher Hoheit standen, kamen Pläne für eine Neuordnung der Bahnanlagen im Bereich zwischen Stettiner, Nord- und Ringbahn auf. Der Durchgangsgüterverkehr beider Nordstrecken sollte im Bahnhof Gesundbrunnen konzentriert werden. Die freigewordenen Kapazitäten im Stettiner Bahnhof sollten dann die Aufnahme des Ortsgüterverkehrs der Nordbahn ermöglichen. Hierzu waren am Schnittpunkt zwischen beiden Nordstrecken zwei neue Verbindungskurven in geplant. Der Güterbahnhof der Nordbahn sollte aufgelassen werden. Wegen des stark gestiegenen Verkehrsaufkommens stellte die Königliche Eisenbahndirektion Berlin (KED Berlin) das Vorhaben zurück. Ende September 1884 berief sich die Coburger Zeitung auf einen Bericht der Schlesischen Zeitung, wonach ein Beschluss des Ministeriums der öffentlichen Arbeiten zur Schließung des Stettiner, Lehrter und Hamburger Bahnhofs vorläge. Die Züge würden deshalb auf die Berliner Stadtbahn geleitet. Mit Ausnahme des Hamburger Bahnhofs, der wenige Wochen darauf tatsächlich geschlossen wurde, wurde das Vorhaben nicht weiter verfolgt, zumal eine direkte Verknüpfung der Stettiner Bahn mit der Stadtbahn noch gar nicht bestand.
Ende der 1880er Jahre unternahm die KED Berlin einen erneuten Vorstoß zum Umbau der Bahnanlagen im Norden Berlins. Zunächst sollten die zwischen dem Stettiner Bahnhof und Pankow gelegenen Bahnübergänge an der Straße 76, Bellermannstraße und Badstraße durch die Verlegung der Strecke parallel zur Ring- und Nordbahn über Gesundbrunnen entfallen. Für den Bahnübergang an der Kreuzung Gartenstraße/Liesenstraße war der Bau einer Überführung vorgesehen. Der Wunsch des Berliner Magistrats nach einer Verlegung der Züge zum Lehrter Bahnhof unter Aufgabe des Stettiner Bahnhofs, um so die Bahnübergänge zu beseitigen, musste wegen der nicht ausreichenden Kapazitäten abgelehnt werden. Das Abgeordnetenhaus bewilligte die staatlich veranschlagten 4,5 Millionen Mark (kaufkraftbereinigt in heutiger Währung: rund 39,4 Millionen Euro) durch das Eisenbahn-Anleihegesetz vom 1. April 1887. Die Bauausführung wurde zunächst zurückgestellt, da nach wie vor der über den Stettiner Bahnhof und Nordbahnhof laufende Durchgangsgüterverkehr zunehmend Probleme bereitete. 1888 verzeichnete der Stettiner Güterbahnhof neben täglich 470 Achsen Ortsgüter noch rund 600 Achsen Übergangsgüter. Im Ausgang kamen noch weitere 70 Achsen Freiladegut und 290 Achsen Schuppen- und Umladegut hinzu. An Sonnabendnächten belasteten zusätzlich die für den Bahnhof Zentralviehhof bestimmten Viehzüge aus Pommern den Kopfbahnhof. Da das Rangieren über den Bahnübergang Liesenstraße im Jahr 1876 polizeilich untersagt wurde, mussten die Rangierabteilungen verkürzt werden, was wiederum zu mehr Fahrzeugbewegungen innerhalb des Bahnhofs führte. Abhilfe sollte der Bau eines außerhalb der Ringbahn gelegenen Rangierbahnhofs in Pankow bringen, der sämtlichen Güterverkehr von der Stettiner- und Nordbahn aufnehmen und über die Ringbahn auf die übrigen Berlin berührenden Strecken verteilen sollte. Der Stettiner Bahnhof sollte künftig seinen Ortsgüterverkehr per Übergabezug von Pankow aus beziehen. Für den Bau des Bahnhofs einschließlich der benötigten Verbindungskurven waren weitere 8,9 Millionen Mark (kaufkraftbereinigt heute rund 75 Millionen Euro) veranschlagt, die am 8. April 1889 per Anleihegesetz bewilligt wurden. Noch bevor der besondere Entwurf für den Rangierbahnhof feststand kam es im Oktober 1889 infolge einer starken Zunahme des Güterverkehrs zu einer regelrechten Verstopfung des Stettiner Bahnhofs und der Ringbahn. Im November 1889 wurde daher der sofortige Bau eines Hilfsrangierbahnhofs zwischen Blankenburg und Karow beschlossen, der acht Wochen später im Januar 1890 in Betrieb gehen konnte. Der Rangierbahnhof Pankow ging dann am 1. Oktober 1893 für die Züge der Stettiner Bahn in Betrieb. Da der Stettiner Güterbahnhof nun vom Durchgangsverkehr befreit war, konnte dieser nach Abriss von acht Häusern in der Gartenstraße durch den Bau zusätzlicher Ladegleise und -schuppen vergrößert werden.
Die Überführung an der Liesenstraße wurde 1890–1892 mit drei Überzügen – zwei für die Streckengleise der Stettiner Bahn, eines für das Übergabegleis von und nach Gesundbrunnen – hergestellt. Auf Verlangen der Polizei durften diese keine Stützen im Straßenland aufweisen, sodass die drei Überbauten Spannweiten von 64 m, 72 m und 82 m (von Ost nach West) aufweisen. Für die Brücken mussten die Straßen um 2,80 m abgesenkt und die Gleise um 2,20 m angehoben werden. Letzteres hatte zur Folge, dass der Übergang zum Personenbahnhof ein Gefälle von 1:106 (≙ 9,43 ‰) und zum Güterbahnhof von 1:400 (≙ 2,5 ‰) aufwies.

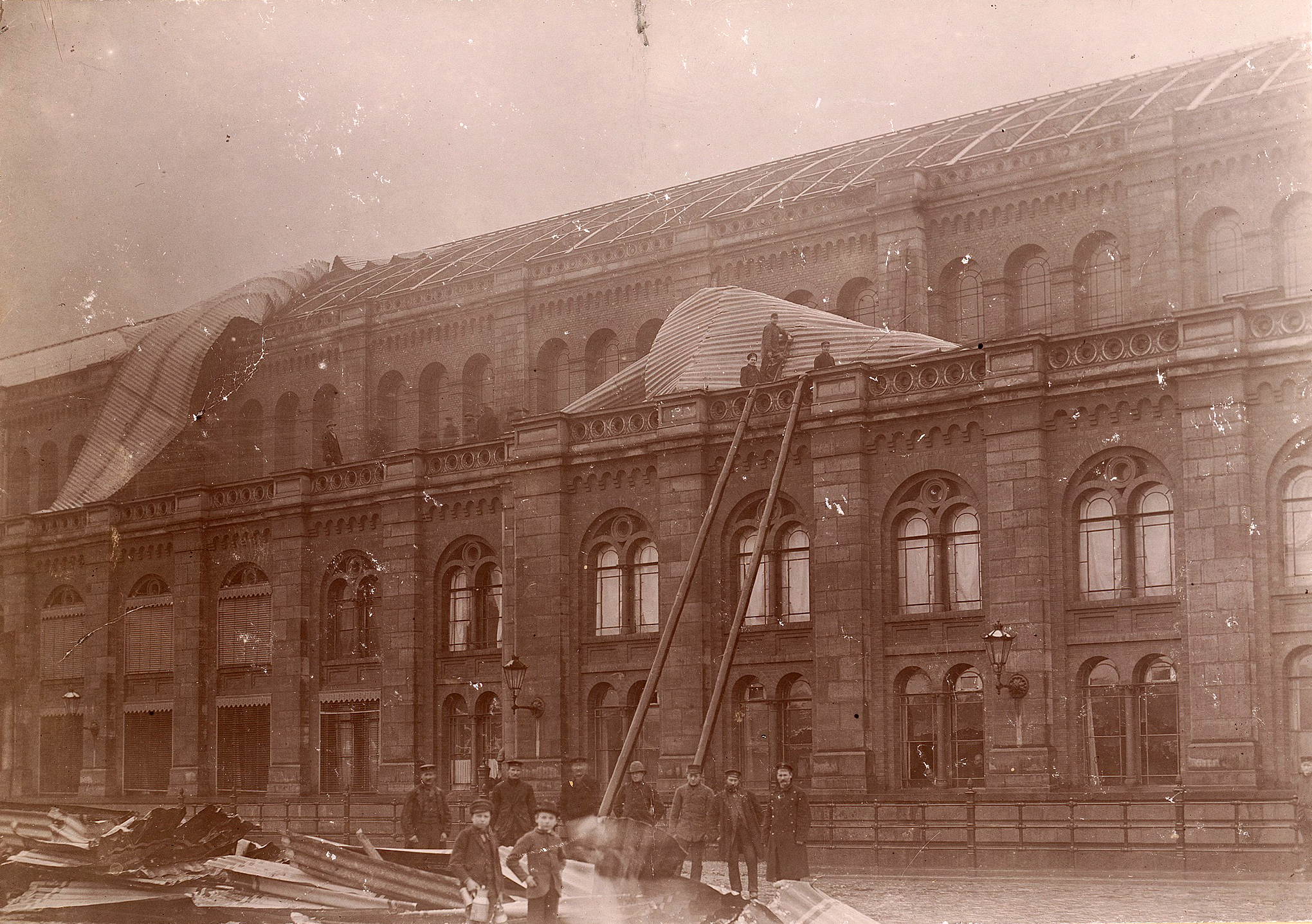
Außenansicht der Bahnsteighalle nach dem Sturm vom 10./11. Februar 1894

In der Nacht vom 10. auf den 11. Februar 1894 wurden Teile des Hallendachs während eines Sturmes heruntergerissen. Die Wellblechbedachung wurde gegen ein Uhr auf einer Länge von 70 m aufgerollt und auf eine Dienstwohnung im östlichen Anbau geworfen. Der Bahnhofsvorsteher erlitt hierbei schwere Verletzungen.
Für den seit den 1870er Jahren einsetzenden Vorortverkehr führte die preußische Staatseisenbahn am 1. Oktober 1891 einen vergünstigten Tarif ein. Im November desselben Jahres ging westlich der Bahnhofshalle unter Aufgabe von Wagenaufstellgleisen ein provisorischer Mittelbahnsteig in Betrieb. Da die Anlage nicht den gesamten Vorortverkehr beider Nordstrecken aufnehmen konnte, musste 1892 am Nordbahnhof vorübergehend ein Personenbahnhof für die Vorortzüge der Nordbahn hergerichtet werden. Dieser nahm ab 1. Oktober 1893 auch die meisten Züge der Kremmener Bahn auf, nur einzelne Züge verkehrten von und nach dem Stettiner Bahnhof. Die Zersplitterung des Vorortverkehrs auf zwei Bahnhöfe erwies sich auf Dauer als unzulänglich, weshalb die Pläne zur Verlegung der Bahnstrecke dahingehend erweitert wurden, dass der gesamte Personenverkehr künftig auf dem Stettiner Bahnhof konzentriert und für den Vorortverkehr ein eigenes Gleispaar bis östlich von Gesundbrunnen hergestellt werden sollte. Um den Reiseverkehr – insbesondere das hohe Gepäckaufkommen während der Urlaubszeit – bewältigen zu können, waren der Bau weiterer Bahnsteige und die Höherlegung der Gleise zur Anlage eines Gepäcktunnels vorgesehen. Zudem sollte dadurch das Gefälle vor den Liesenbrücken entschärft werden. Die am Westrand gelegenen Lokbehandlungsanlagen sollten künftig ausschließlich dem Vorortverkehr dienen. Für den Fernverkehr war der Bau einer eigenen Betriebswerkstatt östlich von Gesundbrunnen vorgesehen. Die für das Gesamtvorhaben veranschlagten 8,85 Millionen Mark (kaufkraftbereinigt in heutiger Währung: rund 76,5 Millionen Euro) wurden im Staatshaushalt 1895 berücksichtigt.

Behelfsbahnhof 1897/98
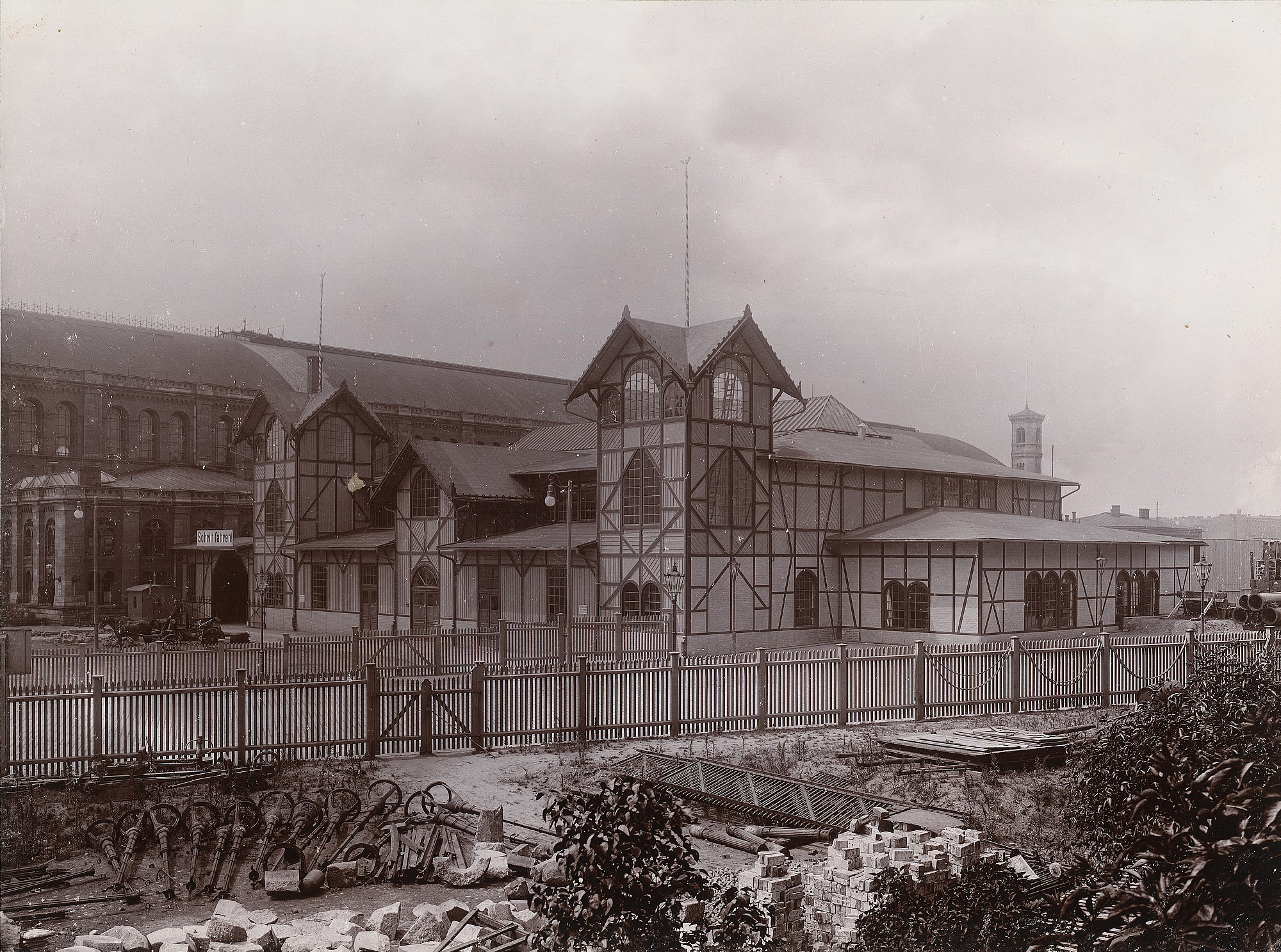
Außenansicht
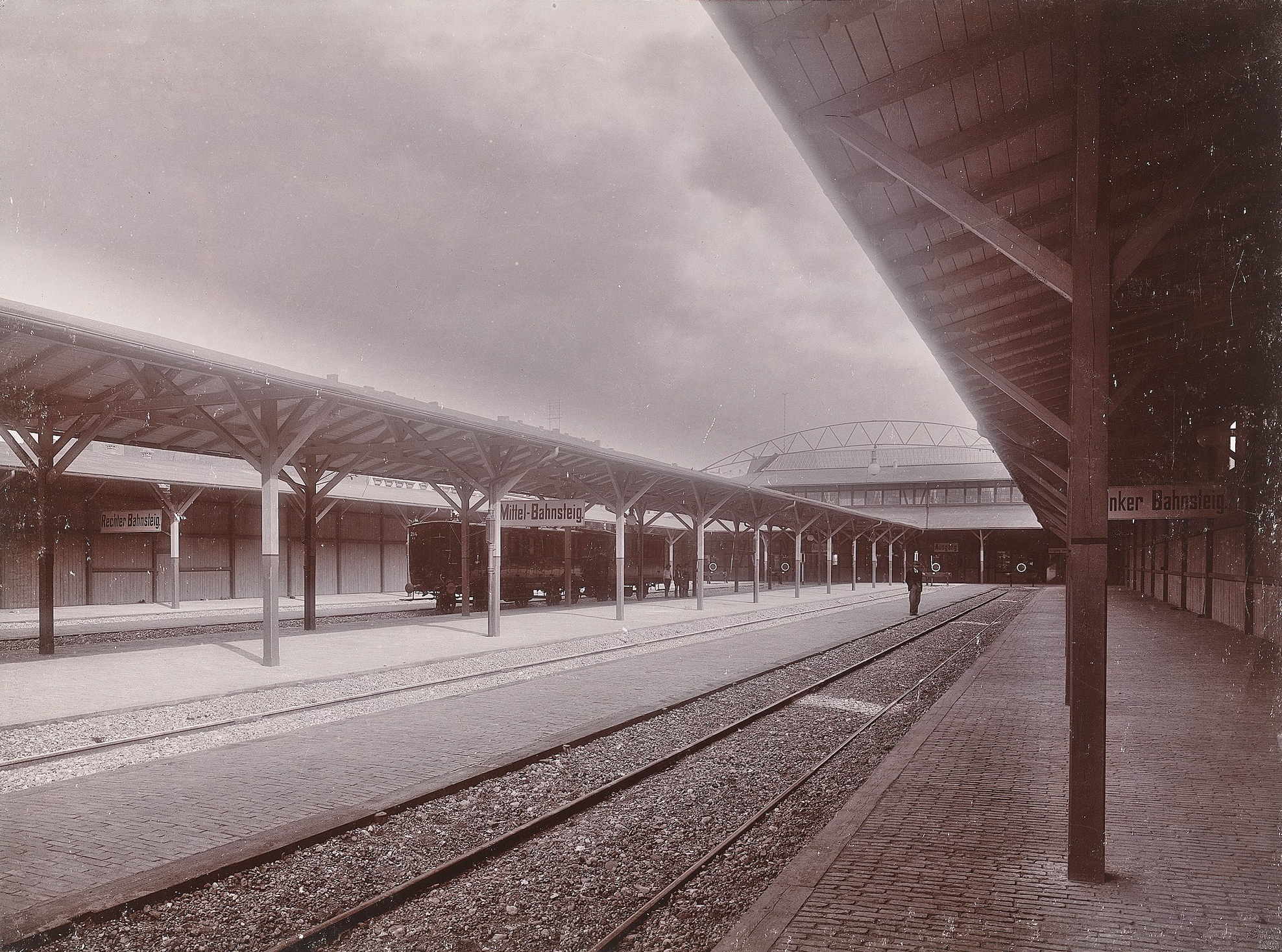
Bahnsteige
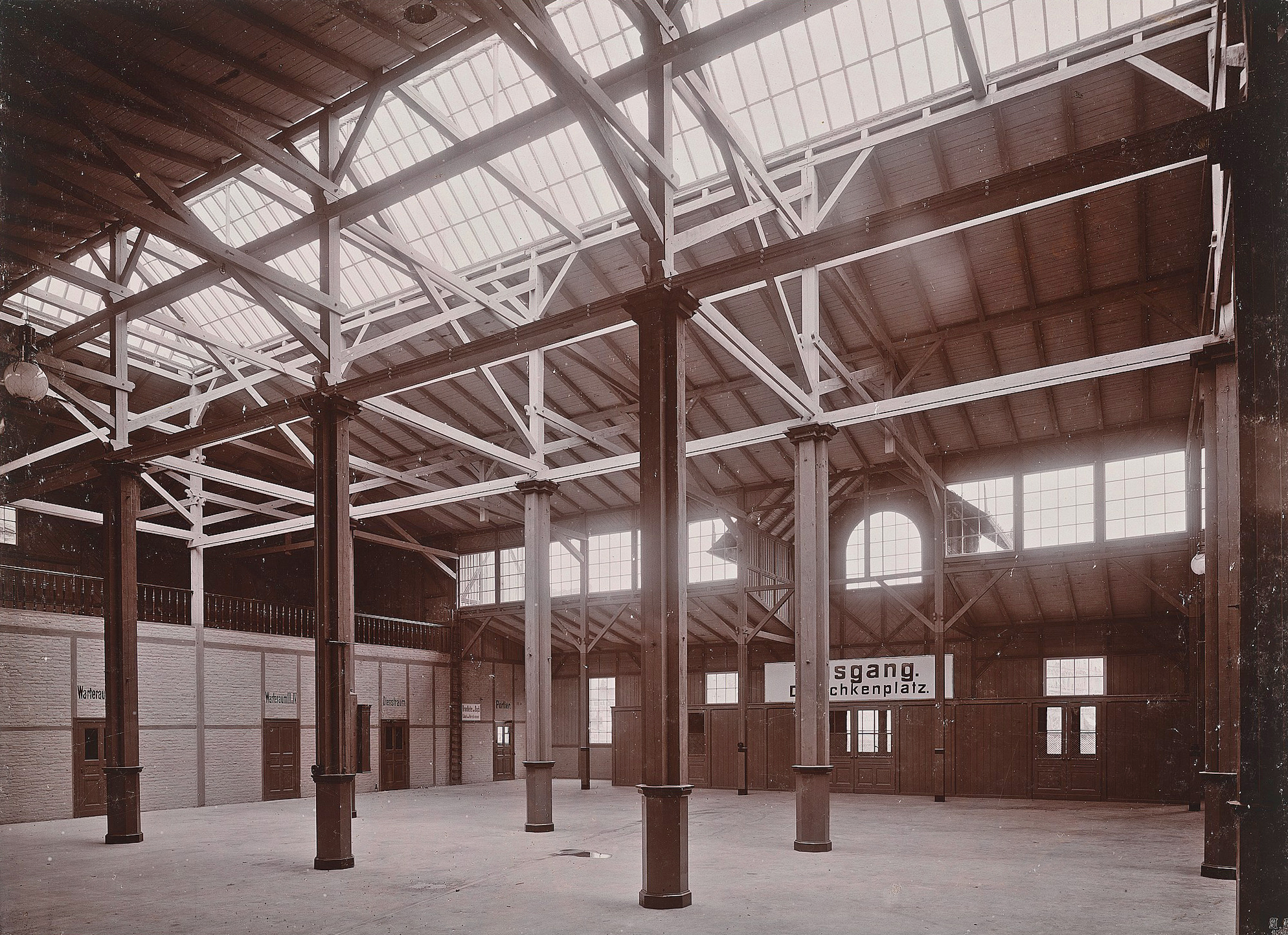
Empfangshalle

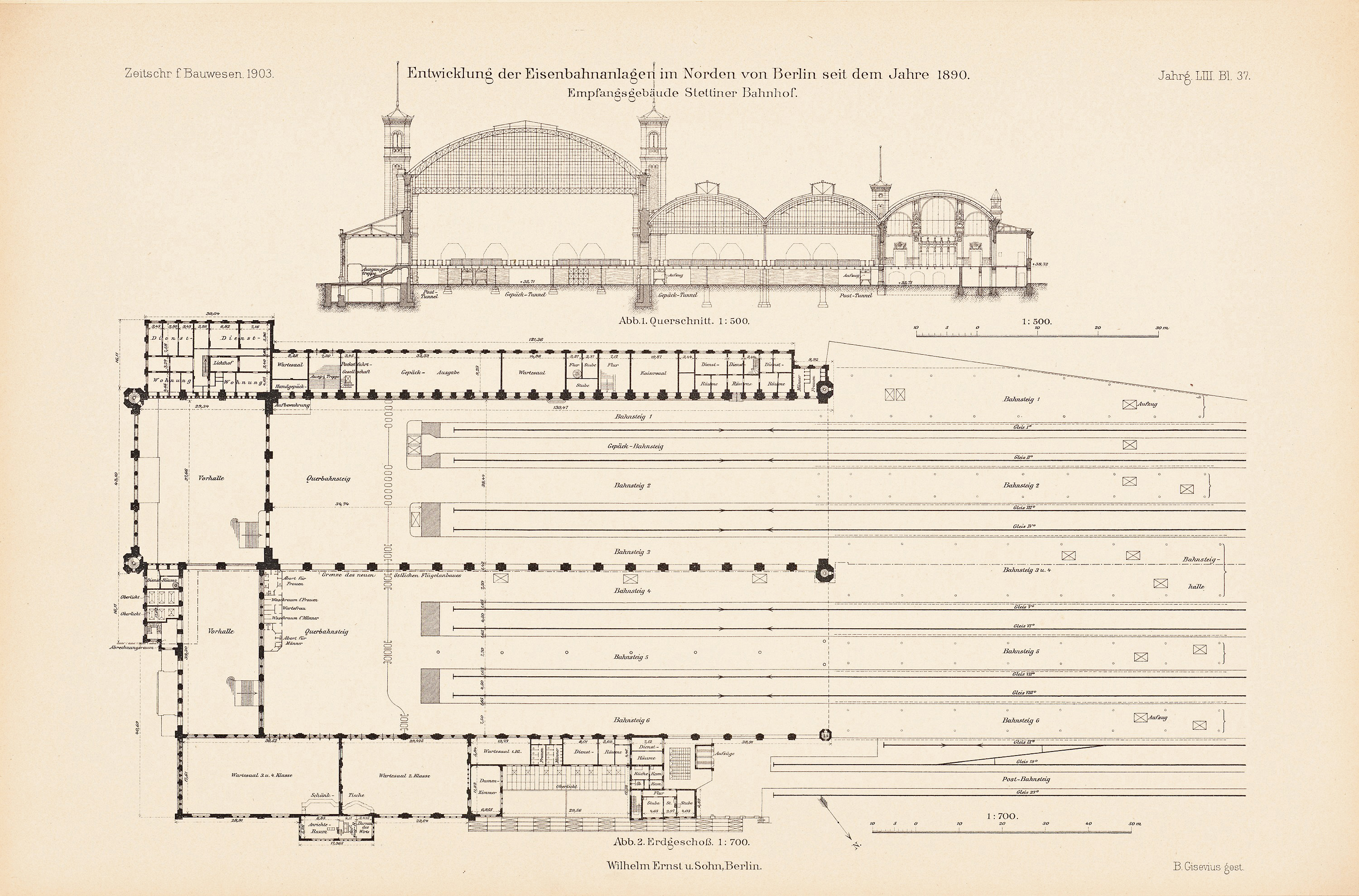
Grundriss des Obergeschosses mit der Gleisebene nach Abschluss der Bahnhofserweiterung, 1903

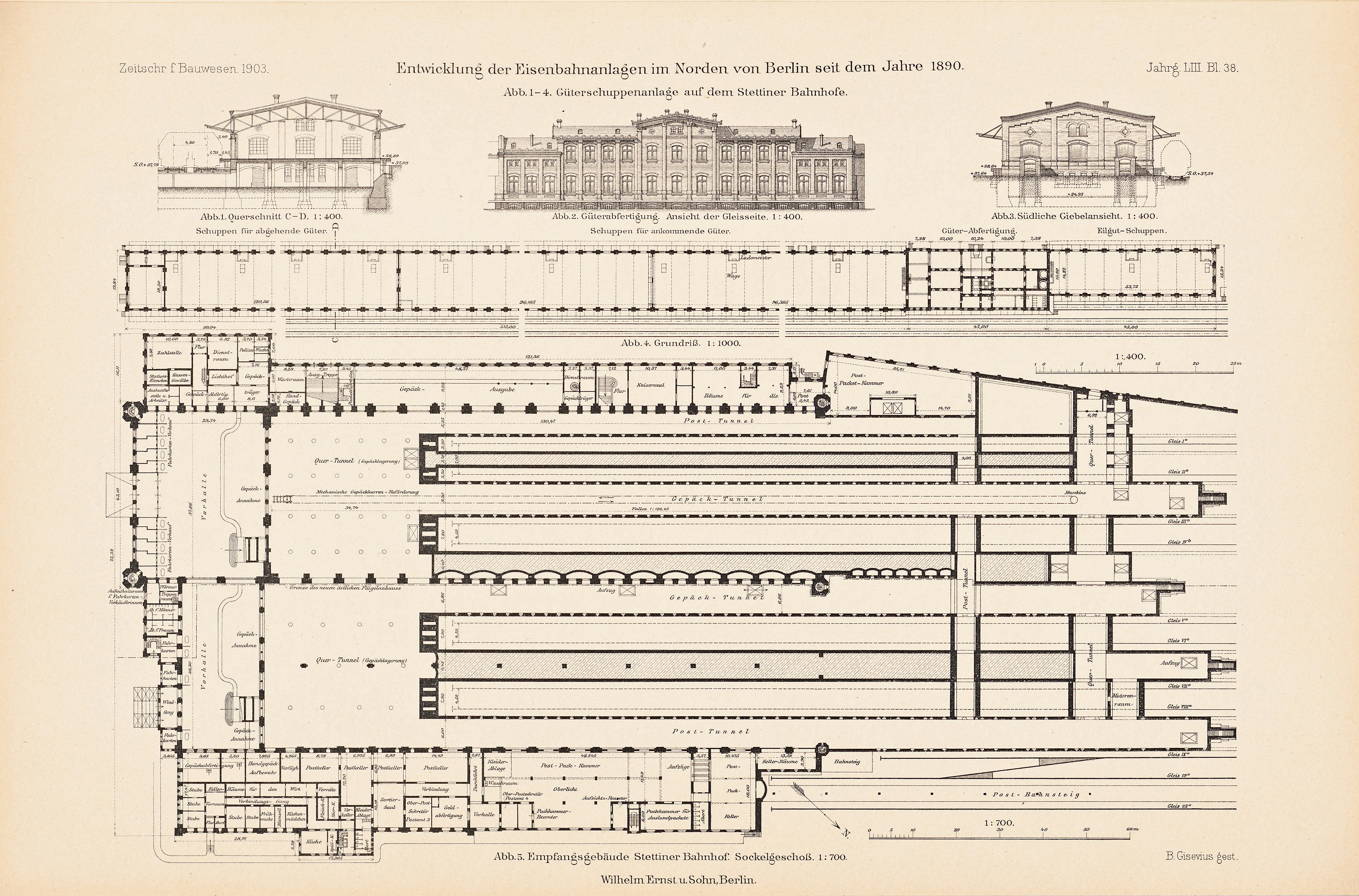
Grundriss des Erdgeschosses nach dem Abschluss der Bahnhofserweiterung, 1903

Zunächst wurde der provisorische Vorortbahnhof durch einen dauerhaften Bau mit Empfangsgebäude und zwei Mittelbahnsteigen ersetzt, der westliche Bahnsteig ging noch Ende 1896 in Betrieb, der östliche anstelle des bisher provisorischen Bahnsteigs folgte vermutlich bis zum 1. Oktober 1897. Am 1. Mai 1897 wurde die Stettiner Bahn in ihrem bisherigen Verlauf zwischen Berlin und Pankow stillgelegt und das neue Ferngleispaar – zunächst noch für den Gesamtverkehr – über Gesundbrunnen in Betrieb genommen. Gleichzeitig ging die Betriebswerkstatt Gesundbrunnen in Betrieb. Im Juli 1897 wurde auf der Ostseite des Bahnhofs in Höhe der alten Güterschuppen ein Aushilfsbahnhof mit vier Kopfgleisen angelegt. Nach Verlegung des Fernverkehrs dorthin konnten die Gleise im Fernbahnhof angehoben und darunter mehrere Tunnel für die Post- und Gepäckbeförderung angelegt werden. Zwischen den Gleisen 1 und 2 wurde ein Gepäckbahnsteig für die hier ankommenden Züge angelegt. Die Anhebung ermöglichte zudem den Bau eines Fußgängertunnels – dem Stettiner Tunnel – zwischen Schwartzkopffstraße und Gartenstraße. Am 20. Dezember 1897 konnte dann das separate Vorortgleispaar zwischen dem Stettiner Bahnhof und der Abzweigstelle Sga nordöstlich von Gesundbrunnen in Betrieb genommen werden. Somit standen zwischen Stettiner Bahnhof und Gesundbrunnen insgesamt fünf Gleise zur Verfügung. Von West nach Ost waren dies zwei Vorortgleise, zwei Ferngleise und das bisherige Anschlussgleis, das künftig als Güter- und Maschinengleis diente. Für den Bau mussten die Liesenbrücken um einen weiteren, zweigleisigen Überzug mit 94 m Spannweite ergänzt werden. Ab dem 1. Februar 1898 endeten dann auch sämtlich Vorortzüge der Kremmener und Nordbahn im Stettiner Vorortbahnhof, womit der Nordbahnhof für den Personenverkehr wieder geschlossen werden konnte. Nach Abschluss der Höherlegung im Frühjahr 1898 wurde der hölzerne Interimsbahnhof wieder abgebaut und an seiner Stelle eine zweite, kleinere Bahnhofshalle und vier Gleisen errichtet. Architektonisch lehnte sich der Anbau an das Empfangsgebäude von 1876 an. Die Arbeiten dauerten bis etwa zum Jahreswechsel 1902/03 an, nach der Fertigstellung standen dem Fernverkehr neun Gleise an fünf Bahnsteigen zur Verfügung. Westlich an die Halle schloss sich ein Postbahnsteig mit zwei Gleisen an.
In den Jahren 1911–1912 ließ die KED Berlin die Abstellgleise für Fernzüge erweitern. Dafür fasste sie den Milchverkehr, der den Stettiner Bahnhof bislang mittels Eilgüterzüge anlief, auf dem Nordbahnhof zusammen. Dennoch reichten diese Maßnahmen nicht aus, da nur vier Gleise für Personenzüge und sieben Gleise für Schnellzüge bestanden. Personenzüge mussten daher zusätzlich im Bahnhof Schönholz-Reinickendorf abgestellt werden. Um zusätzliche Möglichkeiten zu schaffen, war südlich von Gesundbrunnen der Bau eines Abstellbahnhofs für die Nordstrecken vorgesehen. Dieser sollte über eine zweigleisige Zulaufstrecke mit dem Stettiner Bahnhof verbunden werden. Das Vorhaben kam wegen des Ersten Weltkrieges nicht zustande. Der Vorortbahnhof erfuhr trotz steigender Zahlen keine größeren Veränderungen. Vielmehr mussten einzelne Züge bereits in Gesundbrunnen wenden, wo der Vorortbahnsteig um eine dritte Kante erweitert wurde. Siemens & Halske brachte im Jahr 1904 Pläne für eine unterirdische Verbindung mit der Wannseebahn ein. Der preußische Minister der öffentlichen Arbeiten Budde erklärte, dass er das Vorhaben als Vollbahn realisiert haben wollte. Sein Nachfolger Breitenbach lehnte dies aber ab, „weil es außerhalb der Aufgaben der Staatsbahnverwaltung läge, für lediglich örtlichen Verkehr zu sorgen“. Parallel zu diesem Vorhaben gab es ausgehend auf den Beiträgen zum Wettbewerb Groß-Berlin Vorstöße für die Zusammenlegung von Stettiner- und Lehrter Bahnhof zu einem gemeinsamen Nordbahnhof.
In der Nacht vom 10. auf den 11. April wurde der „plombierte“ Wagen Lenins vom Potsdamer Bahnhof zum Stettiner Bahnhof umgesetzt, von wo aus die Reise über Stralsund und die Königslinie nach Schweden fortgesetzt wurde.

### Einbindung in das S-Bahn-Netz
Am 9. Juni 1913 verabschiedete das Preußische Abgeordnetenhaus ein Gesetz zur Elektrifizierung der Berliner Stadt-, Ring- und Vorortbahnen. Das Vorhaben zielte zunächst auf eine Umsetzung auf der Stadt- und Ringbahn ab, wurde aber durch den Ersten Weltkrieg jäh unterbrochen. Im Dezember 1919 erteilte Minister Oeser den Auftrag zur Elektrifizierung der Vorortstrecken Stettiner Vorortbahnhof – Gesundbrunnen – Bernau und Gesundbrunnen – Hermsdorf. Die 1922 ausgelieferten Versuchszüge liefen zunächst mit Dampflokomotiven im Vorspann. Am 8. August 1924 verließ der erste elektrische Zug den Stettiner Vorortbahnhof Richtung Bernau. Das Datum gilt als „Geburtstag“ der (elektrischen) Berliner S-Bahn. Es folgten 1925 die Vorortgleise der Nordbahn über Hermsdorf nach Oranienburg und 1927 die Kremmener Bahn bis Velten. Einhergehend mit der Elektrifizierung ließ die seit 1920 zuständige Deutsche Reichsbahn (DR) das Bahnbetriebswerk für den elektrischen Betrieb umbauen. Ende 1929 wurden die beiden Vorortbahnsteige G und H für einen niveaugleichen Einstieg von 760 auf 960 mm erhöht.

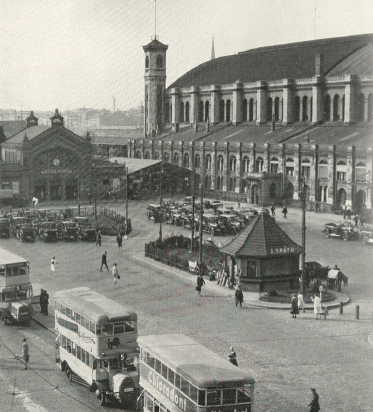
Westlicher Vorplatz Am Stettiner Bahnhof mit dem Empfangsgebäude des Vorortbahnhofs (li.) und der Fernbahnhalle (re.), 1928

Ebenfalls in den 1920er Jahren nahmen die Planungen zur unterirdischen Nord-Süd-Verbindungsbahn wieder Fahrt auf. Vorausgegangen war die Verfassung einer Denkschrift des Verkehrswissenschaftlers Louis Jänecke, die dieser 1926 der Reichsbahn vorlegte. Nach Gesprächen zwischen dem Berliner Oberbürgermeister Böß mit dem Generaldirektor der DR Dorpmüller nahm die Reichsbahn 1928 die Planungen auf. Mit der Weltwirtschaftskrise 1929 wurde das Vorhaben zunächst zurückgestellt. Im gleichen Zeitraum veröffentlichten sowohl die Stadt Berlin als auch die Reichsbahn erneut Pläne zur Umgestaltung der Bahnanlagen in der Reichshauptstadt. Die städtischen Pläne orientierten sich weiterhin an den Entwürfen des Wettbewerbs Groß-Berlin mit der Zusammenlegung von Stettiner- und Lehrter Bahnhof zu einem gemeinsamen Nordbahnhof. Die Reichsbahn versprach sich von dem Vorhaben keinen größeren Erfolg, zumal sie mit der Elektrifizierung der Stadt-, Ring- und Vorortbahnen ausgelastet war. Sie sah stattdessen vor, den Güterverkehr gänzlich nach dem Nordbahnhof zu verlegen um den gewonnenen Platz zur Anlage weiterer Abstellgleise und eines neuen Bahnsteigs zu nutzen. Wie schon in der Zeit vor dem Ersten Weltkrieg musste ein Teil der Reisezugwagen in Schönholz-Reinickendorf abgestellt werden. Die vorhandenen Bahnsteige erwiesen sich mit 315 m Länge als zudem als zu kurz.
Nach der „Machtergreifung“ der Nationalsozialisten gab der Verwaltungsrat der Deutschen Reichsbahn-Gesellschaft den Bau des Nordsüd-S-Bahn-Tunnels als Maßnahme des aufgelegten Arbeitsbeschaffungsprogramms frei. Anstelle des Stettiner Vorortbahnhofs sollten die S-Bahn-Züge künftig einen Tiefbahnhof auf der Ostseite des Fernbahnhofs anfahren. Damit sollten der Vorortbahnhof während der Bauarbeiten weiterhin zur Verfügung stehen und gleichzeitig eine geradlinigere Streckenführung in Richtung der Artilleriestraße ermöglicht werden. Vor dem ersten Rammschlag am 4. Februar 1934 ließ die Reichsbahndirektion Berlin (RBD Berlin) das Ferngleis 1 von Bahnsteig A bis Abzweigstelle Ntm elektrifizieren, damit die S-Bahn-Züge dieses während der Rammarbeiten nutzen konnten. Über eine doppelte Kreuzungsweiche in Höhe der Dienst- und Aufenthaltsräume konnten die Züge in das S-Bahn-Betriebswerk umgesetzt werden. Die gewählte Lage des S-Bahnhofs hatte zur Folge, dass das Gleisvorfeld des Fernbahnhofs auf einer Gesamtlänge von 530 m spitzwinklig unterfahren werden mussten. Der Winkel zwischen der Tunnelachse und den Ferngleisen betrug etwa 15 Grad. Da der laufende Betrieb sowohl des S-Bahn- als auch des Fernverkehrs aufrechtzuerhalten war, wurde die erste Baugrube im Bereich der Abstellgleise ausgehoben. Zuvor musste zunächst ein etwa 50 m langer Zugangsstollen unter der Ladestraße und acht Abstellgleisen zwischen der Baugrube und dem Keller des Güterschuppens angelegt werden. Im Bereich der Abstellgleise genügte es, einzelne Gleise abschnittsweise zu sperren, und den Tunnel in offener Bauweise zu erstellen. Die dem Betrieb fehlenden Abstellkapazitäten wurden durch den Ausbau des Bahnhofs Birkenwerder an der Nordbahn ausgeglichen.

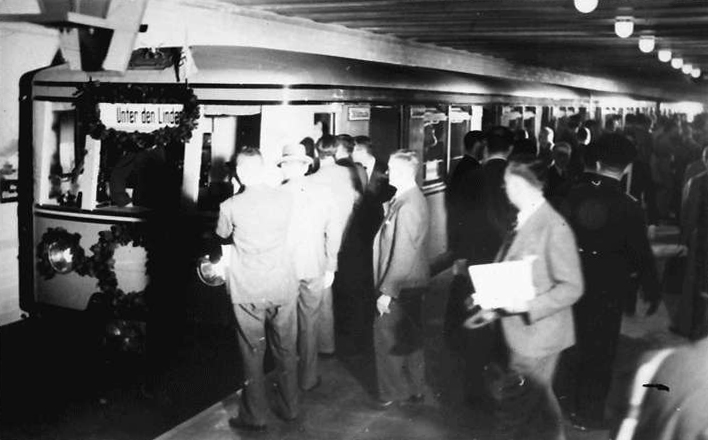
Eröffnung des nördlichen Abschnitts des Nordsüd-S-Bahn-Tunnels am 27. Juli 1936

Die Hauptgleise konnten wegen des starken saisonalen Verkehrs nur in geringem Maße verlegt oder gesperrt werden, zudem verlief der Tunnel direkt unter dem Weichenbereich. Die Gleise wurden daher auf mehreren Behelfsbrücken über die Baugruben geführt und diese nach Verfüllen des fertigen Tunnelbauwerks wieder entfernt. Insgesamt wurden 48 Betonpfeiler für die Brücken und 145 Behelfsbrücken mit einer Gesamtlänge von 1590 m eingebaut. Davon waren rund 590 m für Überbrückung der eigentlichen Baugrube vorgesehen, die restlichen 1000 m Gleisbrücke dienten zum Bau der Pfeiler und Unterzüge. Der Bauabschnitt war in drei Unterabschnitte eingeteilt, wobei es zu geringfügigen Überschneidungen kam. Die Brückenzüge konnten somit mehrmals verwendet werden. Der an der Invalidenstraße gelegene S-Bahnhof Stettiner Bahnhof erhielt als nördlicher Abschluss der Tunnelstrecke vier Gleise an zwei Mittelbahnsteigen und an beiden Enden je eine Kehranlage. Neben dem Empfangsgebäude an der Invalidenstraße hatte der S-Bahnhof eine direkte Verbindung zur Empfangshalle des Fernbahnhofs sowie über eine Treppe zu einem neu angelegten Außenbahnsteig für KdF-Sonderzüge. Die Baugrube befand sich unmittelbar östlich des Fernbahnhofs. Dieser wie auch die auf der Ostseite angrenzenden Wohngebäude wurden teilweise durch Untermauerung, teilweise durch chemische Bodenverfestigung nach Joosten abgesichert. Zwei Wohngebäude, ein Dienstgebäude der Reichsbahn und das Postamt N 4 mussten abgebrochen werden. Für letzteres entstand an der Westseite des Vorplatzes ein Neubau. Mit Ausnahme eines Abschnittes unter dem Abstellbahnhof wurden die Arbeiten durch das Unternehmen Polensky & Zöllner ausgeführt.
Am 28. Juli 1936 ging der nördliche Tunnelabschnitt zwischen Stettiner Bahnhof und Unter den Linden in Betrieb. 1939 wurde die Strecke über Potsdamer Platz bis zum Anhalter Bahnhof verlängert und die Verknüpfung mit den drei südlichen Vorortbahnen (Wannseebahn, Anhalter Bahn und Dresdener Bahn) hergestellt. Die Baukosten für den Tiefbahnhof einschließlich der nördlichen Tunnelausläufe beliefen sich auf 11,39 Millionen Reichsmark (kaufkraftbereinigt in heutiger Währung: rund 60,2 Millionen Euro).
Die in der zweiten Hälfte der 1930er Jahre konkretisierten Pläne zur Erweiterung der Berliner Eisenbahnanlagen im Rahmen der Germania-Planungen sahen eine Schließung des Fernbahnhofs bis Ende 1950 vor. Der Reiseverkehr sollte auf einen an der Ringbahn in Höhe der Tegeler Straße zu errichtenden Personenbahnhof Nord verlegt werden. Für den Güterverkehr war ein Ortsgüterbahnhof Nord auf dem Gelände des Rangierbahnhofs Pankow vorgesehen. Von den Vorhaben wurde keines realisiert.

### Zerstörung und Schließung des Fernbahnhofs

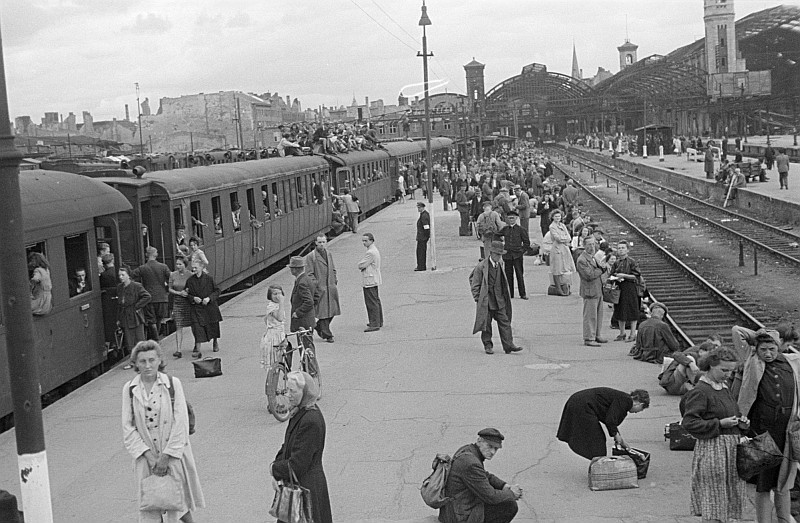
Hamsterfahrt vom Stettiner Bahnhof, September 1945

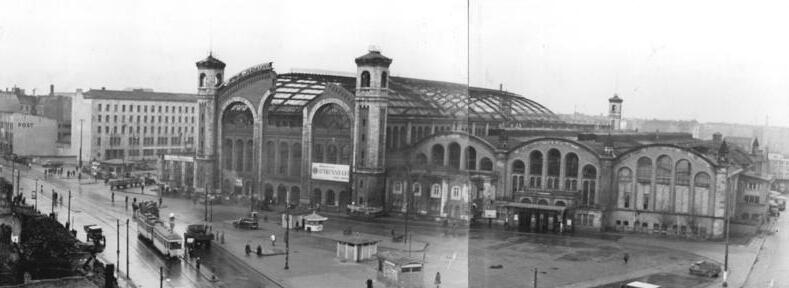
Kopfbau des Fernbahnhofs wenige Tage vor der Umbenennung in „Nordbahnhof“, November 1950

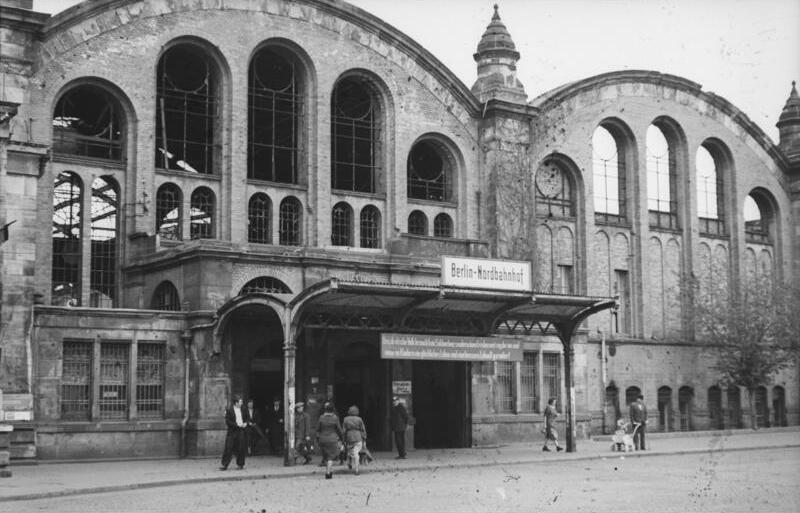
Eingang zum Fernbahnhof, wenige Wochen vor der Schließung, April 1952

Während des Zweiten Weltkriegs war die Gegend um den Stettiner Bahnhof mehrmals Ziel von alliierten Luftangriffen. Bereits Anfang November 1940 kamen bei einem Einschlag im Stettiner Tunnel zehn Schutzsuchende ums Leben. Weitere Angriffe auf den Bahnhof fanden unter anderem am 22. November 1943, am 3. Februar 1945, am 10. März 1945 sowie am 18. März 1945 statt. Weitere Beschädigungen folgten während der Schlacht um Berlin. Am 20. April wurde der Verkehr auf der Stettiner Bahn eingestellt, am Folgetag im Nordsüd-S-Bahntunnel. Wenige Tage später, vermutlich am 2. Mai 1945, wurde die Tunneldecke der Nordsüd-S-Bahn unterhalb des Landwehrkanals gesprengt, infolgedessen liefen der Tunnel bis zum Stettiner Bahnhof und – über einen Fußgängertunnel am Bahnhof Friedrichstraße – auch weite Teile des Berliner U-Bahn-Netzes mit Wasser voll. Über den genauen Zeitpunkt der Sprengung, die Verursacher und die Hintergründe liegen unterschiedliche Angaben vor.
Im Sommer 1945 ließ die SMAD an mehreren Eisenbahnstrecken das zweite Streckengleis als Reparationsleistung abbauen. Im Stettiner Bahnhof wurden einzelne Bahnhofsgleise demontiert, darunter das Bahnsteiggleis 3 und die im Lokbahnhof gelegenen Gleise. Ob gleichzeitig auch, wie sowjetische Quellen kolportieren, Gleise auf russische Breitspur umgenagelt wurden, muss angezweifelt werden. Im Juni konnte der Bahnhof wieder angefahren werden. Da die Triebwagenhallen in Oranienburg und Velten zerstört beziehungsweise nicht erreichbar waren, richtete die Reichsbahn zunächst einen Vorortverkehr mit Dampflokomotiven ein. Die Züge begannen und endeten im Fernbahnhof und wechselten an der Abzweigstelle Ntm auf die Vorortgleise. Am 13. August 1945 fuhren wieder die ersten elektrischen Züge Richtung Bernau und Tegel, fünf Tage später auch Richtung Oranienburg. Auf der Nordbahn setzte die Reichsbahn vorübergehend Fünfviertelzüge ein. Da der Tiefbahnhof wegen der Flutung noch nicht befahrbar war, wurden die Bahnsteiggleise 1 und 2 – eventuell auch Gleis 4 – sowie das Einfahrgleis 37 elektrifiziert. Über letzteres bestand zudem eine Verbindung zum S-Bahnbetriebswerk. Am 31. Januar 1946 konnten die S-Bahn-Züge wieder den Tiefbahnhof anfahren, die oberirdische Anbindung des S-Bahn-Betriebswerks blieb über diesen Zeitpunkt hinaus bestehen und wurde 1948 mit der Elektrifizierung des Maschinengleises nach Gesundbrunnen ausgeweitet, womit direkte Überführungsfahrten zum Reichsbahnausbesserungswerk Berlin-Schöneweide ermöglicht wurden. Am 16. November 1947 war der Nordsüd-S-Bahntunnel mit der Wiederinbetriebnahme des Abschnitts Stettiner Bahnhof – Friedrichstraße wieder vollständig befahrbar.
Am 1. Februar 1950 eröffnete auf dem Stettiner Bahnhof Berlins erstes Kinderhotel mit 120 Betten. Die Einrichtung entstand auf Initiative der Sozialhilfe Groß-Berlin in Zusammenarbeit mit der Volkssolidarität und dem Berliner Magistrat. Die Räumlichkeiten befanden sich im Westflügel und wurden auch nach 1952 weiter betrieben. Die Mitropa richtete im Juni 1950 ein Hotel in zwei zuvor aufgearbeiteten Schlafwagen mit insgesamt 42 Abteilen ein. Das Hotel sollte vor allem Geschäftsreisende ansprechen. Im Juli 1950 wurde das Hotel um einen weiteren Schlafwagen ergänzt.
Infolge der Grenzziehung entlang der Oder-Neiße-Linie befand sich die Stadt Stettin nach 1945 in der Volksrepublik Polen. Nach Anerkennung der Grenzlinie durch die DDR am 6. Juli 1950 erhielt der Stettiner Bahnhof am 1. Dezember 1950 den Namen Berlin Nordbahnhof, der Güterbahnhof der Nordbahn erhielt gleichzeitig den Namen Berlin Eberswalder Straße, der Schlesische Bahnhof in Friedrichshain den Namen Berlin Ostbahnhof. Die Namensvergaben soll einem Zeitungsbericht zufolge nach einer Umfrage der Deutschen Reichsbahn unter der Berliner Bevölkerung erfolgt sein. Zu den möglichen Alternativen gehörte unter anderem der Vorschlag Bahnhof der Freundschaft. Die im S-Bahnhof auf Fliesen angebrachten alten Bezeichnungen wurden unter einer Gipsschicht versteckt und der neue Name darüber mit Farbe aufgetragen.
Der Bahnhof, die Stettiner- und Nordbahn befanden sich seit der Aufteilung Berlins im Sommer 1945 im Grenzbereich zwischen dem sowjetischen Sektor (Bezirk Mitte) und dem französischen Sektor (Bezirk Wedding). Der Großteil des Bahnhofs lag in Mitte, die östliche Begrenzungsmauer zur Gartenstraße sowie die Südseite der Liesenstraße markierten die Grenze zum Wedding. Bis zur Behmstraßenbrücke befanden sich die Nord- und Stettiner Bahn im französischen Sektor, die Nordbahn markierte im weiteren Verlauf die Grenze zwischen beiden Gebieten. Dieser Umstand veranlasste die Reichsbahn dazu, die Reisezüge schrittweise zum Ostbahnhof und zum Bahnhof Lichtenberg zu verlegen. Damit konnten die Züge durchweg durch sowjetisch kontrolliertes Gebiet gefahren werden. Mit Beginn des Sommerfahrplans am 18. Mai 1952 zog die Reichsbahn auch die letzten Züge vom Fernbahnhof ab, der wie sein südliches Pendant, der Anhalter Bahnhof, für den Reisezugverkehr geschlossen wurde. Bereits kurze Zeit nach der Schließung erfolgte der überwiegende Abbau der Gleisanlagen. Um 1955 begann der Abriss des einstigen Empfangsgebäudes und der Bahnsteighalle. Bereits im Juni 1951 hatte es im Vorfeld der III. Weltfestspiele der Jugend einen der sogenannten „Aufbausonntage“ zur Enttrümmerung des Nordbahnhofs und seines Umfeldes gegeben. In den folgenden Jahren spielte der Nordbahnhof bei der Verkehrsplanung keine tragende Rolle mehr.

Der Nordbahnhof in den 1950er Jahren
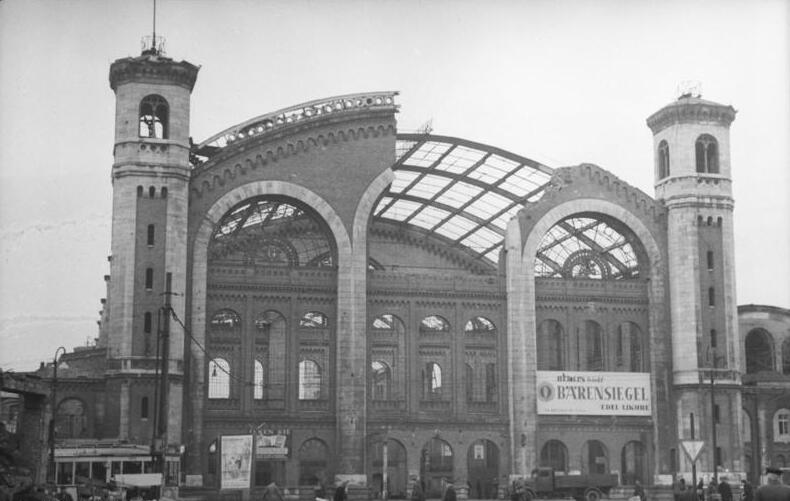
Hauptportal des Kopfbaus mit Kriegsschäden, Dezember 1950
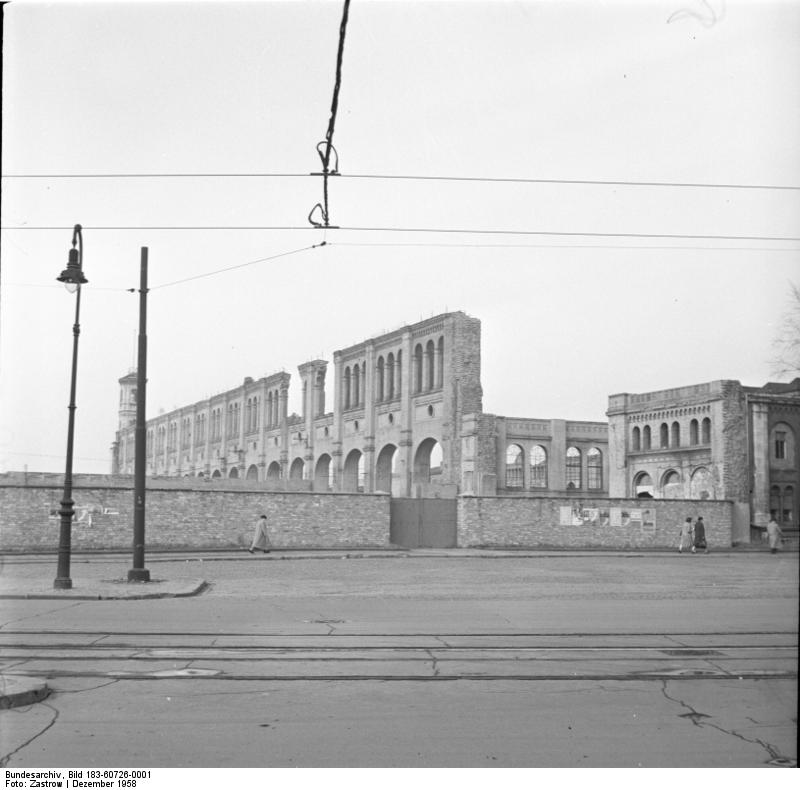
Blick von der Invalidenstraße auf die Trennwand zwischen der großen Halle und dem Erweiterungsbau. Das Hauptportal ist inzwischen abgerissen, Dezember 1958
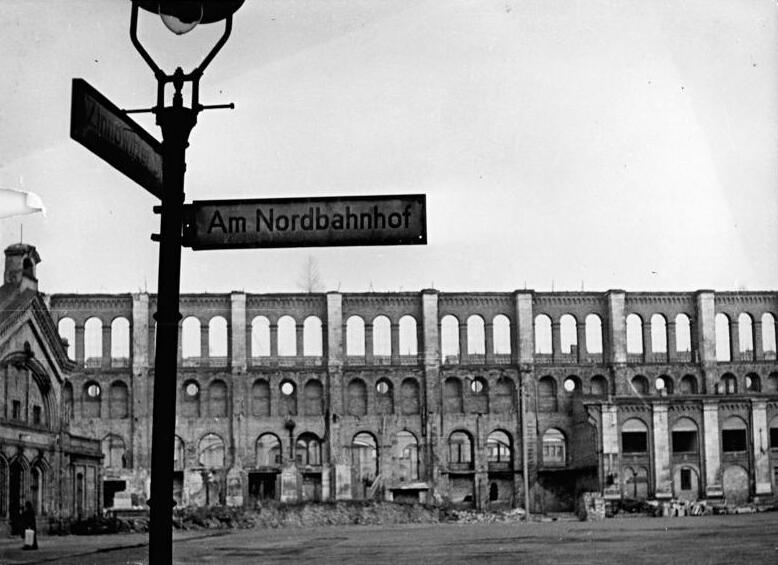
Westflügel des Fernbahnhofs, links angeschnitten der Kopfbau des ehem. Vorortbahnhofs, Dezember 1958

### Der „Geisterbahnhof“ Nordbahnhof

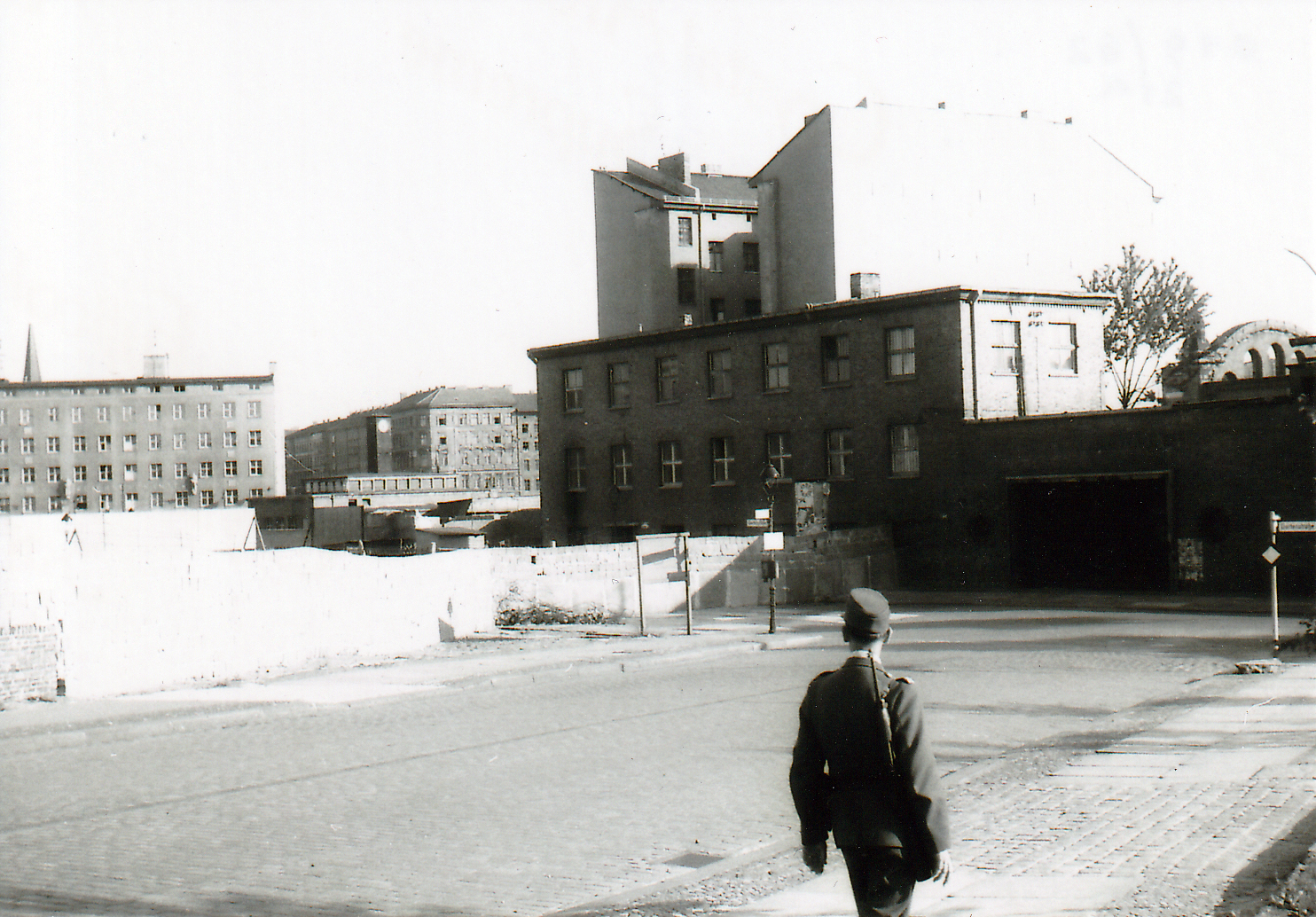
West-Berliner Polizist vor der Mauer an der Bernauer Straße / Ecke Gartenstraße, Juni 1962. Rechts befindet sich das Dienstgebäude der ehemaligen Signalmeisterei mit dem versperrten Zugangsbauwerk zum S-Bahnhof, dahinter sind die Überreste des Fernbahnhofs auszumachen. Links im Hintergrund ist das Empfangsgebäude des S-Bahnhofs zu erkennen. Das Wohnhaus in Bildmitte wurde nach dem Tod von Heinz Cyrus, der dort 1965 in die Tiefe stürzte, abgerissen.

In der Nacht zum 13. August 1961 riegelte die DDR die Grenze zu West-Berlin ab. Die Nordsüd-S-Bahn als unverzichtbarer Bestandteil des westlichen Teilnetzes blieb zwar in Betrieb, die in Ost-Berlin gelegenen S-Bahnhöfe, so auch der Nordbahnhof, wurden aber mit dem Mauerbau für den Publikumsverkehr geschlossen. Einzig der Bahnhof Friedrichstraße blieb als Umsteigebahnhof zur Stadtbahn und der U-Bahn-Linie C geöffnet. Auf den Bahnsteigen des „Geisterbahnhofs“ patrouillierte zunächst ein Doppelposten der Transportpolizei, ab August 1962 waren hier aufgrund der Grenznähe Einheiten der Grenztruppe stationiert. Brauchbare Einrichtungen wurden ausgebaut, so im konkreten Fall eine Fahrtreppe, die auf dem U-Bahnhof Schönhauser Allee weiterverwendet wurde. Das S-Bahn-Betriebswerk blieb – auf Ost-Berliner Seite gelegen – für den Betrieb der West-Berliner S-Bahn weiter in Betrieb. An der Oberfläche ließ die Deutsche Reichsbahn zunächst die S-Bahn-Symbole entfernen und später die Zugänge verschließen, so dass von der Oberfläche nur wenige Zeichen auf die Station hinwiesen. Die Reste der Fernbahnhofs wurden mit Ausnahme des Ostflügels bis 1962 abgerissen. Auf der entstandenen Freifläche befanden sich in der Folgezeit Lagerplätze und ein Transportbetonwerk des Bau- und Montagekombinats Ingenieurhochbau Berlin. Der Güterverkehr beschränkte sich in der Zeit nach dem Mauerbau auf die Bedienung des BMAG-Werks in der Scheringstraße im Wedding. Die Übergabefahrten erfolgten hierbei von Gesundbrunnen. Das Mitte der 1930er Jahre errichtete Gebäude der Signalmeisterei südlich des Ausgangs Gartenstraße/Bernauer Straße diente zunächst als Wachposten. Zwischen 1966 und 1974 Jahre wurden die Signalmeisterei, der Güterschuppen, die Ladestraße und weitere Dienstgebäude abgerissen. Das Gelände wurde anschließend eingeebnet um freies Sicht- und Schussfeld zu haben und mit entsprechenden Grenzsicherungsanlagen versehen. Anstelle des Postens in der Signalmeisterei diente nun ein Wachturm vom Typ BT-6 mit runder Kanzel. Dieser wiederum wurde 1983 durch einen quadratischen Wachturm vom Typ BT-9 ersetzt. Zwischen 1974 und 1988 wurden zusätzliche technische Sicherungseinrichtungen auf dem S-Bahnhof installiert, unter anderem Lichtschranken, Überwachungskameras und Trittkontakte in den Gleisen. Die Überwachungspersonale wurden in einem separaten Raum untergebracht, wo auch die Alarmmeldungen eingingen. Zudem wurden auch mehrere Notausgänge entlang der gesamten Tunnelstrecke geschlossen.

Berliner Mauer am Nordbahnhof
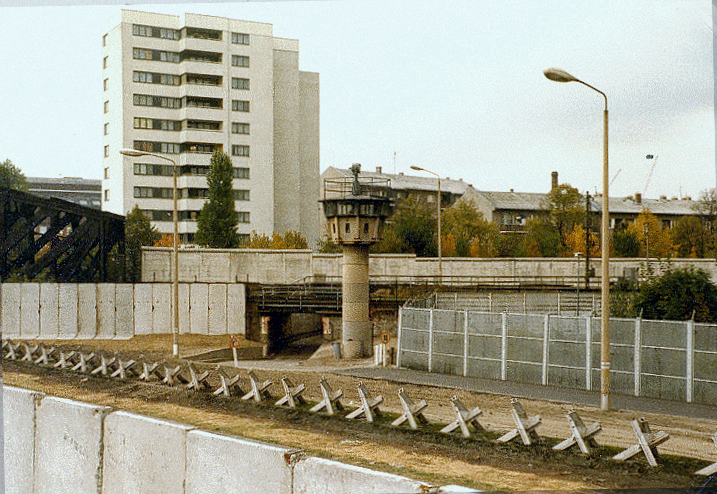
Grenze mit Sicherungsanlagen an der Garten- /Ecke Liesenstraße, 1980
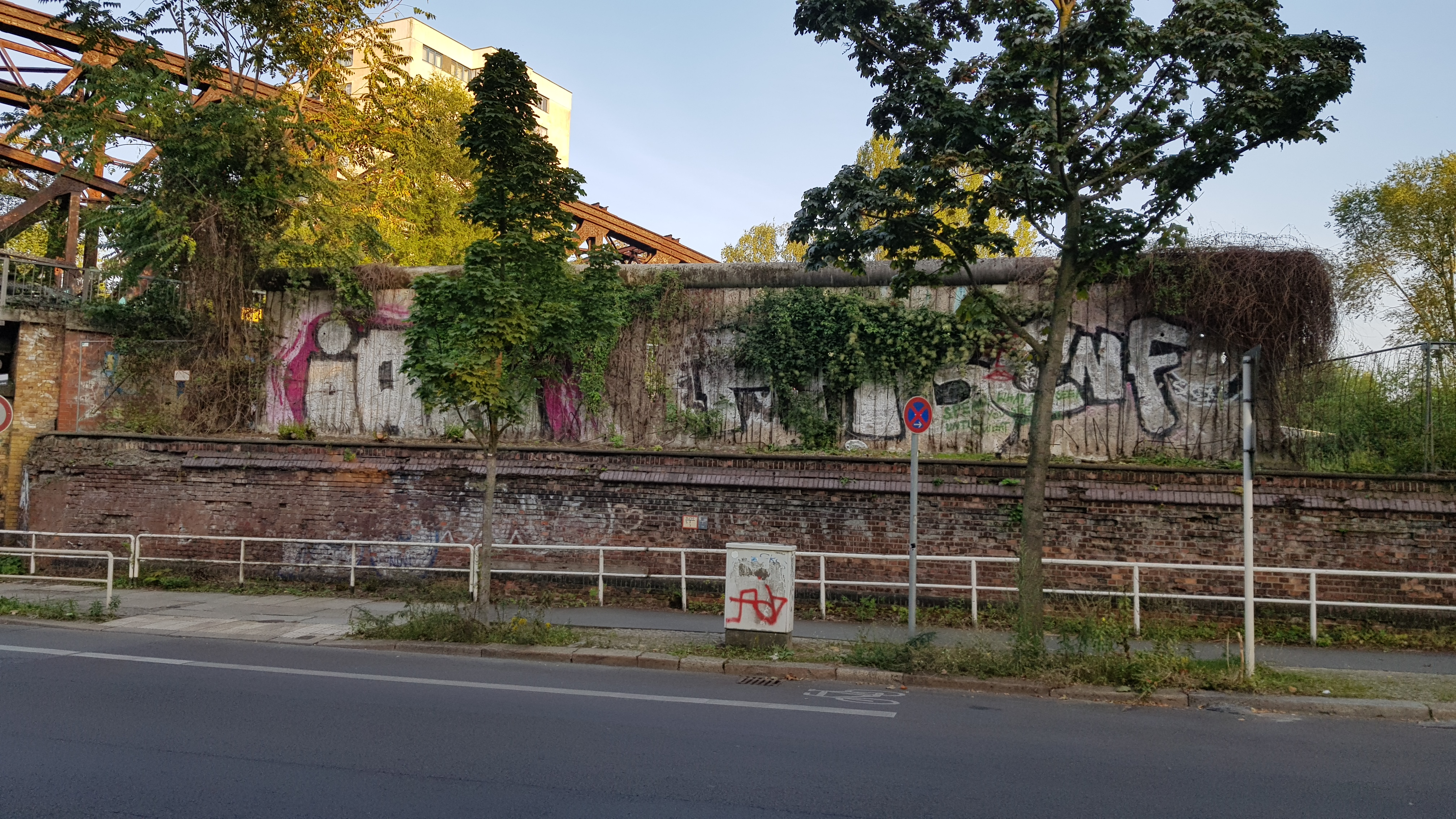
Der auf den vorherigen Bildern links im Bild befindliche Abschnitt der Mauer, 2021
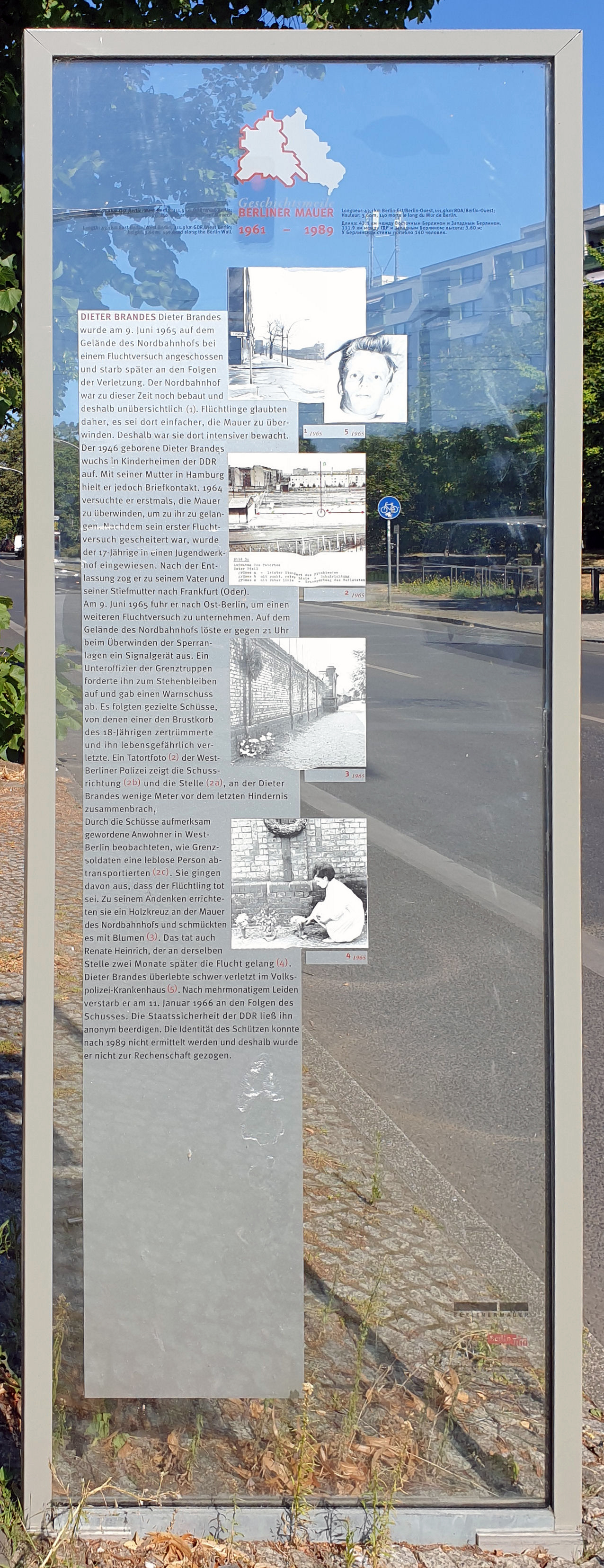
Gedenktafel für Dieter Brandes in der Gartenstraße, 2022

| Auf dem weitläufigen Bahnhofsgelände und seiner näheren Umgebung kam es zwischen 1961 und 1989 zu mehreren Fluchtversuchen mit Todesfolge: - Am 4. September 1962 wurde der 40-jährige Ernst Mundt beim Versuch, die Grenze über die Friedhofsmauer des II. Sophien-Friedhofs zu erreichen von zwei am Nordbahnhof postierten Transportpolizisten entdeckt und nach Abgabe eines Warnschusses tödlich am Kopf getroffen. - Am 27. November 1962 unternahmen der 17-jährige Otfried Reck und ein Freund einen Fluchtversuch, bei dem sie durch einen Lüftungsschacht in den S-Bahn-Tunnel absteigen und über die Gleise nach West-Berlin fliehen wollten. Nachdem ein Fluchthelfer nach einem Zwischenfall nicht wieder auftauchte, beschlossen die beiden Männer, das Vorhaben abzubrechen. Auf dem Rückweg bemerkten sie ihre Verfolgung durch die Grenztruppen. Reck wurde auf einer nahegelegenen Rollschuhbahn an der Invalidenstraße Ecke Gartenstraße in den Rücken geschossen und verstarb kurze Zeit darauf. - Am 9. Juni 1965 wurde der 18-jährige Dieter Brandes in Höhe des Güterschuppens etwa 30 Meter von der Sektorengrenze entfernt von einer Kugel im Brustkorb getroffen. Brandes wurde zunächst in das Krankenhaus der Volkspolizei gebracht und später in das Krankenhaus Buch überführt, wo er ein halbes Jahr darauf am 11. Januar 1966 seinen Verletzungen erlag. - Am 10. November 1965 wurde der 29-jährige Heinz Cyrus beim Betreten der Sperranlagen aus Richtung Bergstraße bemerkt, woraufhin dieser sich zum Schutz in das leerstehende Haus Gartenstraße 85 flüchtete. Im 4. Stock stieg Cyrus aus einem Flurfenster und versuchte über die Dachrinne zu klettern, wobei er in die Tiefe stürzte. Cyrus erlitt mehrere Knochenbrüche, darunter einen Schädelbasisbruch, und wurde in ein Krankenhaus eingeliefert, wo er am Folgetag seinen Verletzungen erlag. - Am 20. September 1969 unternahm der 45-jährige Leo Lis von der Invalidenstraße her einen Fluchtversuch über das geräumte Gelände des Fernbahnhofs. Während er unter einem Signalzaun kroch, löste er den Alarm aus, woraufhin er von mehreren Posten beschossen wurde. Lis wurde auf dem vormaligen Güterbahnhof von einer Kugel im Brustkorb getroffen und verstarb kurz darauf noch vor Ort. |

Am 9. Januar 1984 übernahmen die Berliner Verkehrs-Betriebe (BVG) die Betriebsrechte der S-Bahn in West-Berlin von der Deutschen Reichsbahn. Die Umstellung hatte zur Folge, dass der Verkehr auf mehreren Streckenabschnitten eingestellt werden musste. Bereits nach dem Reichsbahnerstreik 1980 war der Verkehr auf der Nordsüd-S-Bahn durch die Betriebseinstellung auf der Wannseebahn ausgedünnt worden. Nun wurden auch die verbliebenen Zuggruppen durch den Tunnel mit Ausnahme des Südastes auf der Dresdener Bahn eingestellt. Die Reichsbahn blieb weiterhin für die betriebsfähige Erhaltung und Konservierung des Tunnelbauwerks zuständig. Im Mai 1984 verlängerte die BVG ihre Zuggruppe NII vom Anhalter Bahnhof wieder bis Gesundbrunnen.

### Wiedereröffnung des S-Bahnhofs und Nachnutzung des Bahnhofsgeländes

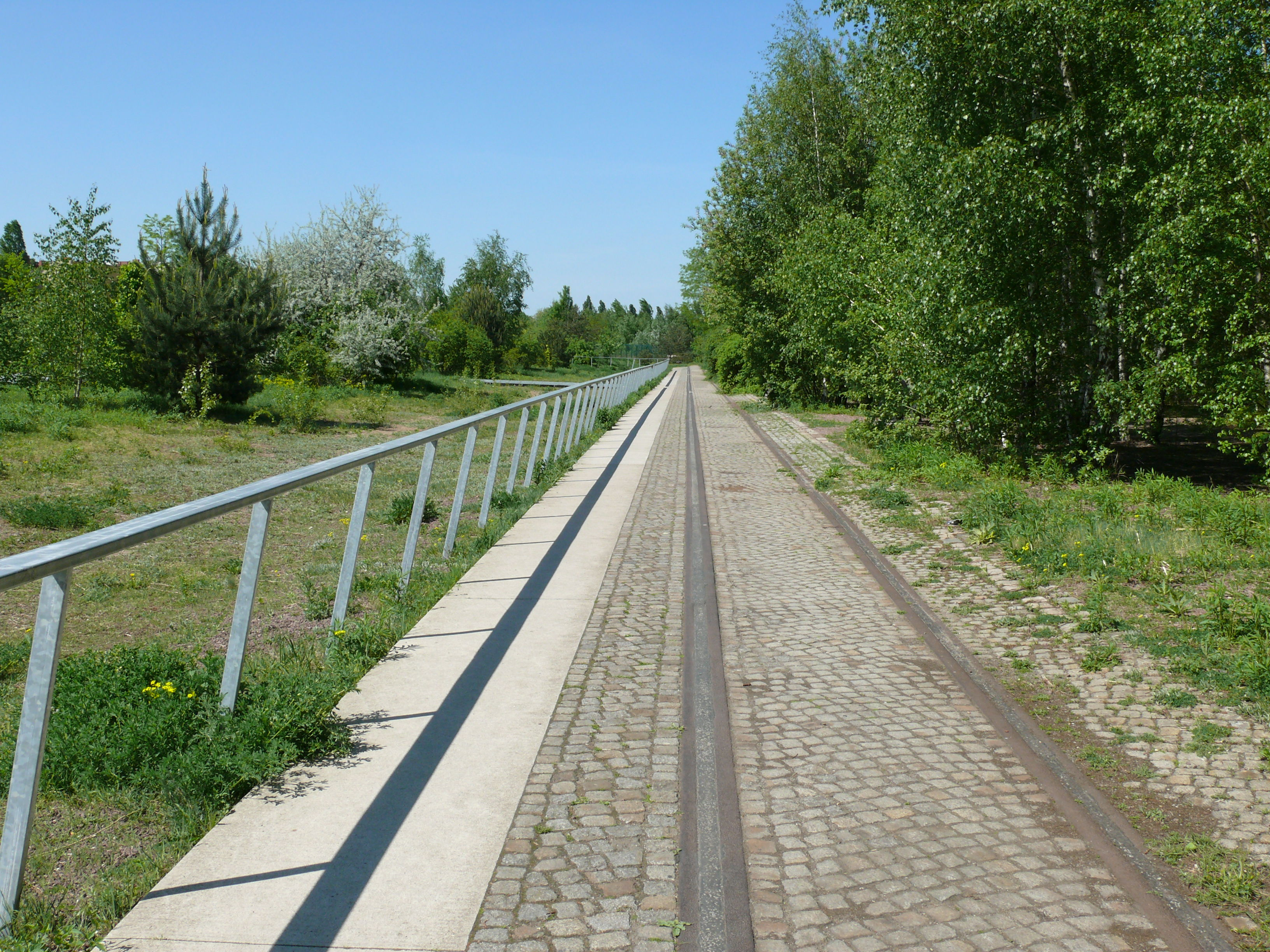
Park am Nordbahnhof mit Schienenresten, 2011

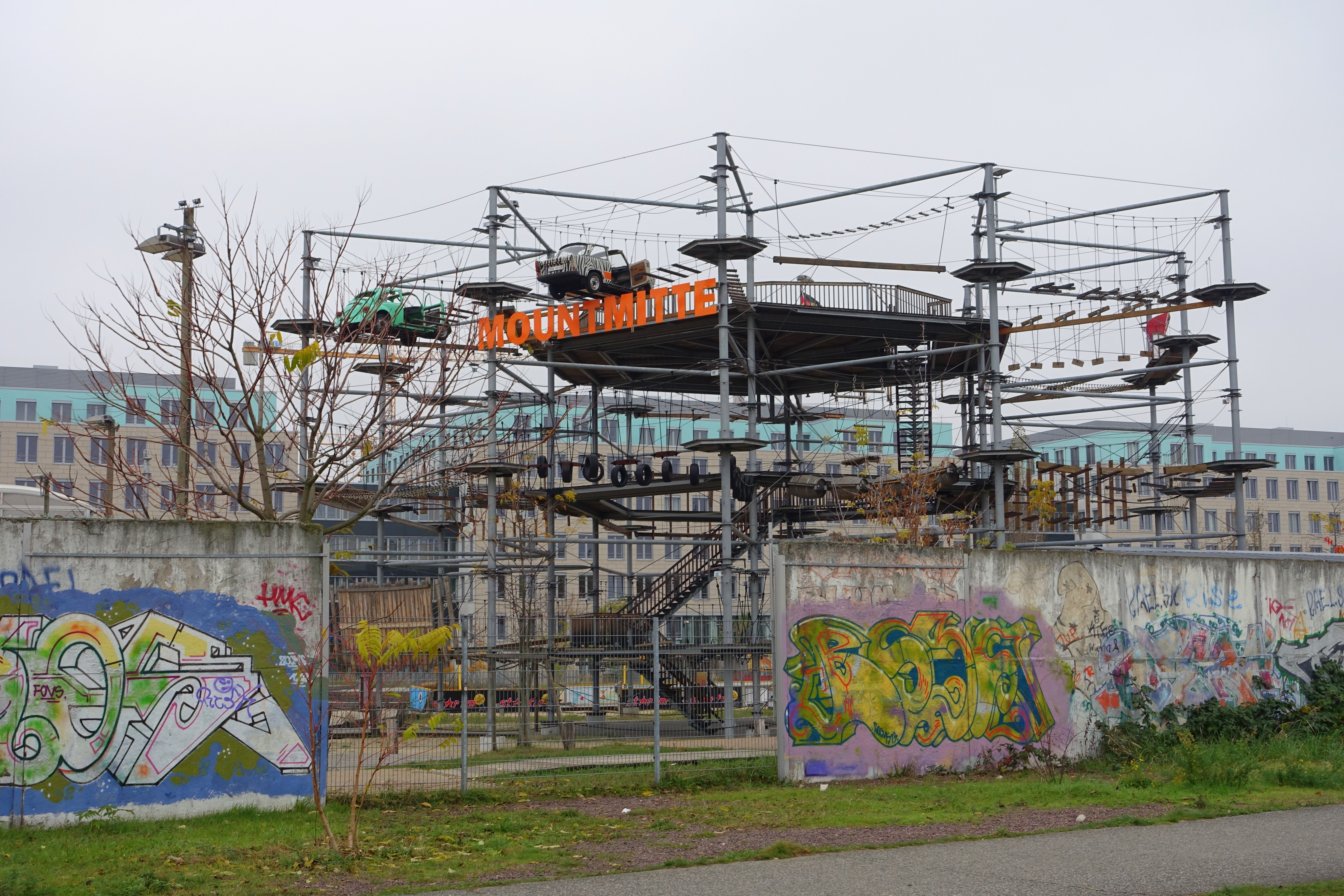
Hochseilgarten Mount Mitte, im Vordergrund ein Überrest der Hinterlandmauer, 2014

Kurz nach dem Mauerfall im November 1989 entstand das Bedürfnis nach der Wiedereröffnung der 1961 geschlossenen S-Bahnhöfe. Die Reichsbahn kalkulierte im Januar und Februar 1990 mit einem Kostenaufwand von rund 60 Millionen D-Mark (kaufkraftbereinigt in heutiger Währung: rund 61,2 Millionen Euro) für die Beseitigung der Grenzsicherungsanlagen im gesamten Tunnel und rechnete mit einer Vorbereitungszeit von wenigstens vier Monaten. Am 1. September 1990 konnte der S-Bahnhof für den Personenverkehr wieder geöffnet werden. Kurz nach der Öffnung wurde die Tunnelstrecke ab Januar 1991 umfangreich saniert. Waren anfänglich noch Teilsperrungen in mehreren Abschnitten vorgesehen, entschloss sich die Reichsbahn wegen starker Staubentwicklung bei den Arbeiten Mitte 1991 für eine Totalsperrung. Nach eineinhalb Jahren Bauzeit konnten der Tunnel und der Tiefbahnhof am 1. März 1992 wiedereröffnet werden. Am 31. Mai 1992 gingen die 1984 aufgegebenen Kehranlagen wieder in Betrieb. Bis 1995 erhielt der S-Bahnhof neue Fliesen, die Eingänge wurden saniert und zwei Aufzüge zu den Bahnsteigen eingebaut. Beim Bau der Julie-Wolfthorn-Straße, die in Verlängerung der Bernauer Straße zur Zinnowitzer Straße führt, wurden Überreste des 1897 angelegten Gepäcktunnels freigelegt und abgetragen.
Das weitgehend vom ehemaligen Mauerstreifen beanspruchte oberirdische Gelände blieb nach dem Mauerfall zunächst geschlossen. Teile des Geländes nutzten bis zur 1994 angeordneten Räumung zwei Bauunternehmen als Lagerplatz für Aushub und Bauschutt. Im Jahr 1994 plante der Bezirk Mitte, weite Teile des Areals künftig für eine Grün- und Sportanlage zu nutzen. Der Flächennutzungsplan sah zudem eine Teilbebauung mit Büro- und Geschäftsgebäuden vor. Nach einem Geländetausch mit der Deutschen Bahn erhielt das Land Berlin einen Erbbaupachtvertrag, auf dem neben einem Fußballplatz mit Laufbahn auch ein Park angelegt werden sollten. Der Siegerentwurf stammte vom Atelier Loegler und den Landschaftsarchitektenbüro Fugmann & Janotta. Die langanhaltenden Vertragsverhandlungen zwischen dem Bezirk und der Bahn als auch technische Schwierigkeiten ließen eine Umsetzung des Vorhabens zunächst nicht zu, führten aber dazu, dass sich auf dem Gelände eine Ruderalvegetation ausbreiten konnte. Das Konzept wurde daher 2002 dahingehend geändert, dass der Park als naturnahe Grünanlage gestaltet und die Sportanlage an den Rand der Fläche verlegt werden sollte. Vereinzelte Gleisreste sollen an die vergangene Nutzung des Geländes erinnern. Das Vorhaben wurde 2004 bis 2009 von der landeseigenen Gesellschaft Berlin Grün realisiert und 2011 mit dem Deutschen Landschaftsarchitektur-Preis ausgezeichnet. Anstelle des Fußballplatzes entstanden an der Südwestseite mehrere Beachvolleyballplätze und ein Hochseilgarten.
Im südlichen Bahnhofsareal wurden mit der Caroline-Michaelis-Straße und der Julie-Wolfthorn-Straße zwei Straßenzüge angelegt, die als Teil des Innenstadtrings eine zusätzliche Verbindung von der Invalidenstraße zur Bernauer Straße herstellen sollen. Die Caroline-Michaelis-Straße verläuft dabei von der Invalidenstraße nach Nordwesten zur Schwartzkopffstraße in Höhe der Grenzmauer zwischen dem Fern- und Vorortbahnhof; die Julie-Wolfthorn-Straße stellt die Verbindung von der Zinnowitzer Straße in nordöstlicher Richtung zur Bernauer Straße da. Beide Straßen wurden 2005 benannt. 2005/06 ließ der Bezirk Mitte den bislang namenlosen dreieckigen Vorplatz an der Invalidenstraße als Elisabeth-Schwarzhaupt-Platz neu gestalten. Zwischen Stahlstangen, die als Gleisattrappen in das neue Pflaster eingelassen wurden, befinden sich wie Schwellen einige Namen der ehemals über die Stettiner Bahn erreichbaren Städte in Pommern und an der Ostsee – mit ihrem deutschen und gegebenenfalls auch polnischen Namen – in die Platzfläche eingeschrieben. Die Gestaltung nimmt dabei Bezug auf ein Zitat aus dem Werk Berliner Kindheit um neunzehnhundert des Philosophen Walter Benjamin: „Aber hin und wieder war es auch Arendsee oder Heiligendamm und da ging es vom Stettiner Bahnhof ab. Es ist, glaube ich, seit der Zeit, dass die Dünenlandschaft der Ostsee für mich hier in der Chausseestraße als eine Fata Morgana auftaucht, gestützt nur auf die gelben sandigen Farben des Bahnhofsgebäudes und die Vorstellung eines hinter seinen Mauern schrankenlos sich öffnenden Horizonts.“ Im Mai 2006 wurde der Zugang zum ehemaligen KdF-Bahnsteig wieder geöffnet.
Auf dem ehemaligen Gelände des Stettiner Vorortbahnhofs und S-Bahnbetriebswerks entstand bis 2005 der Bürokomplex Stettiner Carré, in dem die Deutsche Bahn als Mieter rund 2400 Mitarbeiter beschäftigt. Auf dem Gelände der einstigen Fernbahnhalle entstand 2011 mit dem Nordbahnhof Carré ein weiteres Bürogebäude für 1300 Mitarbeiter der Deutschen Bahn, die damit am Nordbahnhof ihren größten Bürostandort in Deutschland betreibt. Im Oktober 2013 wurde auf der bislang frei gebliebenen Fläche zwischen Am Nordbahnhof und Caroline-Michaelis-Straße ein Neubau für das Evangelische Werk für Diakonie und Entwicklung fertiggestellt. 2021 wurde das Quartier am Nordbahnhof auf dem Gelände der vormaligen Signalmeisterei fertiggestellt. Bei archäologischen Untersuchungen des Baugrundstücks wurden neben dem Kellergeschoss der Signalmeisterei auch Überreste einer Drehscheibe aus der Zeit um 1850 freigelegt.
Seit August 2016 erfolgt die Zugabfertigung durch das Fahrpersonal mittels Führerraum-Monitor (ZAT-FM). In der nördlichen Verteilerebene des S-Bahnhofs befindet sich eine Ausstellung mit Fotos und Videos von DDR-Grenzsicherungseinrichtungen in Berliner U- und S-Bahnhöfen. Im Juli 2024 gingen die in Verlängerung von Gleis 417 befindlichen oberirdischen Kehrgleise 419 und 420 wieder in Betrieb.

Hochbauten auf dem ehemaligen Bahnhofsgelände
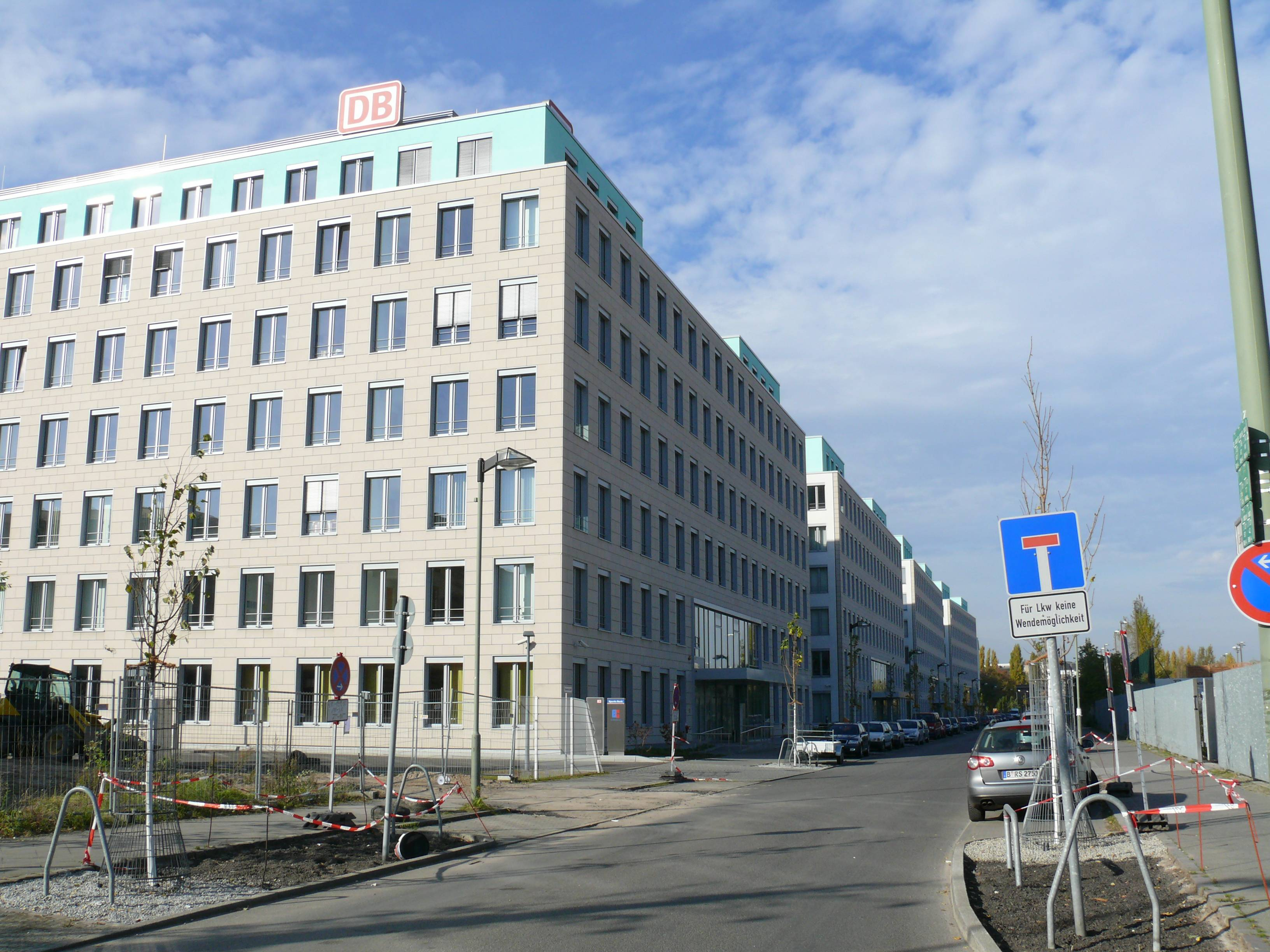
Stettiner Carré an der Caroline-Michaelis-Straße, 2010
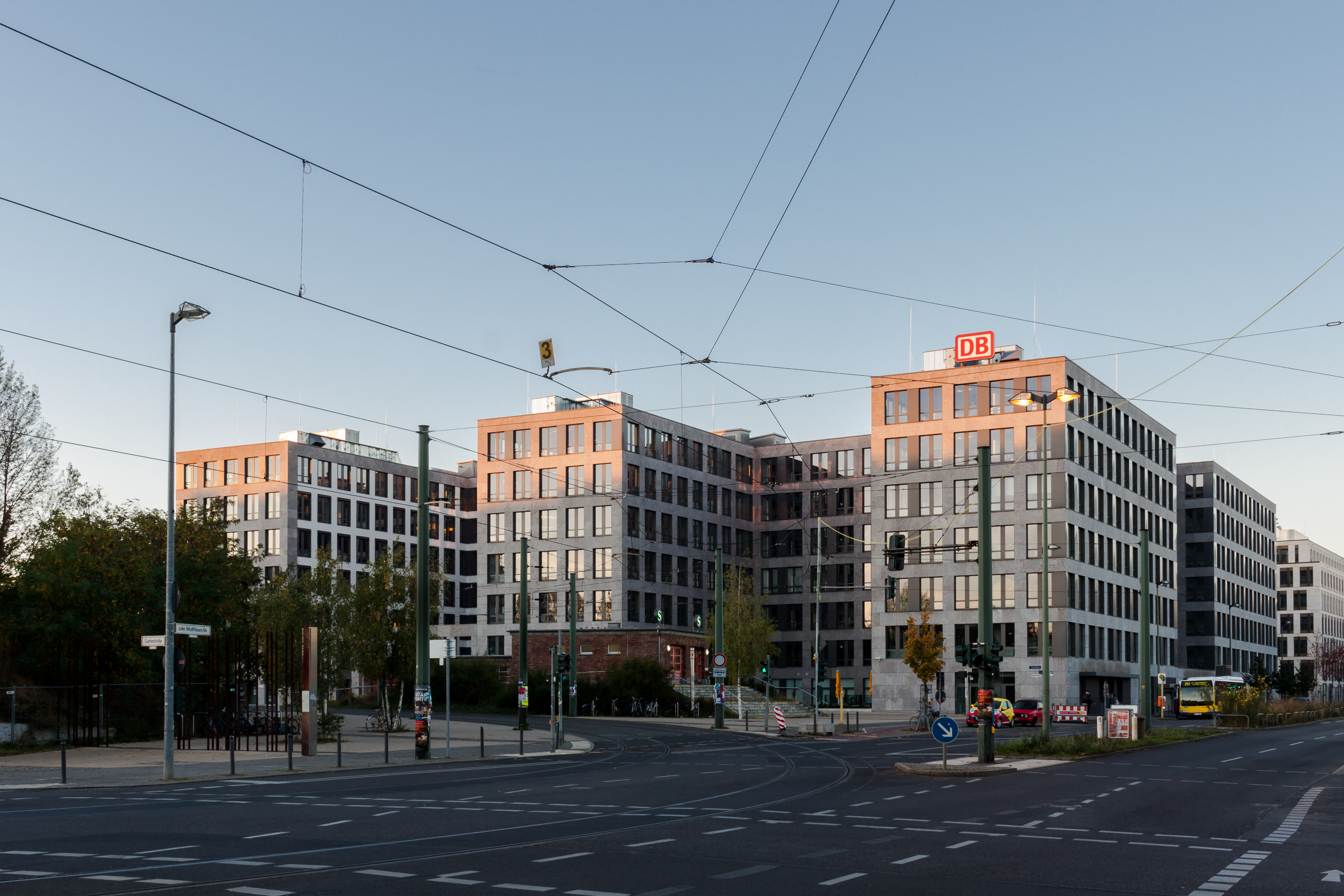
Nordbahnhof Carré, im Vordergrund der Nordausgang und ehemalige Zugang zum KdF-Bahnsteig, 2014
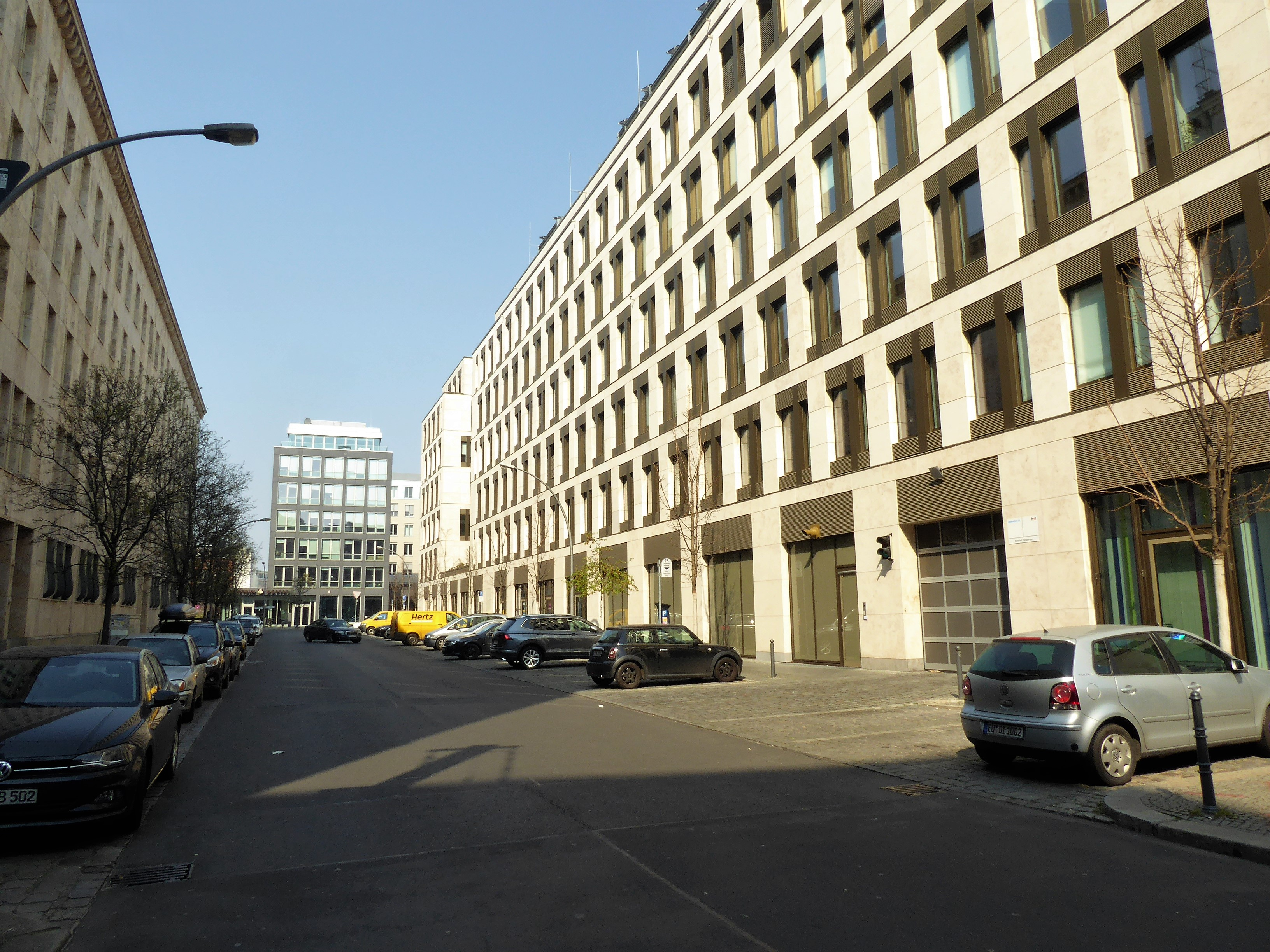
Straße am Nordbahnhof mit dem ehemaligen Bahnpostamt N 4 (li.) und dem Sitz des EWDE (re.), 2020

## Bauwerke

### Fernbahnhof

#### Erster Bahnhof (1842)

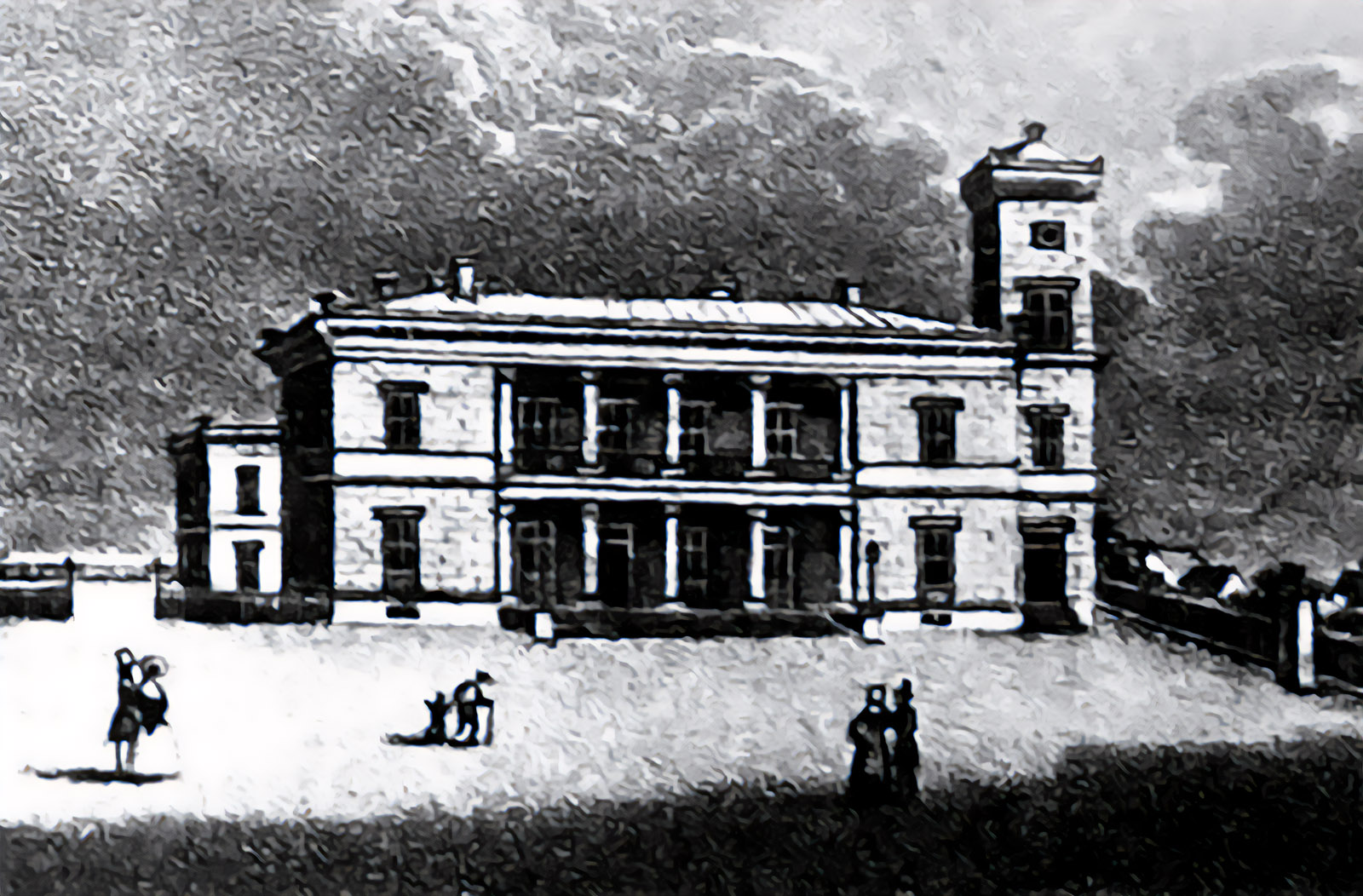
Erstes Empfangsgebäude, um 1845

Über das erste Empfangsgebäude liegen nur wenige Informationen vor. Das Gebäude bestand anfangs aus einem flachen Mittelbau mit zwei zweigeschossigen vorspringenden Flügelbauten und einem markanten Turm. Der Mittelbau wurde 1851 erhöht. Das Gebäude stand westlich der Gleisanlage mit Ausgang zur Invalidenstraße. Mit Ausnahme der Halle und des vorderen Flügels, in dem sich die Post und die Gepäckausgabe befanden, blieb das Gebäude auch nach dem Neubau von 1874 erhalten. Die Räumlichkeiten wurden zu Dienstwohnungen für die Eisenbahnbeamten umgebaut. Es wurde bei den Umbaumaßnahmen in den 1890er Jahren abgerissen, um den Droschkenplatz zwischen Fern- und Vorortbahnhof vergrößern zu können.

#### Zweiter Bahnhof (1874–1876)

##### Empfangsgebäude
Der Neubau wurde von 1874 bis Ende 1876 realisiert und entstand östlich des bestehenden Empfangsgebäudes. Trotz zahlreicher Entwürfe auch namhafter Architekten wie Franz Schwechten, August Orth und Gustav Knoblauch beauftragte das Direktorium letztlich den technischen Direktor des Unternehmens Theodor August Stein mit der Umsetzung des Vorhabens. Der Redakteur der Deutschen Bauzeitung, K. E. O. Fritsch, kritisierte, „daß an dem Entwurf und an der Ausführung des Baues eine der Aufgabe gewachsene künstlerische Kraft nicht beteiligt gewesen sei“.

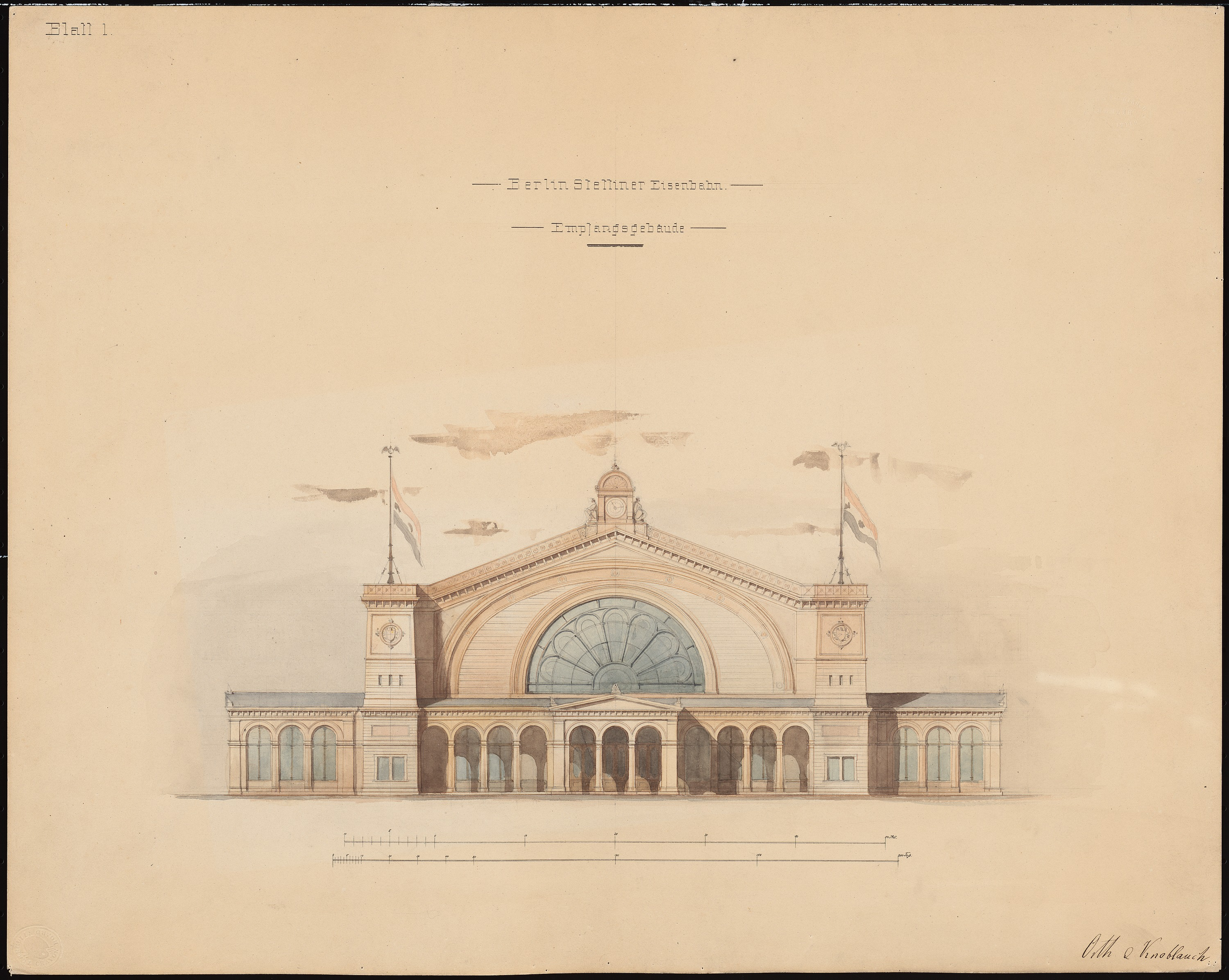
Erster Entwurf für den Neubau des Empfangsgebäudes von August Orth und Gustav Knoblauch, 1873

Das Gebäude (Empfangsgebäude und Bahnsteighalle) maß 164,90 m in der Länge und 75,23 m in der Breite bei einer Grundfläche von rund 11.000 m². Der Querbahnsteig fiel sehr breit aus und stellte praktisch eine Verlängerung der Vorhalle dar. Anders als bei den anderen Berliner Kopfbahnhöfen war das Vestibül für die Abfahrt nicht auf der rechten Seite angeordnet, sondern in gleicher Höhe und Breite wie die Bahnhofshalle. Das rund 1100 m² große Vestibül galt als größte Empfangshalle Berlins und übertraf seinerzeit sogar den größten Konzertsaal Deutschlands in der Flora. Vestibül und Bahnsteighalle teilten sich ein gemeinsames Bogendach, das auch die Hauptfassade bestimmte. Achteckige Türme fassten den Bau sowohl an der Straßenseite wie auch an der Halleneinfahrt ein, die bis auf Kämpferhöhe verglast war. Die seitlichen Flügelbauten lagen von den Ecktürmen zurückgesetzt. Die Hauptfassade wurde durch drei Arkadenöffnungen gegliedert, die dem Kopfbau sein charakteristisches Aussehen verliehen. Die mittlere Öffnung war, dem Bogendach folgend, höher ausgeführt.
An der Eingangsseite der Vorhalle befanden sich die Fahrkartenschalter. Gegenüber davon befand sich der Tisch für die Gepäckaufgabe. Dieser ließ sich zusammenklappen, um bei starkem Fahrgastandrang, etwa im Ausflugsverkehr, einen weiteren Zugang zu den Bahnsteigen zu ermöglichen. Vom Vestibül der Haupthalle führte rechterhand ein Zugang in ein weiteres Vestibül mit anschließendem Korridor ab. Der Korridor führte an der Außenwand entlang und bot Zugangsmöglichkeiten den Wartesälen, dem Damenzimmer, einem Kaisersaal, dem Telegrafenamt und weiteren Büros. Im linken Gebäudeflügel, der keinen Korridor aufwies, befanden sich im vorderen Teil diverse Diensträume. Im mittleren Teil gingen von einem kleinen Vestibül ein Wartesaal und die Gepäckausgabe ab, daran anschließend analog zur Abfahrtseite ein weiteres Vestibül mit Wartesaal für den Hof. Im hinteren Gebäudeteil waren die Räumlichkeiten der Post und weitere Diensträume eingerichtet. Die Gebäudeflügel waren im vorderen Teil zwei-, sonst eingeschossig ausgeführt. Die vom Hauptgebäude abfallenden Pultdächer waren mit Dachpappe gedeckt.
Die Bahnhofshalle verfügte zunächst über fünf, später vier Gleise (je zwei Gleise zur Ankunft und Abfahrt, ein Lokumfahrgleis). Ihre Scheitelhöhe betrug 26,16 m ü. SO, die Stützweite lag bei 39 m. Mit einer lichten Weite von 37,66 m fiel die Halle geringfügig breiter aus als die des Frankfurter und Ostbahnhofs, war aber mit 129 m Länge deutlich kürzer als die anderen Berliner Bahnhofshallen jener Zeit. Die als Hohlkasten ausgeführten Binder lagen im Abstand von 7,5 m und waren nach der Parabellinie mit 1:5 Pfeilhöhe gekrümmt. Der Längsverband bestand aus 17 als Gitterträger konstruierten Pfetten. Mittig war auf etwa einem Viertel der Breite eine Laterne angeordnet, die übrige Fläche war mit Wellblech gedeckt. Die Hallenschürze war aus Glas und Eisen konstruiert und reichte, durch horizontale Fachwerkträger versteift, bis auf 3,2 m unter die Linie des horizontalen Zugankers hinab. Die Dachkonstruktion der Haupthalle war in ähnlicher Weise wie die der Halle ausgeführt. Die Abstand der Binder betrug hier 9,10 m, auf eine Laterne wurde verzichtet.

Bahnsteighalle
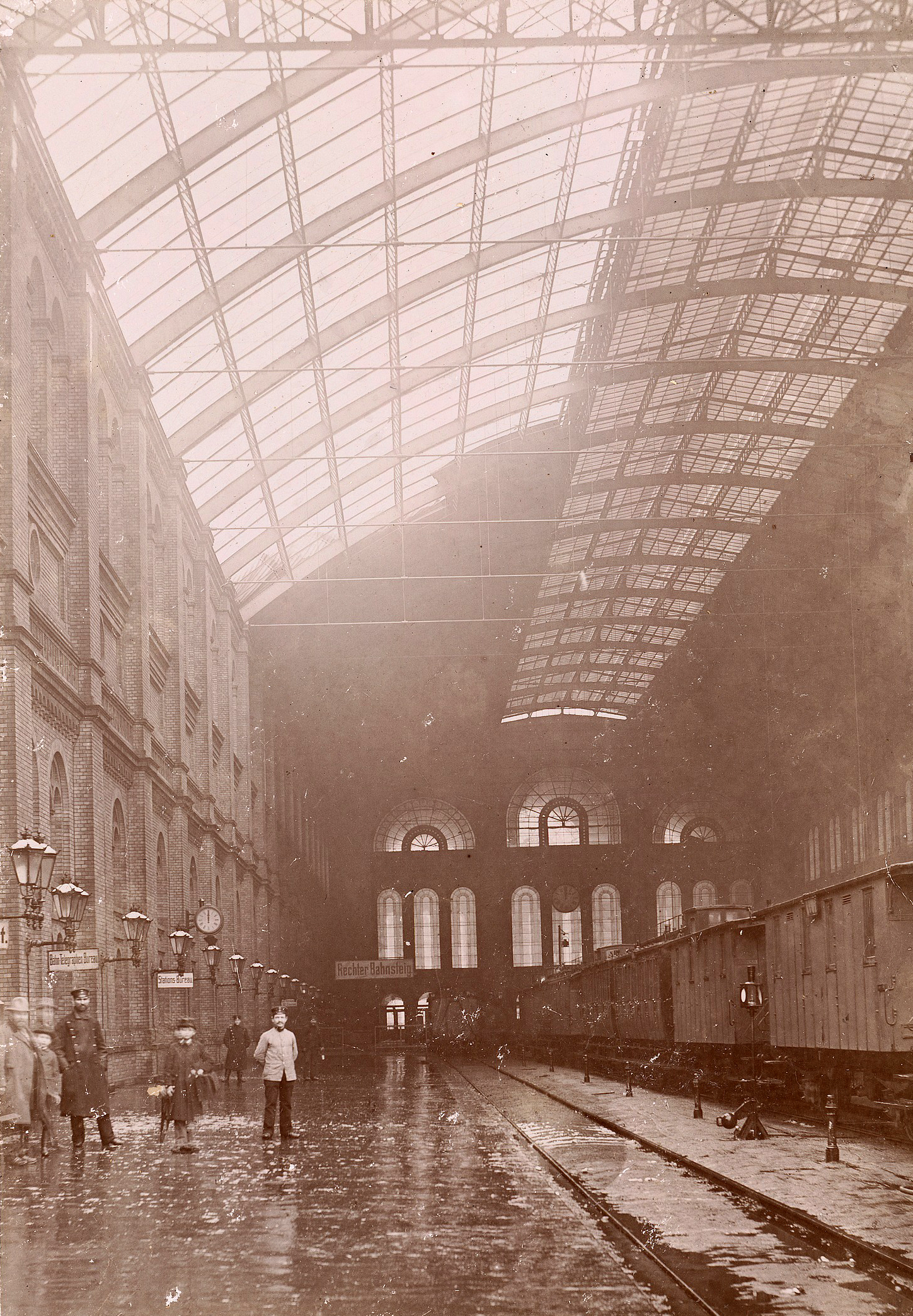
Innenansicht der Bahnsteighalle mit teilabgedecktem Dach infolge eines Sturms, Februar 1894
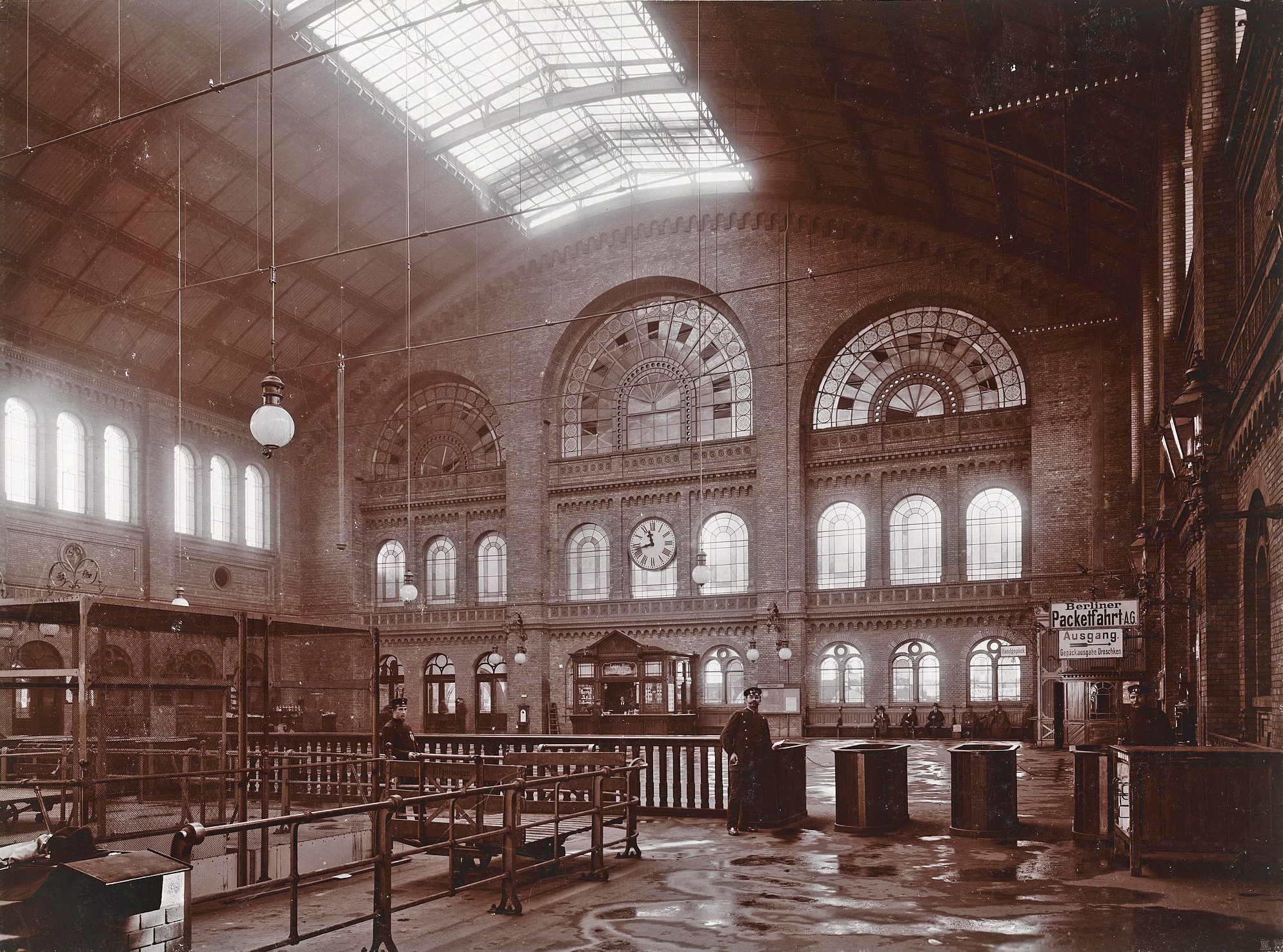
Querbahnsteig mit Bahnsteigsperre, um 1900
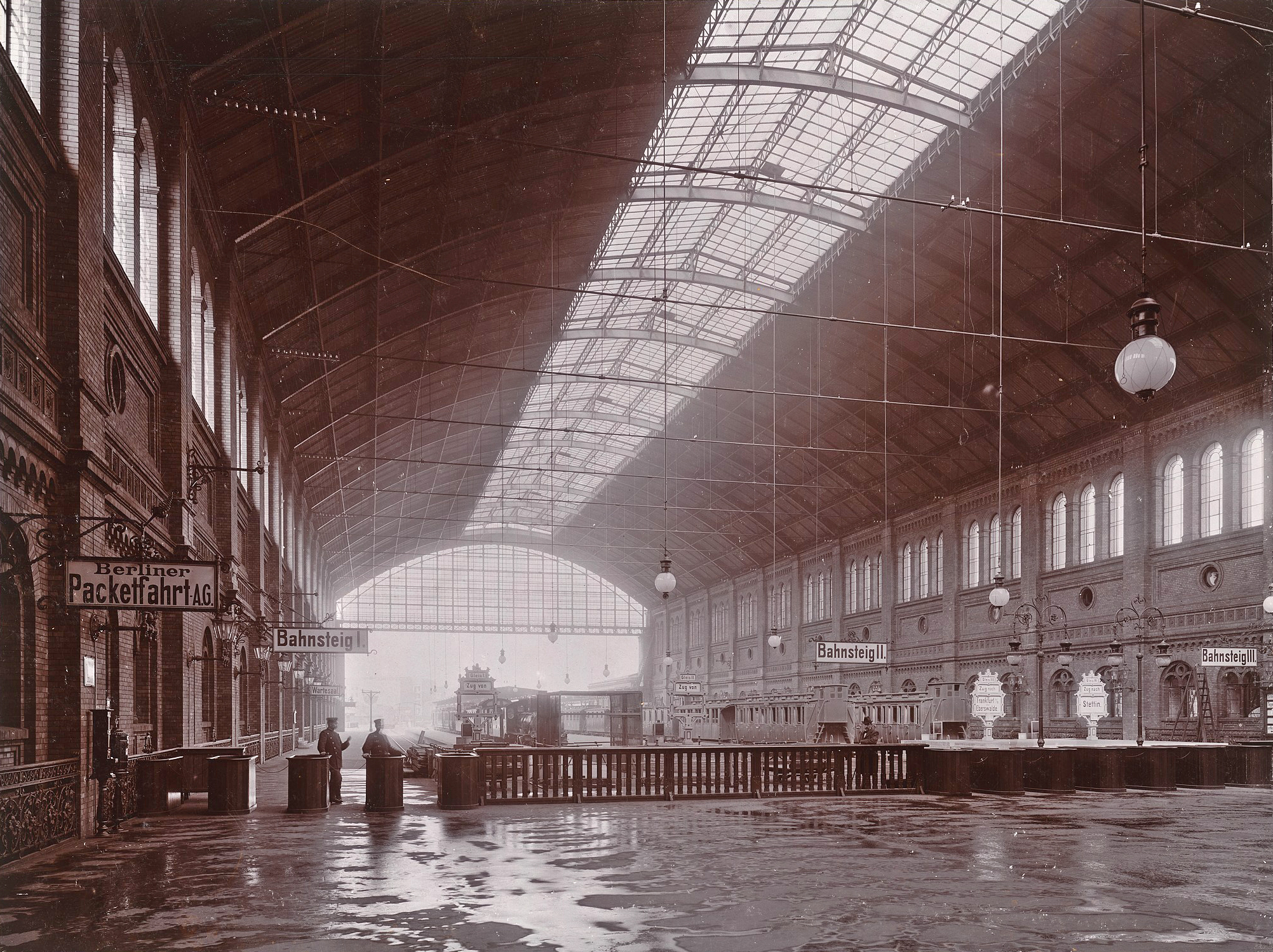
Querbahnsteig mit Blick zu den Gleisen, um 1900
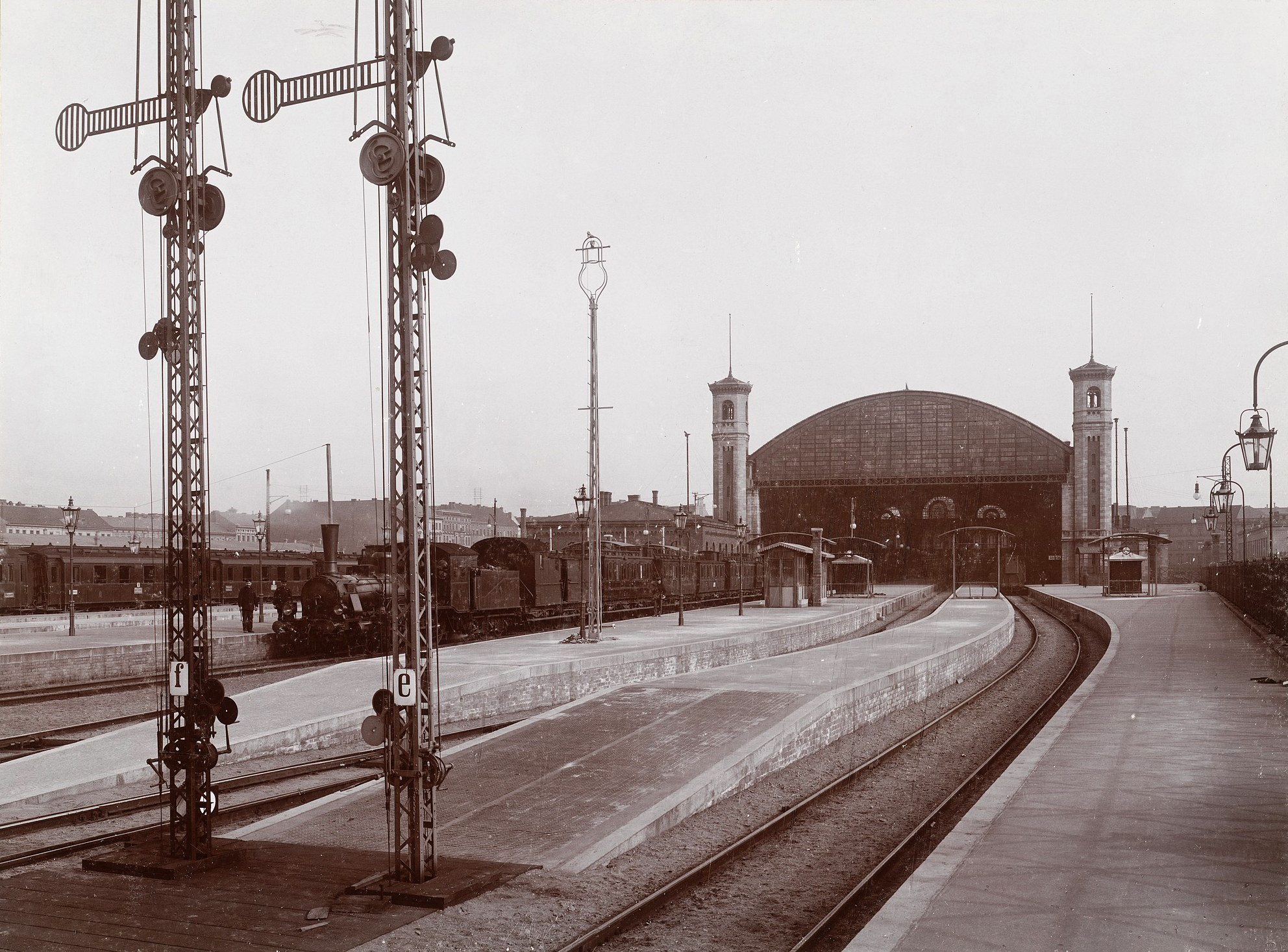
Blick von den Bahnsteigen in die Bahnsteighalle, um 1900

Wandvorlagen, Türme, Bogengewände und Sockel waren aus Rüdersdorfer Kalkstein gefertigt. Der Kalkstein soll hierbei erstmals außerhalb von Rüdersdorf in großem Stil als Werkstein eingesetzt worden sein. Die Fassaden waren mit roten Siegersdorfer Ziegeln verblendet, für die Innenräume verwendete man Greppiner Klinker. Für die Gesimse wurde sächsischer und braunschweigischer Sandstein verwendet.
Bei der Hebung der Gleise um drei Meter im Jahr 1897 wurde die Aufteilung der Räume beibehalten, jedoch mussten Treppen zur Überwindung des Höhenunterschiedes eingebaut werden. Die erhöhte der Lage der Bahnsteige ermöglichte wiederum die Nutzung des darunterliegenden Raumes als Gepäck- und Posttunnel. Gleichzeitig wurde die Anzahl der Fahrkartenschalter auf zehn erhöht und diese zu beiden Seiten des Eingangs nach den Hauptverkehrsrichtungen (Stettiner Bahn und Nordbahn) getrennt.

##### Erweiterungsbau
Für die Erweiterung des Bahnhofs galt die Vorgabe, dass der alte Bau erhalten bleiben sollte. Der nach Plänen von Fritz Klingholz und Karl Cornelius errichtete Erweiterungsbau schloss sich östlich an den Hauptbau an, wofür der alte Ostflügel weichen musste. Er umfasste drei kleinere Hallen, von denen zwei Hallen vier weitere Bahnsteiggleise aufnahmen. In der dritten Halle befanden sich, unter Verzicht des auf die Westseite verlegten Kaisersaals, die stark vergrößerten Wartesäle und diverse Dienst- und Posträume. Die geringere Höhe ermöglichte die Beibehaltung des östlichen Fensterbandes der Haupthalle. Die Hallen des Erweiterungsbaus wurden gegenüber dem Hauptbau um eine Achse zurückgesetzt. In ihrer architektonischen Gestaltung ordneten sie sich dem Hauptgebäude ein. Als einzige Gliederung wies ihre Fassade je fünf Arkadenöffnungen auf, die wie beim Hauptbau den Segmentbögen folgten. Die Vorhalle war ähnlich wie beim Hauptbau aufgebaut. An der Eingangsseite befanden sich die Schalter und gegenüber davon die Gepäckaufgabe. Zwischen den Schaltern der alten und neuen Vorhalle waren die Abortanlagen angeordnet. Weitere Toiletten waren in einem hölzernen Aufbau auf dem Querbahnsteig des Neubaus untergebracht. Die Dachkonstruktion der Hallen besteht aus gebogenen Doppel-T-Trägern als Binder, auf denen die eisernen Pfetten ruhten. Auf diesen war die Dachschalung mit Dachpappe befestigt. Die Decken der Innenräume waren frei angehängt.

Empfangshalle und Erweiterungsbau
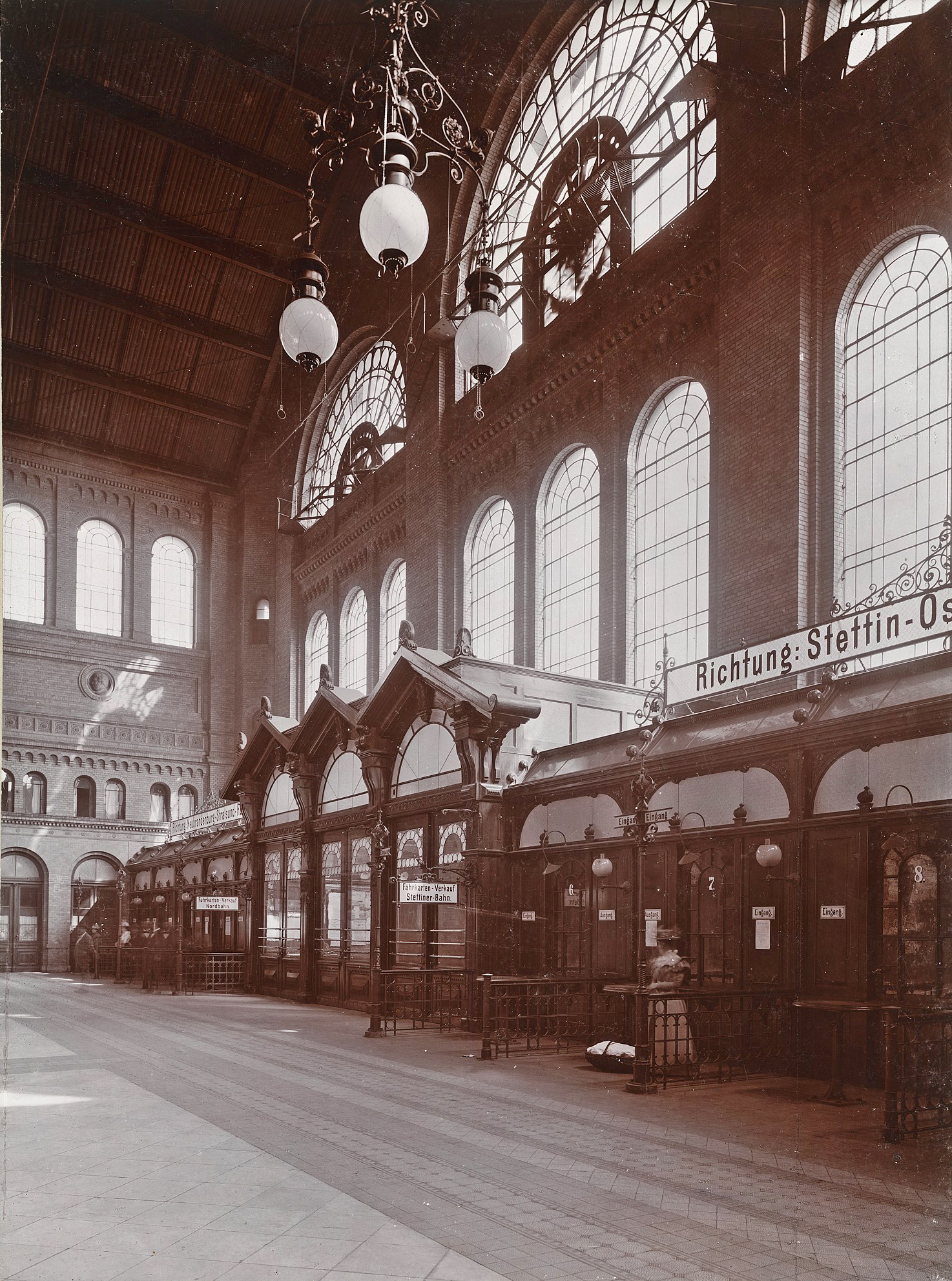
Empfangshalle mit Eingang und den Fahrkartenschaltern, um 1900
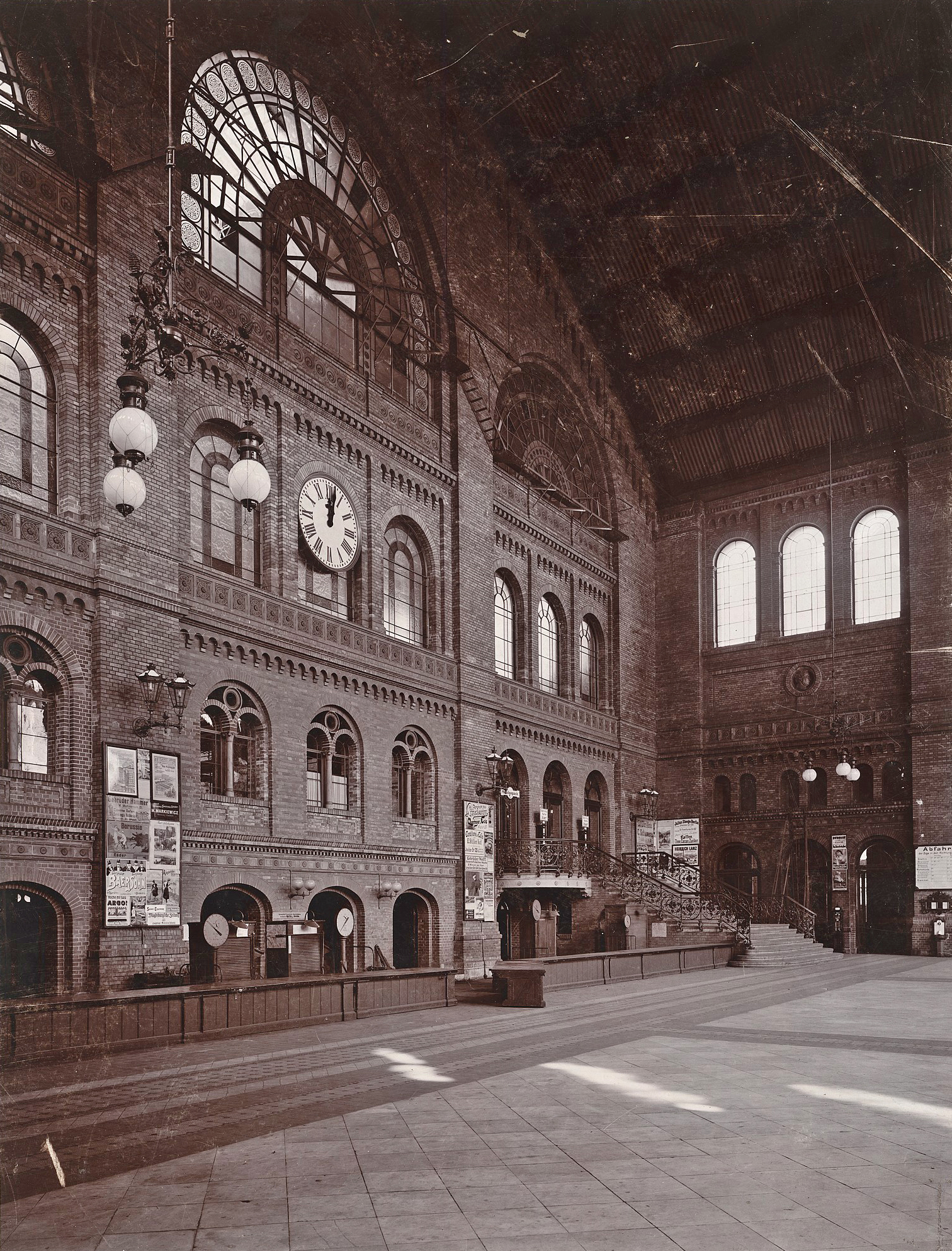
Empfangshalle mit Gepäckannahme, dahinter die Trennwand zur Bahnsteighalle, um 1900
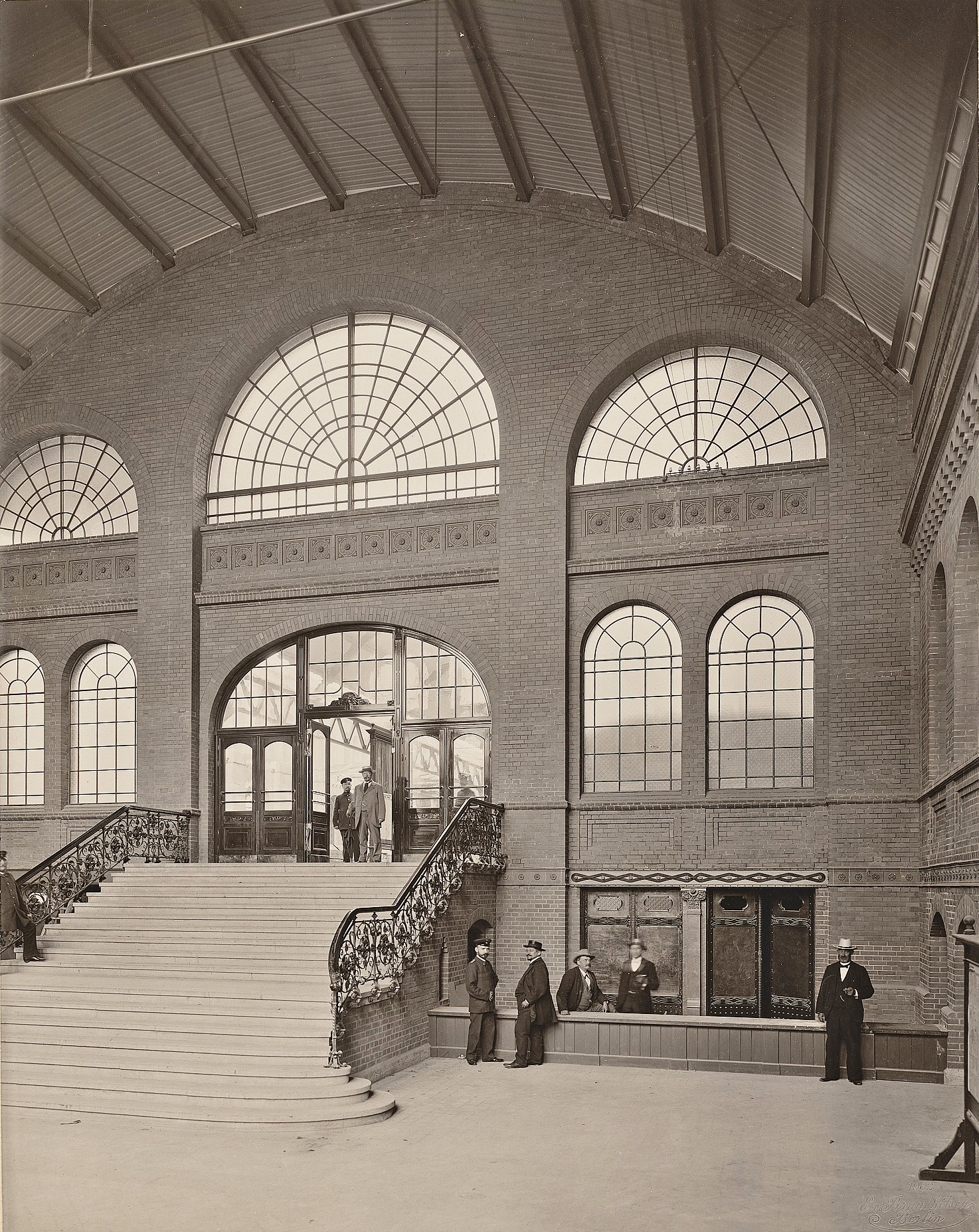
Aufgang vom Erweiterungsbau zum Querbahnsteig, daneben die Gepäckannahme, um 1903
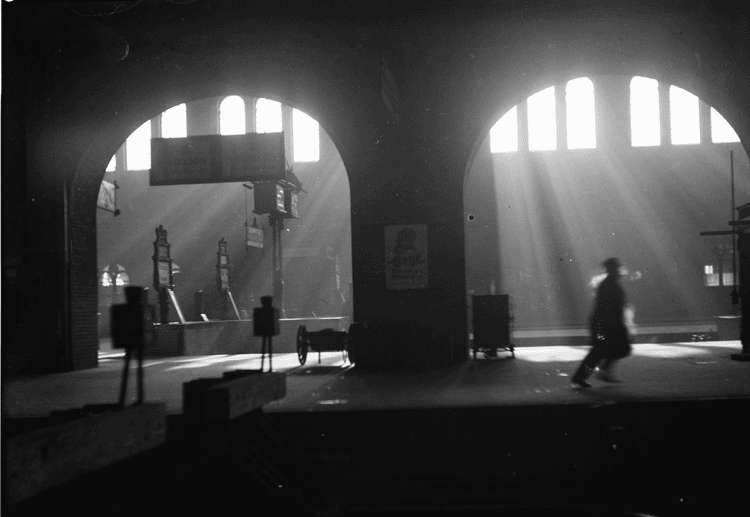
Trennwand zwischen dem Erweiterungsbau und der alten Gleishalle am Bahnsteig C/D, 1935

Im Sockelgeschoss des Ostflügels befanden sich auf der Südseite die Diensträume der Gepäckabfertigung, die Handgepäckannahme, die Wohnung des Bahnhofswirts und die Küchen und Betriebsräume der Bahnhofswirtschaft. Nördlich davon lagen auf ausgedehnten Räume des Bahnpostamtes, die über die Tunnenanlagen mit den Bahnsteigen verbunden waren. Die Wartesäle der 1., 2. und 3./4. Klasse, das Damenzimmer, die Dienstwohnung des Bahnhofsvorstehers und weitere kleine Diensträume befanden sich im Obergeschoss, das sich auf einer Höhe mit dem Querbahnsteig befand. Die Ausstattung der Wartesäle fiel entsprechend der Klasse recht unterschiedlich aus. Während im Wartesaal 3./4. Klasse eine einfach gegliederte Holztonnendecke mit Schablonenfries genügte, waren die Wartesäle der 1. und 2. Klasse reich mit Stuckornamenten verziert, die einen Übergang vom Neobarock zum Jugendstil vermittelten. Die auffällig reichhaltige Ausschmückung des Wartesaals 1. Klasse und des Damenzimmers sollte eine Nutzung als Fürstenzimmer im Bedarfsfall ermöglichen. Mit einer Grundfläche von 643 m² fiel der Wartesaal 3./4. Klasse doppelt so groß aus wie die vergleichbare Räumlichkeit auf dem Frankfurter Hauptbahnhof. Der Wartesaal 2. Klasse fiel mit 518 m² nur geringfügig kleiner aus.

Wartesäle
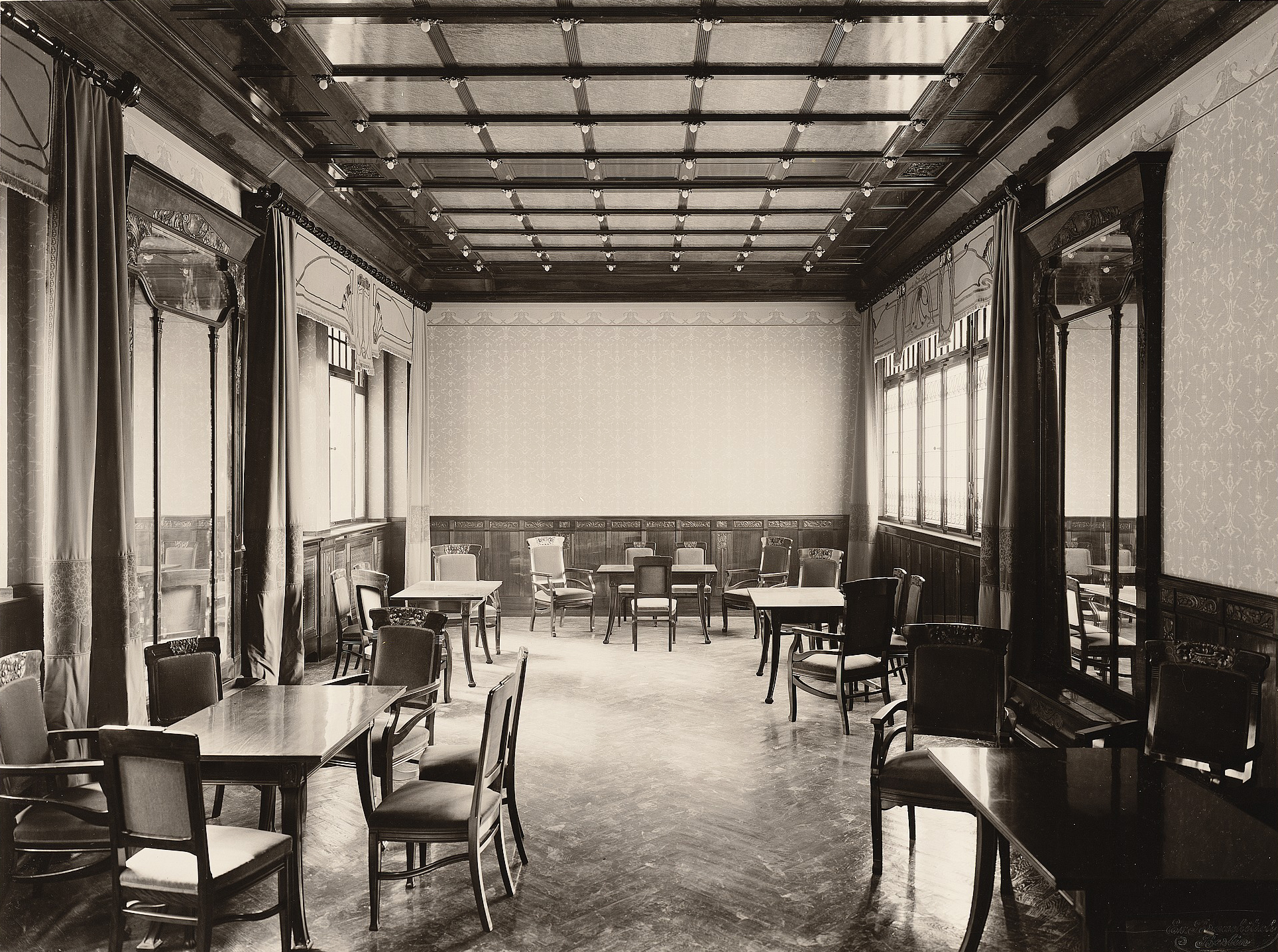
Wartesaal 1. Klasse
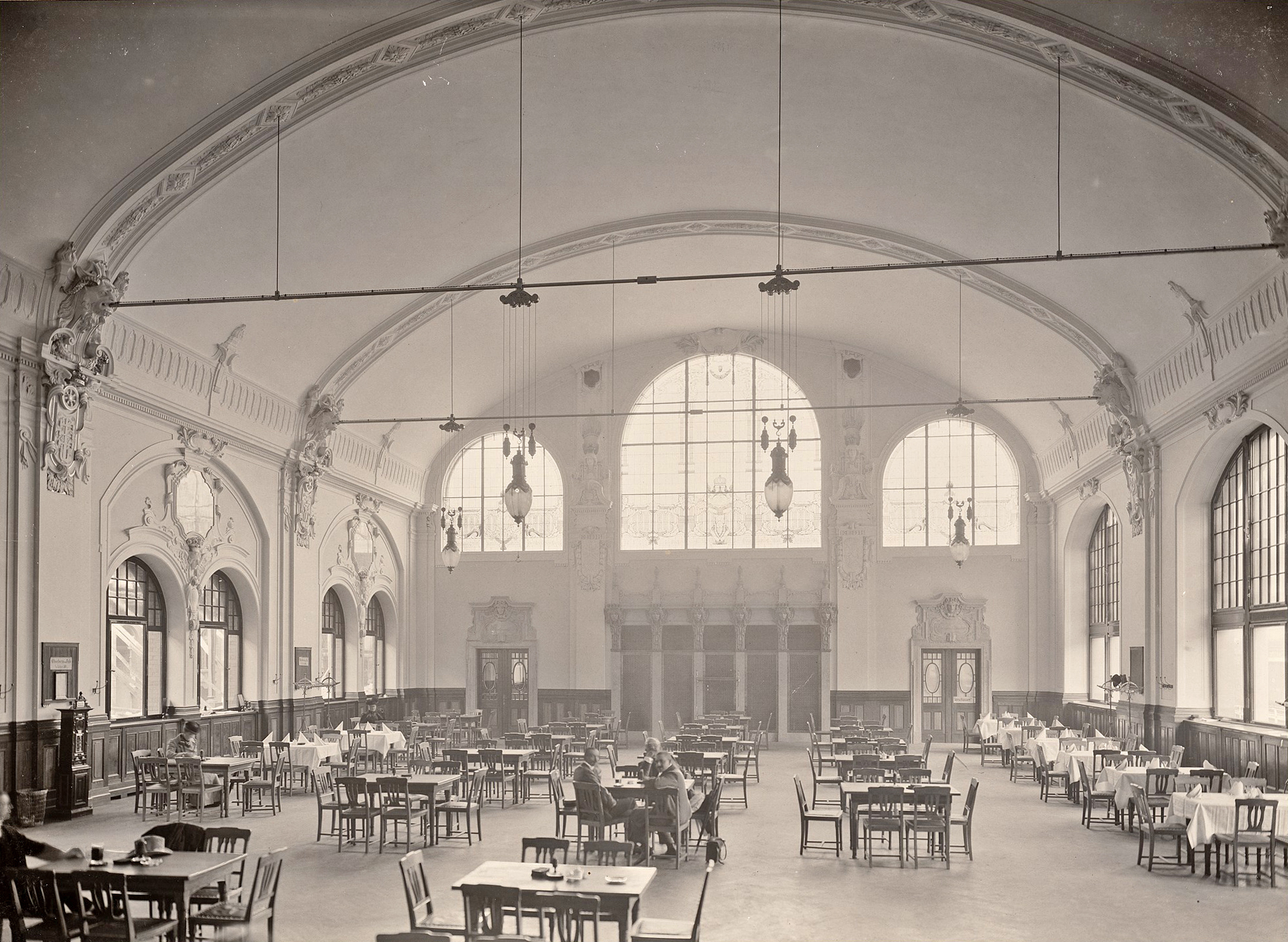
Wartesaal 2. Klasse mit Übergang zum Wartesaal 1. Klasse (li.) und zum Damenzimmer (re.)
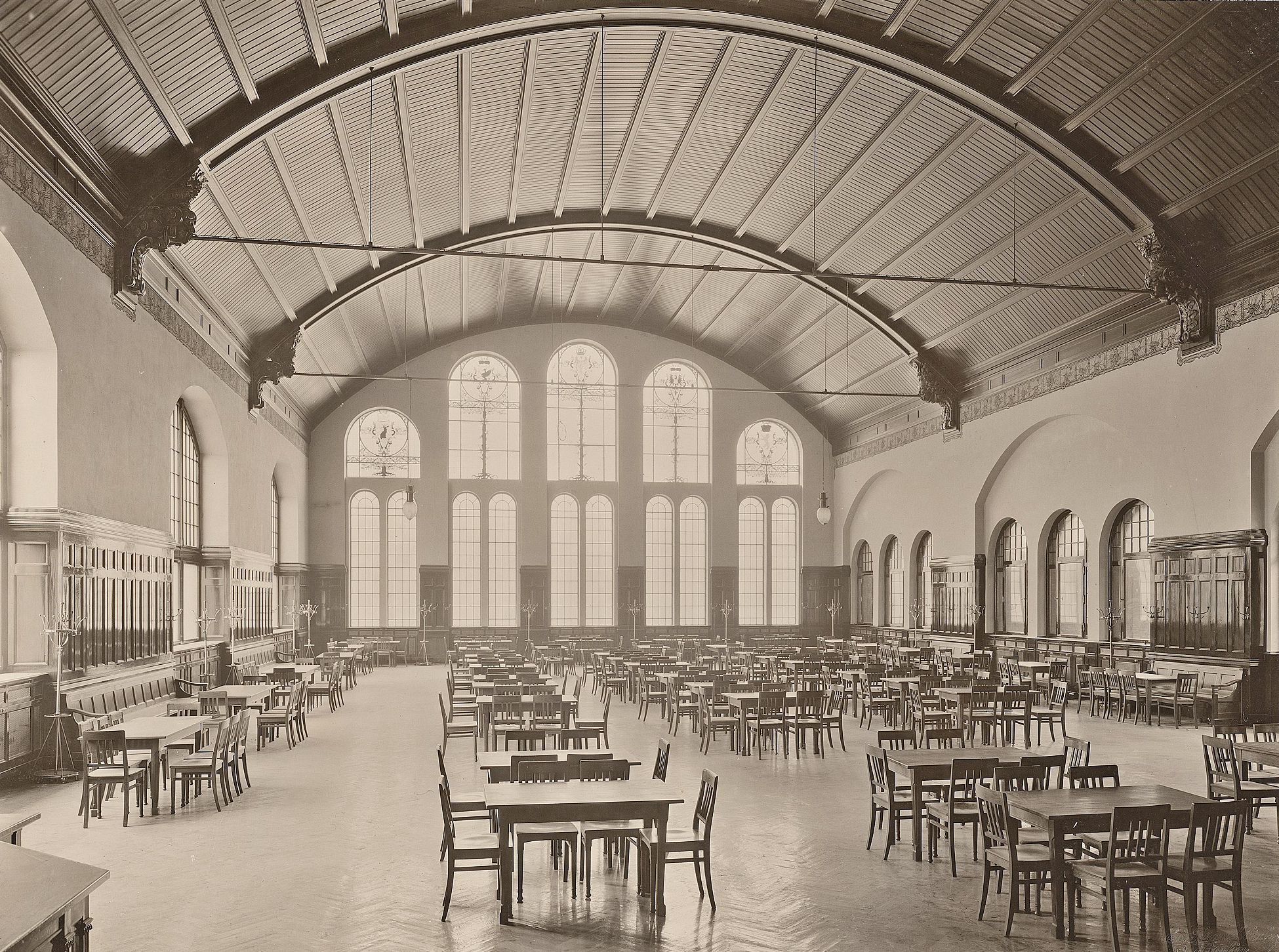
Wartesaal 3./4. Klasse mit Fensterfront nach Süden zur Invalidenstraße
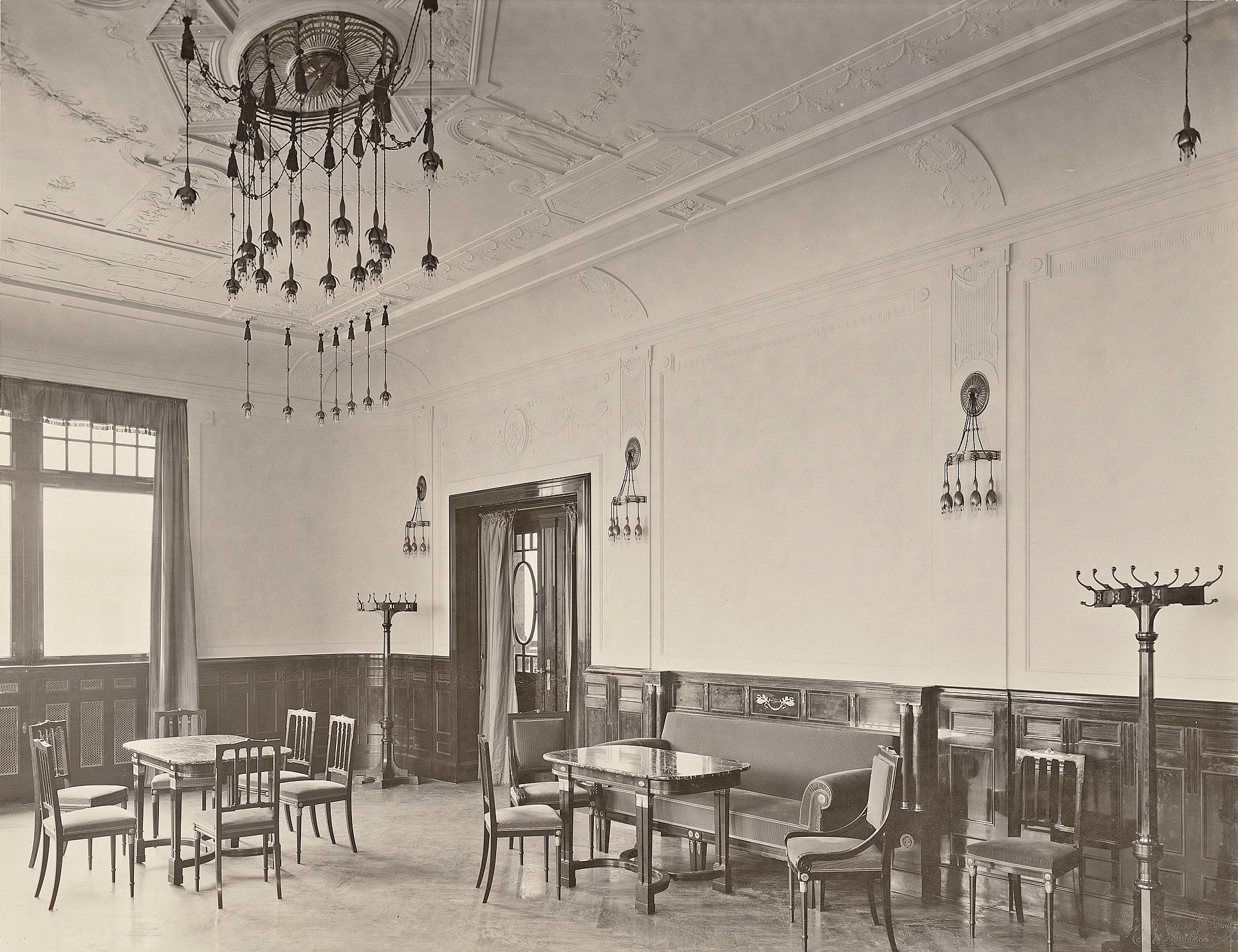
Damenzimmer

Im Gegensatz zur alten Bahnsteighalle wurden die neuen Gleisanlagen nicht mit eigenen Gepäckbahnsteigen ausgestattet. Der Verzicht lag in der Tatsache begründet, dass die Gleise 1 und 2 der Ankunft dienten, die übrigen sieben Gleise hingegen der Abfahrt. Da die Packwagen in der Regel hinter der Lokomotive liefen, war es sinnvoll, das abgehende Gepäck von der Gepäckaufgabe durch die Tunnel am Fahrgaststrom vorbei zu bewegen und in Höhe der Zugspitze auf die Bahnsteige zu heben. Bei ankommenden Zügen bestand hingegen das Problem, dass der Packwagen relativ nah am Querbahnsteig stand und die aussteigenden Fahrgäste an diesem vorbeigehen mussten. Hier erschien daher die Anlage eines separaten Gepäckbahnsteigs erforderlich. Um in Zeiten stärksten Gepäckaufkommens der Lage Herr zu werden, war der Mittelbahnsteig C/D für die Beladung ganzer Gepäckzüge auf seiner gesamten Länge mit mehreren Lastenaufzügen ausgestattet worden.

### Güterbahnhof

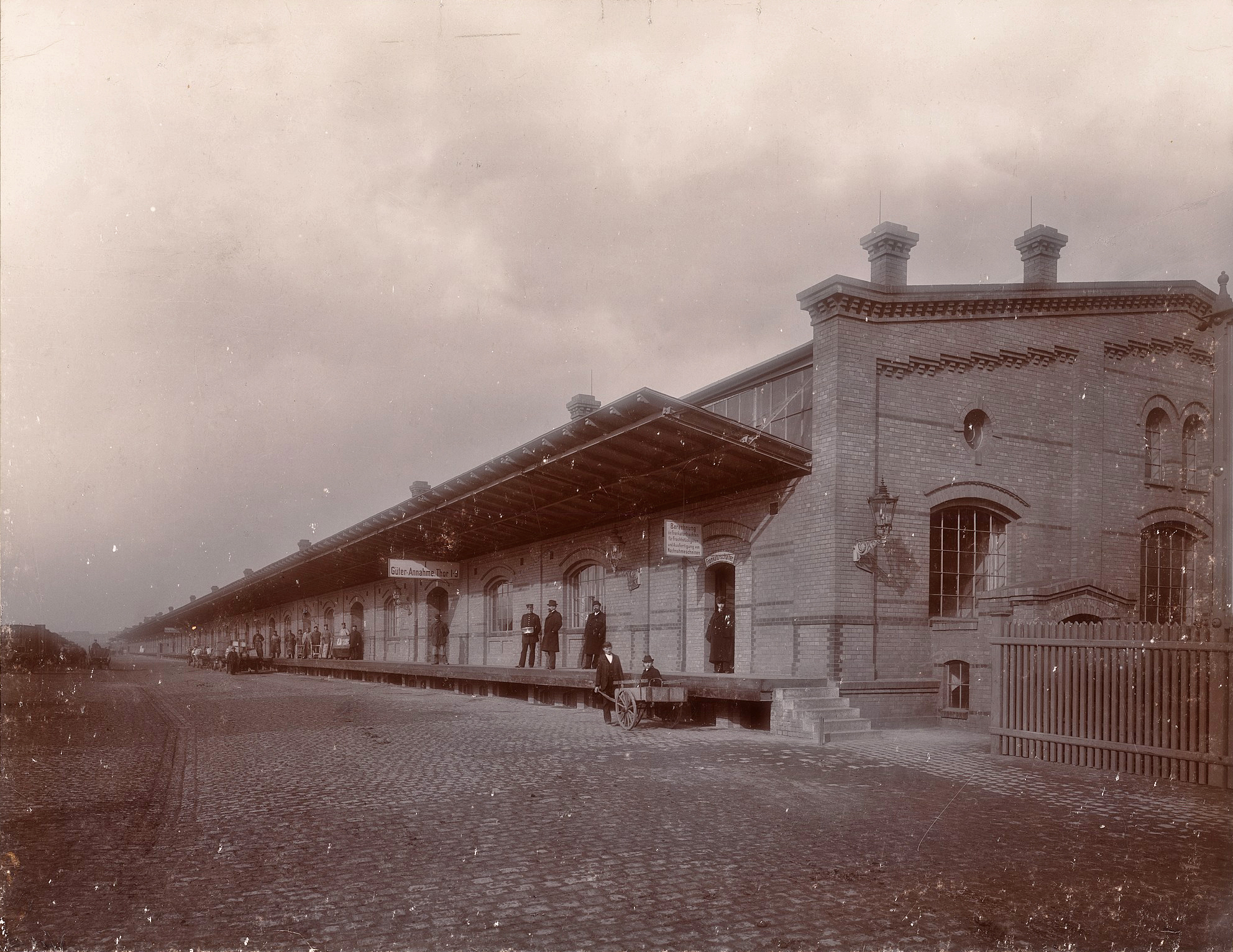
Freiladestraße und Güterschuppen, um 1903

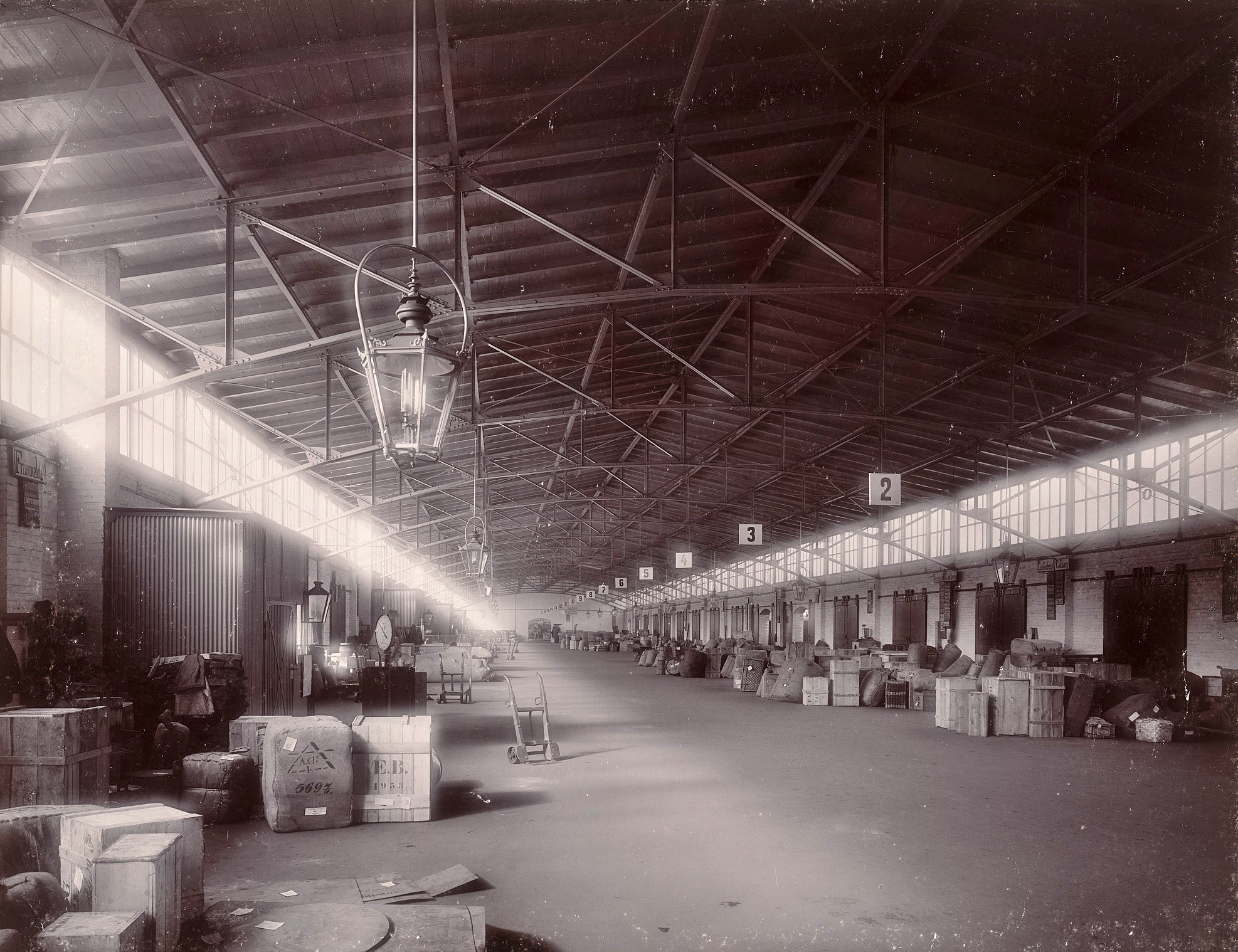
Innenansicht des Güterschuppens, um 1903

Für den Güterverkehr bestand zunächst im östlichen Teil ein zweigleisiger Güterschuppen. Bis 1846 wurden die Anlagen um weitere Gleise, einen zweiten Schuppen, einen Hebekran und eine zweite Wasserstation ergänzt. Bis 1851 folgten weitere Ausbauten für den Anschluss an die Verbindungsbahn. 1858 ließ Borsig östlich des Bahnhofsgeländes einen Güterschuppen mit Drehscheibe und ein weiteres Gleis anlegen und stellte eine Gleisverbindung von seinem Fabrikgelände an der Chausseestraße zum Bahnhof her. In den folgenden Jahren entstanden weitere Anschlüsse an die anderen Betriebe in der Oranienburger Vorstadt. 1864 beschloss die BStE den Bau weiterer Rangiergleise und die Trennung der Schuppen für ankommende und abgehende Güter. Wegen Schwierigkeiten beim Grunderwerb wurde das Vorhaben erst 1869/70 umgesetzt. 1867 entstand ein weiterer Güterschuppen mit Ladespeicher und Einrichtungen für die Steuerabfertigung. Die Verbindungsbahn und die meisten Gleisanschlüsse gingen ab den 1870er Jahren außer Betrieb. Ebenfalls um 1869 entstand nördlich des Bahnhofs ein Übergabegleis zum Berliner Viehmarkt, aus dem 1871 das Verbindungsgleis zur Ringbahn hervorging.
Bei dem zum Ende des 19. Jahrhunderts einsetzenden Umbau der Bahnanlagen ließ die KED Berlin den Güterbahnhof umfangreich umbauen. Nach Ankauf von acht Grundstücken in der Gartenstraße und der Verlagerung des Durchgangsverkehrs zum neuen Rangierbahnhof Pankow konnten die bislang teils mitten im Bahnhof befindlichen und nicht zweckmäßig miteinander verknüpften Anlagen neu geordnet werden. Die einzelnen Schuppen ließ die Eisenbahndirektion in einem durchgehenden länglichen Bau an der Ostseite zusammenfassen. Der Bau war 20 m × 405 m groß und unterkellert. Im südlichen Teil befand sich der Schuppen für abgehende Güter, daran anschließend die Schuppen für ankommende Güter, die Güterabfertigung und der Eilgutschuppen. Daran schlossen sich die Petroleum- und Spiritusrampe und zwei Milchrampen an. Die Ladegleise waren gestaffelt auf der Ostseite angeordnet, um ein störungsfreies Be- und Entladen an den einzelnen Rampen zu ermöglichen. 1903 wurden auf dem Stettiner Bahnhof rund 64.249 Tonnen Milch angefahren. Mit etwa einem Drittel der gesamten Milcheinfuhr Berlins lag der Bahnhof nach dem Hamburger und Lehrter Güterbahnhof an zweiter Stelle. Seit 1905 wurden täglich 60.000 Liter dänische Milch im Stettiner Güterbahnhof angeliefert. 1911 wurde der Milchverkehr zum Nordbahnhof verlegt.
| Jahr                                                                                   | Empfang | Empfang | Empfang |       | Versand | Versand | Versand |       | Umladung | Umladung | Umladung |
| Jahr                                                                                   | St 1    | Wgl 2   | Summe   | St 1  | Wgl 2   | Summe   | St 1    | Wgl 2 | Summe    |          |          |
| -------------------------------------------------------------------------------------- | ------- | ------- | ------- | ----- | ------- | ------- | ------- | ----- | -------- | -------- | -------- |
| 1913                                                                                   |         |         | 169,5   |       |         |         | 34,4    |       |          |          | 203,9    |
| 1922                                                                                   |         |         | 131,9   |       |         | 25,1    |         |       | 157,0    |          |          |
| 1923 3                                                                                 | 43,5    | 54,0    | 97,5    | 34,5  | 6,4     | 40,9    | 78,0    | 60,4  | 138,4    |          |          |
| 1925                                                                                   | 38,2    | 57,0    | 95,2    | 57,5  | 8,7     | 66,2    | 95,7    | 65,7  | 161,4    |          |          |
| 1926                                                                                   | 50,8    | 69,6    | 120,4   | 55,6  | 8,9     | 64,5    | 106,4   | 78,5  | 184,9    |          |          |
| 1927                                                                                   | 050,9   | 086,6   | 137,5   | 067,1 | 013,7   | 080,8   | 118,0   | 100,3 | 218,3    |          |          |
| 1928                                                                                   | 48,3    | 81,9    | 130,2   | 64,6  | 12,1    | 76,7    | 112,9   | 94,0  | 206,9    |          |          |
| 1929                                                                                   | 47,2    | 73,2    | 120,4   | 61,6  | 10,6    | 72,2    | 108,8   | 83,8  | 192,6    |          |          |
| 1930                                                                                   | 44,9    | 56,4    | 101,3   | 54,3  | 8,0     | 62,3    | 99,2    | 110,7 | 209,9    |          |          |
| 1931                                                                                   | 39,9    | 42,6    | 82,5    | 44,1  | 5,4     | 49,5    | 84,0    | 48,0  | 132,0    |          |          |
| 1932                                                                                   | 36,2    | 35,9    | 72,1    | 35,4  | 3,8     | 39,2    | 71,6    | 39,7  | 111,3    |          |          |
| 1935                                                                                   | 34,7    | 52,9    | 87,6    | 33,4  | 5,4     | 38,8    | 68,1    | 58,3  | 126,4    |          |          |
| 1939                                                                                   |         |         |         |       |         |         | 137,0   |       |          |          |          |
| 1 Stückgut2 Wagenladungen3 Gesamtsumme ohne das für dieses Jahr ausgewiesene Dienstgut |         |         |         |       |         |         |         |       |          |          |          |

Da die Deutsche Reichsbahn Anfang der 1920er Jahre aufgrund der alliierten Reparationsforderungen über weniger Lokomotiven und Wagen verfügte, ging sie ab 1922 dazu über, insbesondere Expressgüter nicht mehr über die Ringbahn, sondern per Spedition zwischen den Kopfbahnhöfen zu transportieren.
Nach der Teilung Berlins diente der Nordbahnhof weiterhin als Ortsgüterbahnhof der Stadtbezirke Mitte und Prenzlauer Berg, da über die Invalidenstraße eine direkte Zufahrt von Ost-Berliner Seite bestand. Der im französischen Sektor gelegene Bezirk Wedding wurde hingegen über den Güterbahnhof Eberswalder Straße bedient, da hier nur eine Zufahrt von West-Berliner Seite existierte. Mit dem Mauerbau wurde der verbliebene Güterverkehr eingestellt. Die Hochbauten wurden anschließend für den Ausbau des Grenzanlagen abgerissen.

### Stettiner Vorortbahnhof

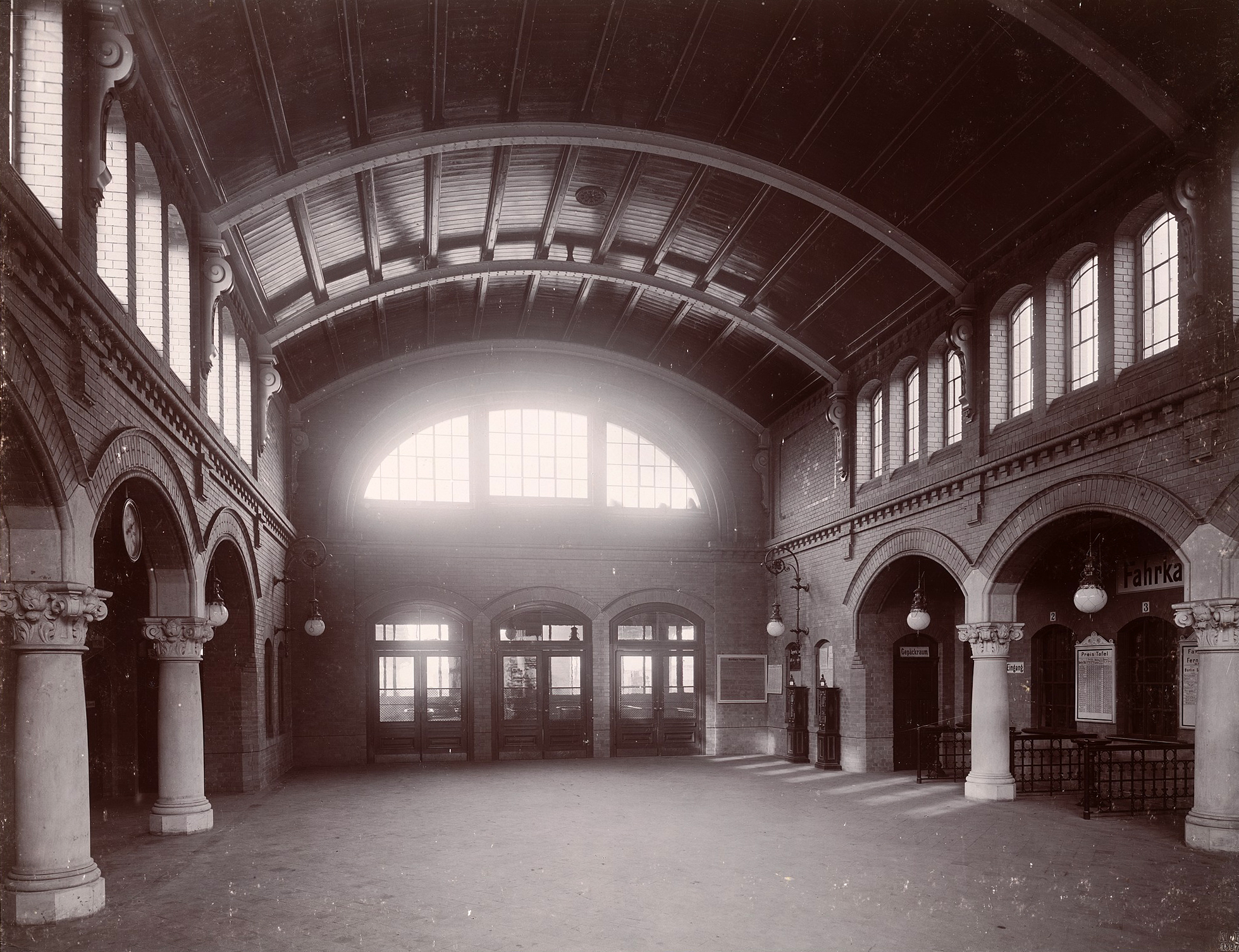
Empfangshalle des Stettiner Vorortbahnhofs, um 1903

Der „Kleine Stettiner“ Vorortbahnhof schloss sich an der Westseite des Fernbahnhofs an, die Straßenfront seines Empfangsgebäudes lag gegenüber der des Fernbahnhofs um etwa 130 m nach Norden zurückgesetzt. Das Empfangsgebäude, ein zweigeschossiger Ziegelrohbau mit eingeschossigen seitlichen Anbauten und einer Pilastergliederung, wurde nach Plänen Armin Wegner gebaut und im November 1896 eröffnet. Der Bau steht giebelseitig zur Julie-Wolfthorn-Straße und bildete seinerzeit den nördlichen Abschluss des Bahnhofsvorplatzes Am Nordbahnhof. Der Eingang befand sich im dreiachsig ausgeführten Mittelbau, über ihm befindet sich ein großes Halbkreisfenster. Der Giebelabschluss weist ein kräftiges Gesims und zu beiden Seiten Türmchen auf. Der Bau wies neben einer geräumigen Empfangshalle eine Fahrkartenausgabe und diverse Dienst- und Nebenräume auf. Dahinter schlossen sich – in Geländehöhe – zwei überdachte Mittelbahnsteige mit vier Gleisen für den Vorortverkehr an.
Nach der Eröffnung des Nordsüd-S-Bahn-Tunnels ließ die Reichsbahn die Bahnsteige des Vorortbahnhofs abtragen und an ihrer Stelle eine siebengleisige Abstellgruppe für das benachbarte S-Bahnbetriebswerk anlegen. Das Empfangsgebäude wurde für Diensträume umgenutzt, zuletzt bis 1990 für die Abteilung Kader und Bildung der Reichsbahndirektion Berlin. Diese war zuständig für die Auswahl von Eisenbahnern, die als West-Berliner in der DDR oder als Bürger der DDR in West-Berlin arbeiten sollten. Nach der Schließung des S-Bahnbetriebswerks war das Gebäude zunächst ungenutzt, bevor es im Jahr 2011 umfassend saniert wurde. Der Bau wurde in das daneben entstandene Gewerbeprojekt Nordbahnhoffices integriert und dient heute als Veranstaltungslokalität.

Vorortbahnhof
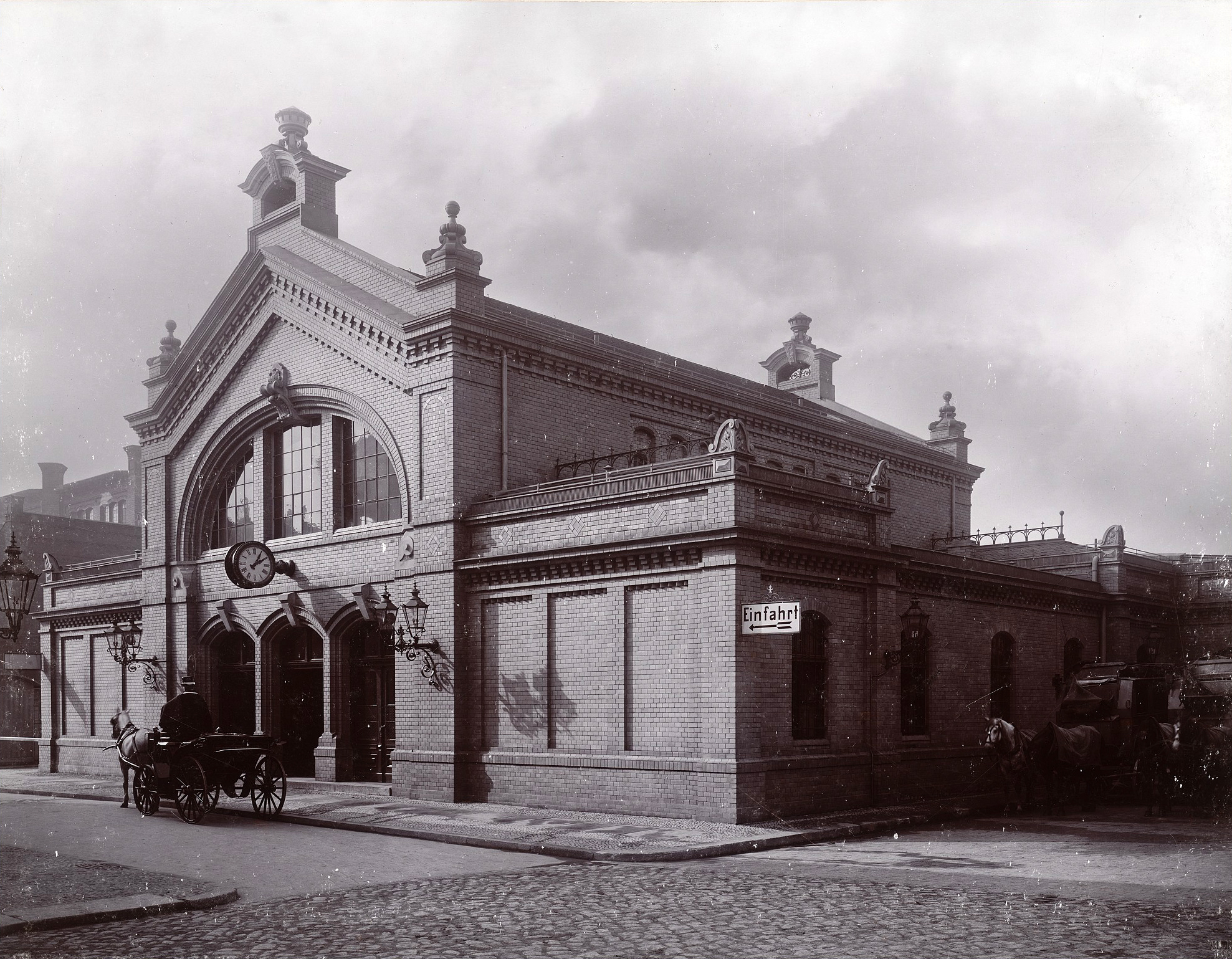
Empfangsgebäude nach der Inbetriebnahme, um 1903
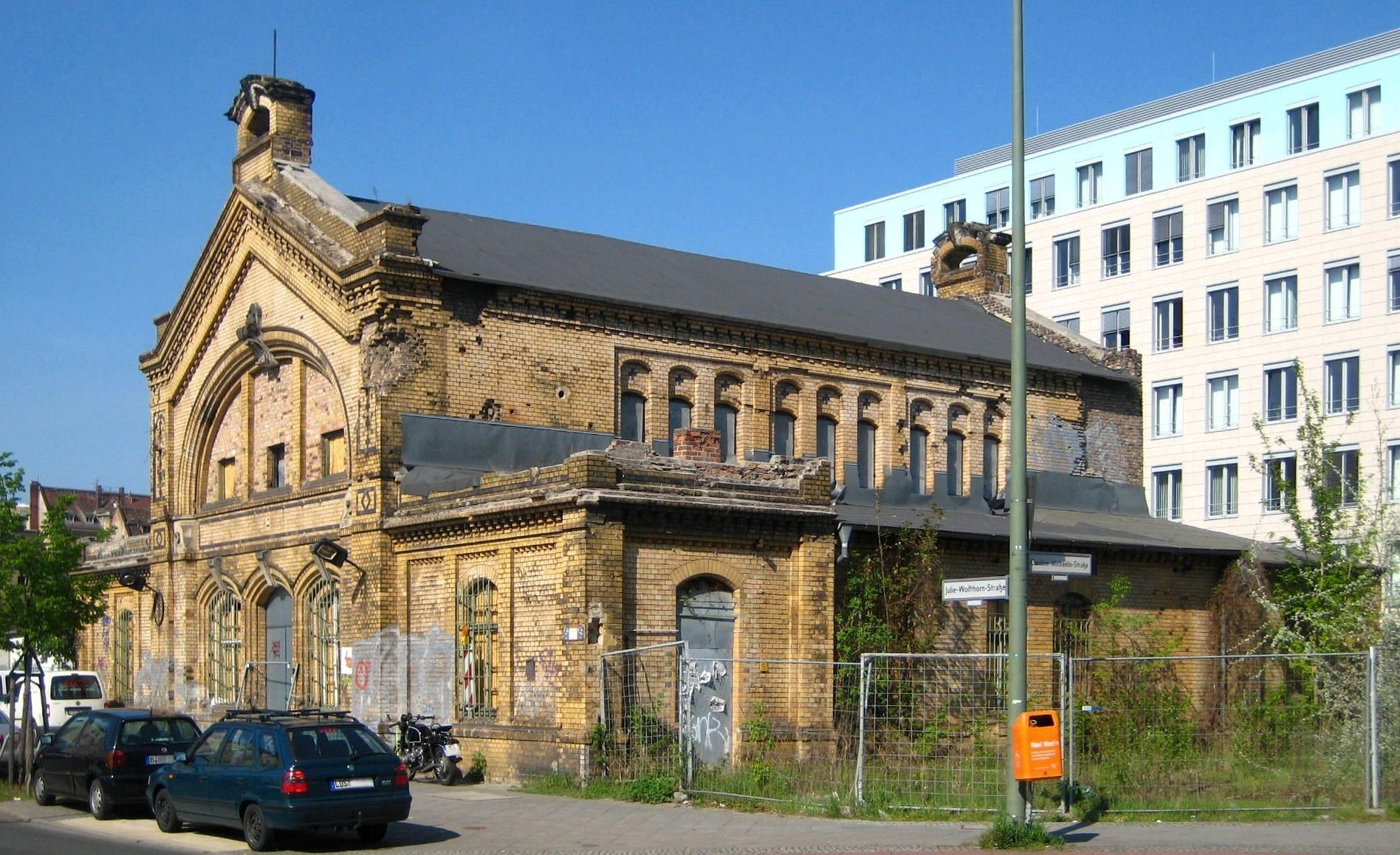
Empfangsgebäude vor der Sanierung, 2010
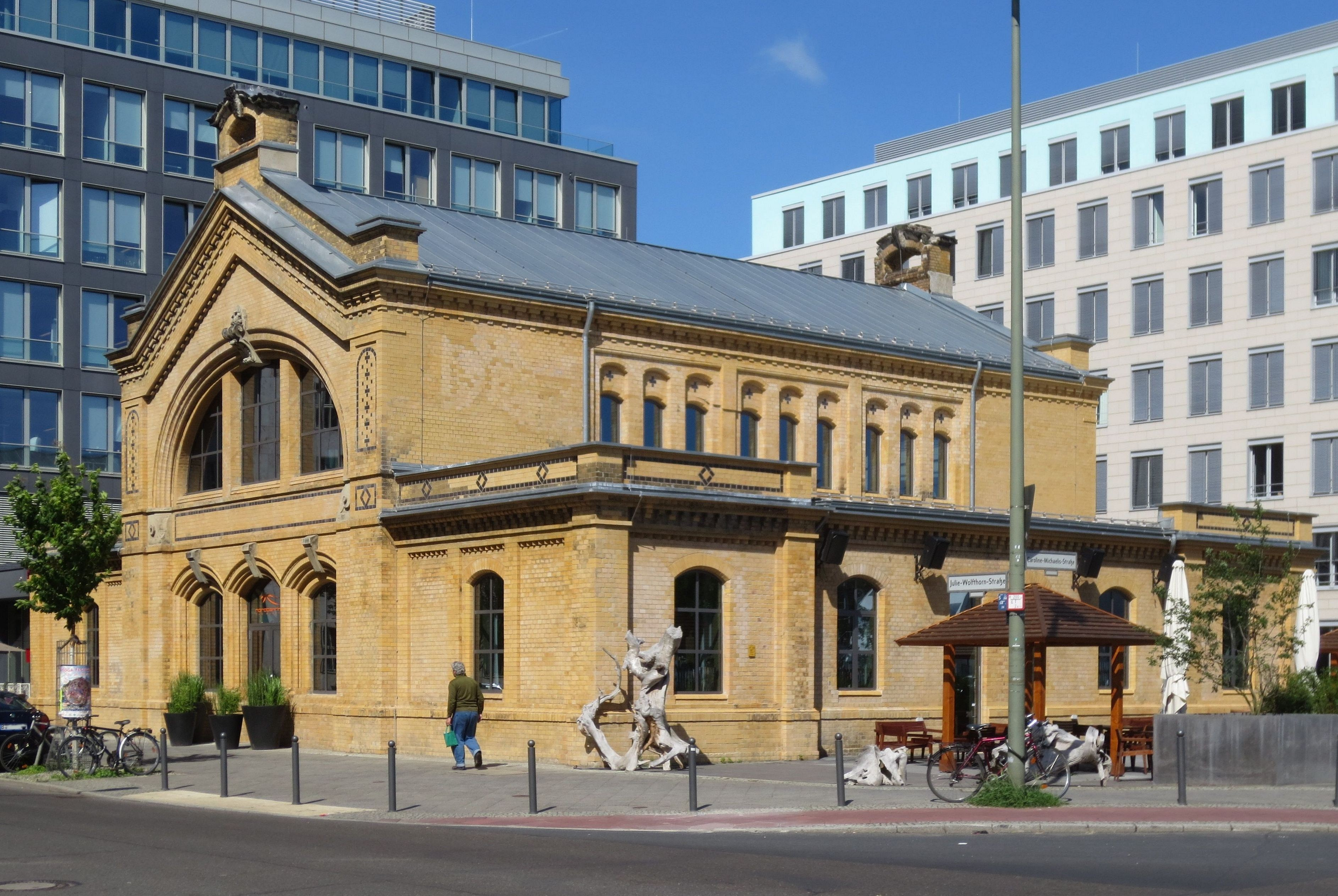
Empfangsgebäude nach der Sanierung, 2013

### S-Bahnhof

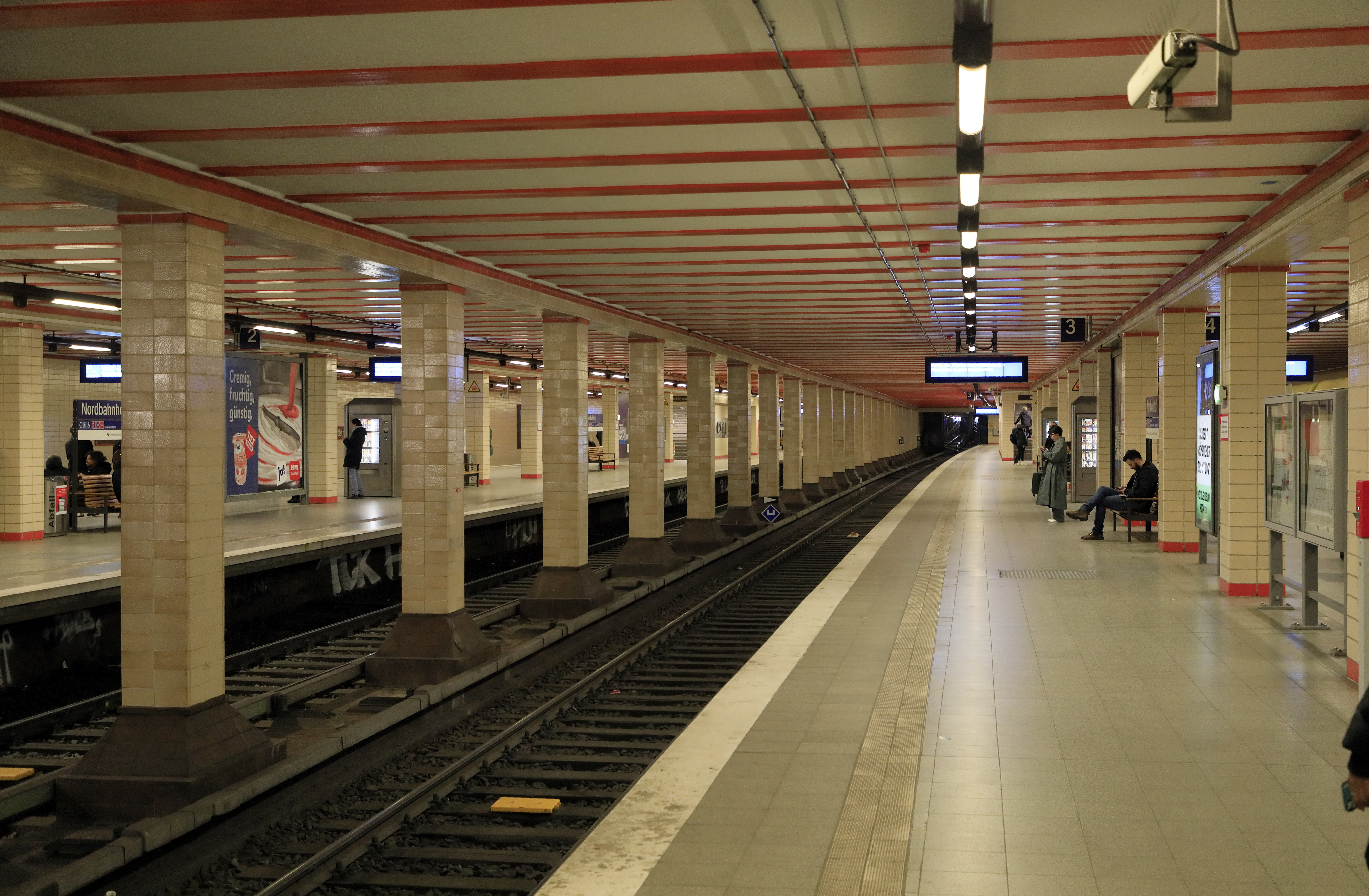
Bahnsteighalle des S-Bahnhofs, im Hintergrund sind die Kehranlage und eine der Tunnelrampen zu erkennen, 2023

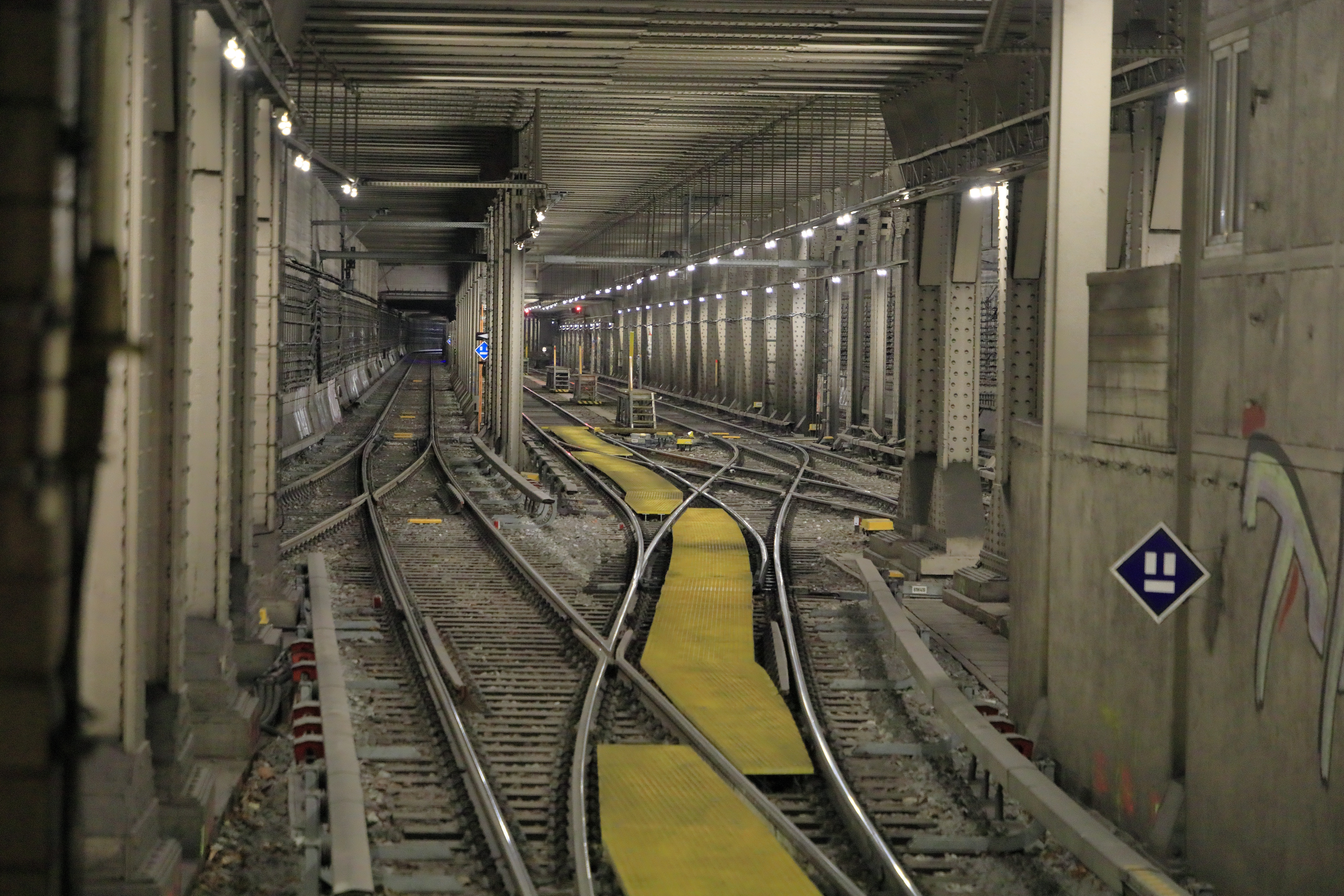
Nördliche zweigleisige Kehranlage, im Bild links das Streckengleis von Gesundbrunnen, 2023

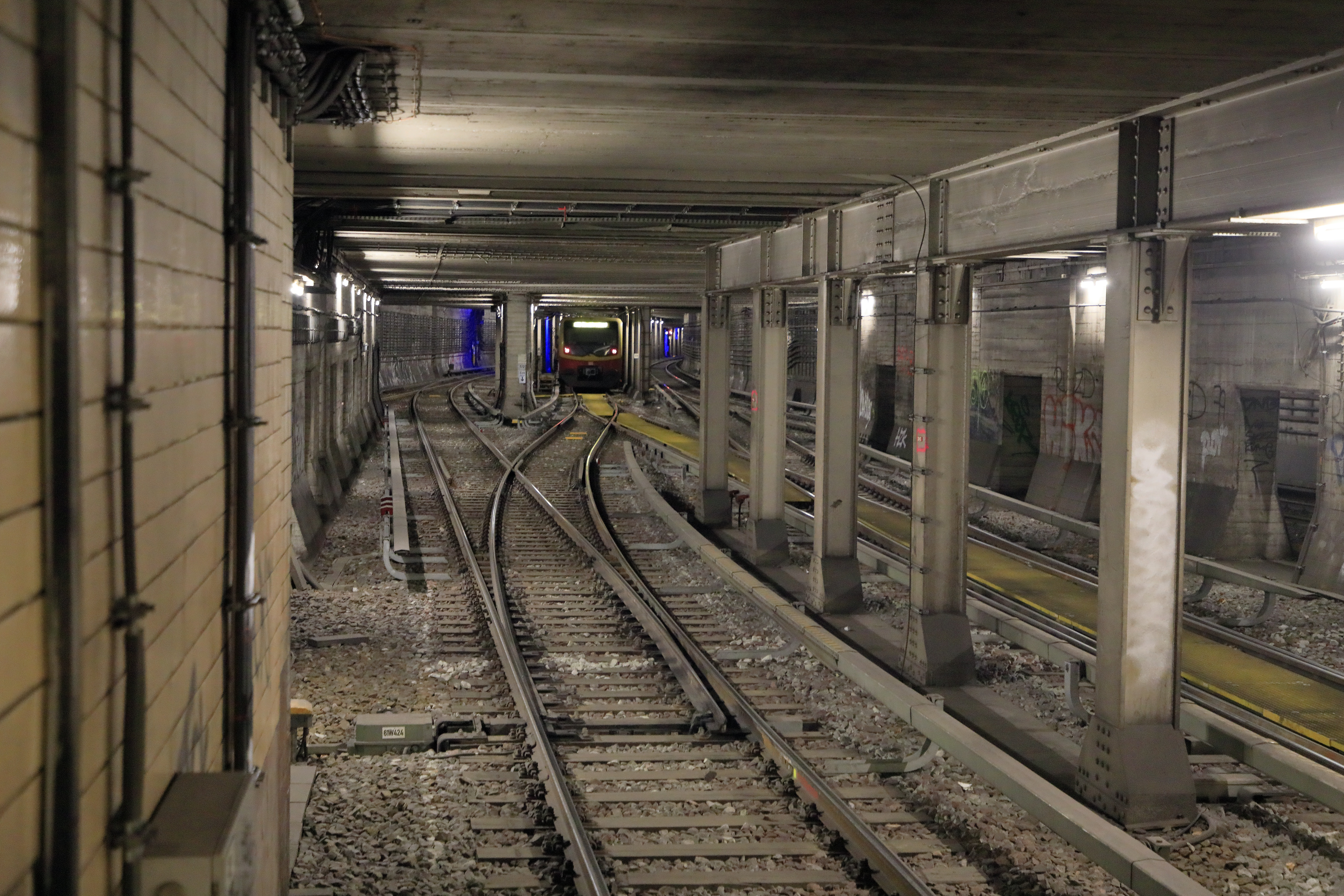
Südliche eingleisige Kehranlage, 2023

Der S-Bahnhof wurde unterirdisch nach dem Entwurf des Reichsbahnoberrates Günther Lüttich östlich neben dem Fernbahnhof erbaut und im Juli 1936 eröffnet. Wegen des Umsteigeverkehrs zu den Fernzügen als auch des Anschlusses zum S-Bahn-Betriebswerk wurde der Bahnhof in anderthalbfacher Tiefenlage viergleisig mit zwei Richtungsbahnsteigen angelegt. Südlich der Bahnsteige schloss eine eingleisige, nördlich eine zweigleisige Kehranlage an. Über das nördliche Kehrgleis 6 (heute: 417) war über eine Spitzkehrfahrt das S-Bahn-Betriebswerk kreuzungsfrei erreichbar. Die beiden Mittelbahnsteige sind jeweils 159 m lang und mindestens 9 m breit. Der S-Bahnhof erhielt zwei Zugänge in der Mitte und im Süden. Der südliche Zugang verfügt über ein eigenes Empfangsgebäude an der Invalidenstraße. Der mittlere Zugang hatte Ausgänge zur Gartenstraße, zur Empfangshalle des Fernbahnhofs sowie nach Norden zum Sonderbahnsteig G für die KdF-Züge, heute zur Julie-Wolfthorn-Straße. Der Zugang zum Fernbahnhof wurde nach dessen Abriss zugemauert. An den nördlichen Bahnsteigenden befanden sich Gepäckaufzüge, die in einen weiteren Tunnel zum Fernbahnhof mündeten.

S-Bahnhof Außenansicht
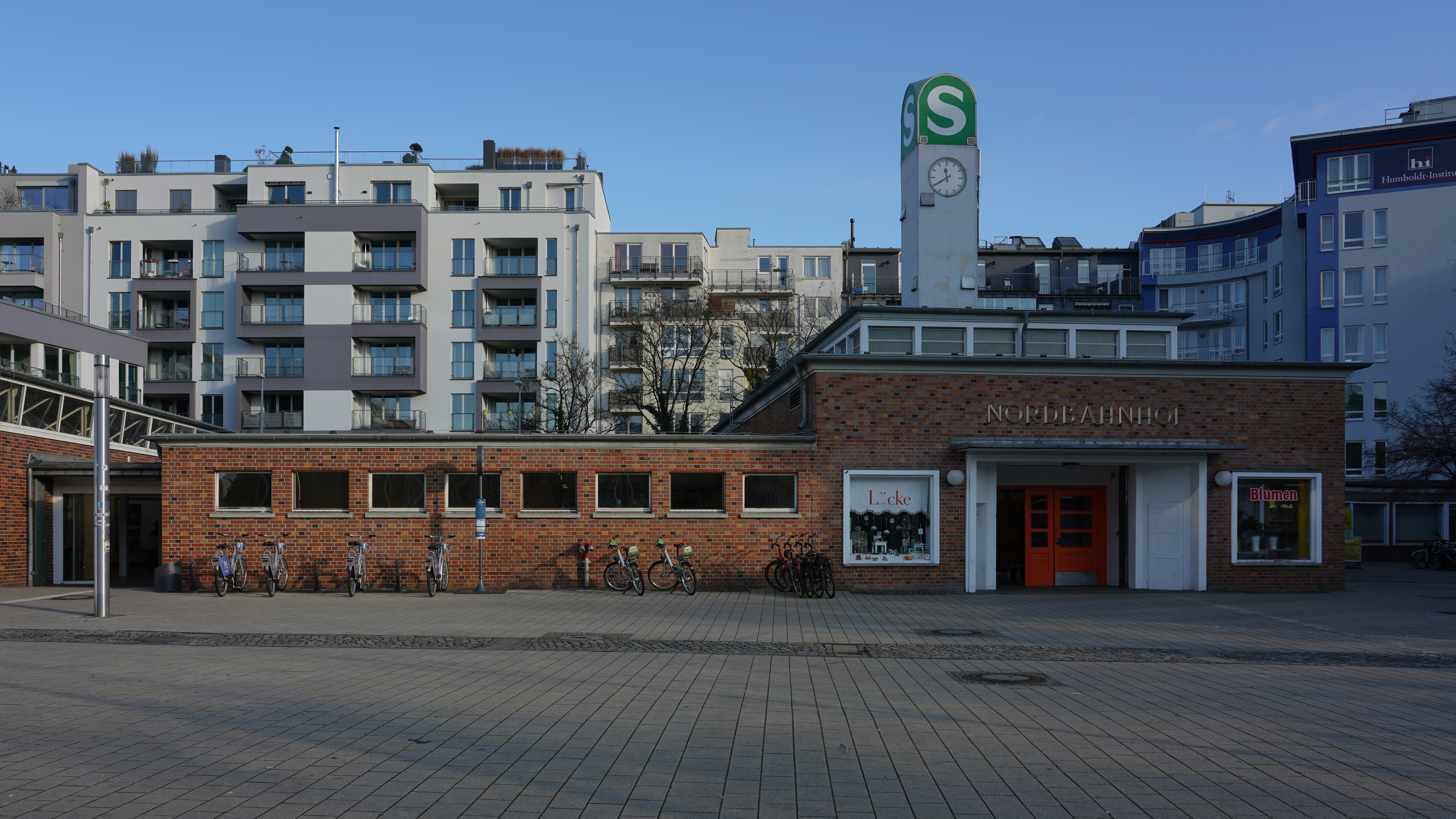
Empfangsgebäude an der Invalidenstraße, 2017
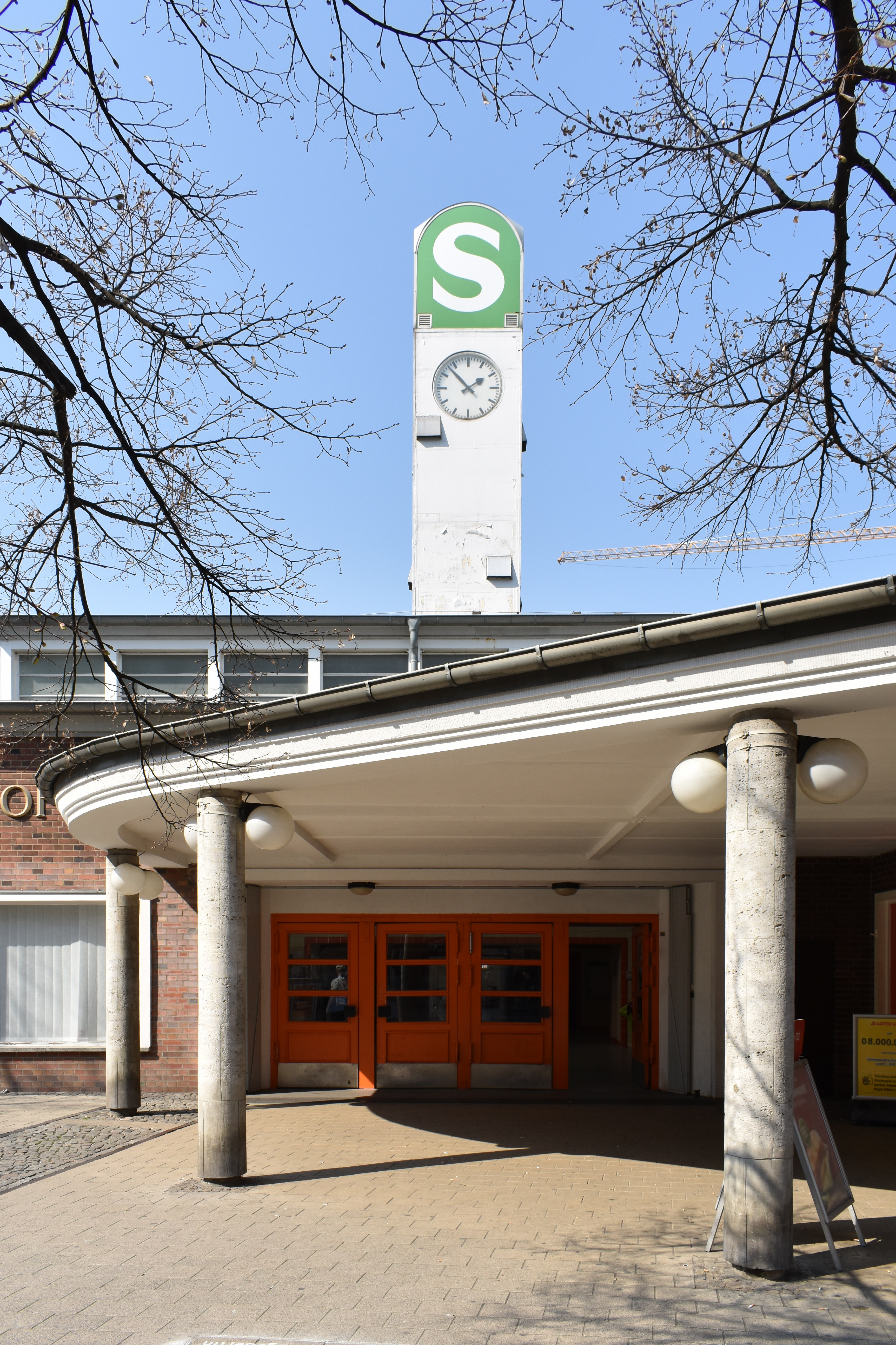
Empfangsgebäude mit Ladenzeile und Vordach, 2019
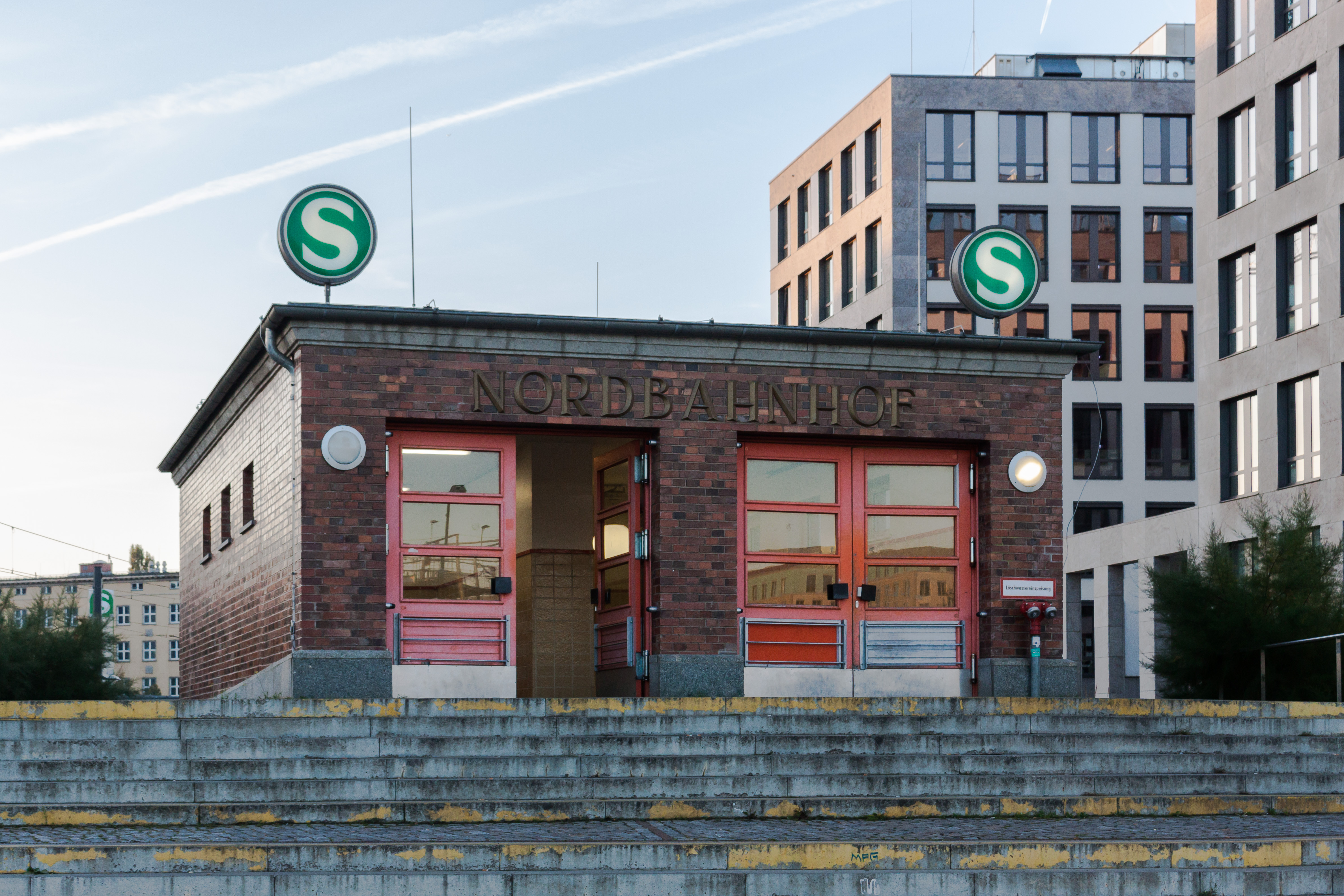
Nördlicher Zugang an der Julie-Wolfthorn-Straße, ursprünglich befand sich hier der Sonderbahnsteig G, 2014
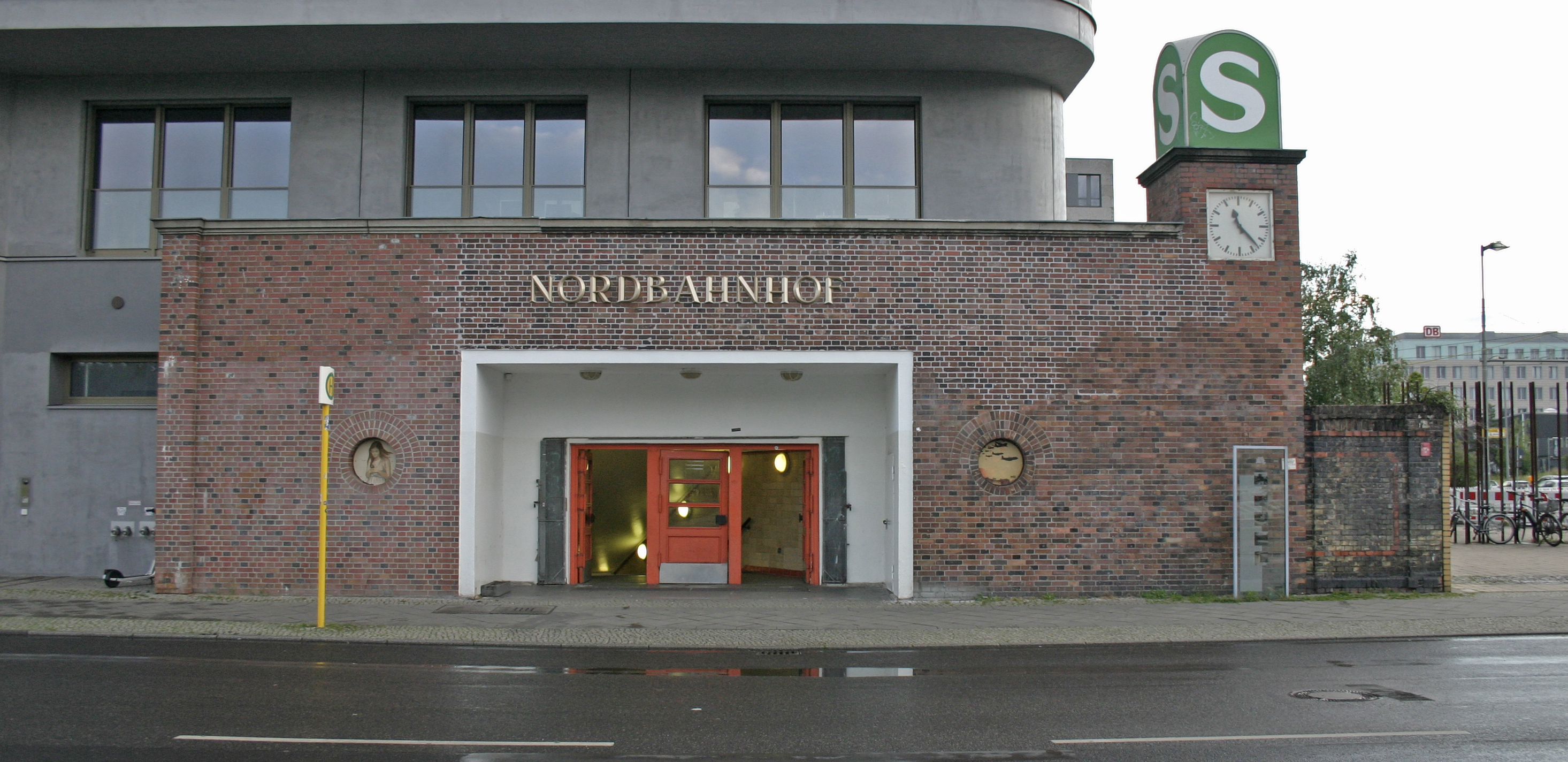
Nordöstlicher Zugang an der Gartenstraße. Links befand sich ursprünglich das Gebäude der Signalmeisterei, 2024

Das südliche Empfangsgebäude ist ein rechteckiger Stahlskelettbau und mit rotbunten Klinkern verblendet. Die Schalterhalle wird von einem flachen Oberlichtaufbau mit Turmaufsatz, auf dem das S-Bahn-Symbol prangt, gekrönt. Letztmals kam hier die Symbolvariante des „Grabsteins“, für alle weiteren S-Bahnhöfe kam das heute bekannte kreisrunde S-Symbol zur Anwendung. In den Grundzügen orientiert sich der Bau an den von Brademann entworfenen Empfangsgebäuden der S-Bahnhöfe  Humboldthain, Bornholmer Straße und  Feuerbachstraße. An das Empfangsgebäude schließt sich im rechten Winkel eine Ladenzeile an, dessen weit auskragendes Vordach von drei Säulen gestützt über den Eingangsbereich hinaus annähernde S-Linie formt. Die Wände der Schalterhalle sind bis zur Hälfte mit elfenbeinfarbenen Fliesen verblendet, der obere Bereich ist weiß verputzt. Sockel- und Abschlussgesimse sowie die Umrahmungen der Durchgänge sind im Kontrast dazu mit orangefarbenen Fliesen verblendet. Die Farbaufteilung findet sich an den Durchgängen und auf den Bahnsteigen wieder. Die östliche Stirnseite wurde bis zum Ende des Zweiten Weltkrieges von einem großformatigen keramischen Reichsadler geziert.
Für die unterirdische Bahnsteighalle wurde die Berliner Bauweise angewandt. Die Bahnsteighalle ist durch drei Stützenreihen in vier Schiffe gegliedert, wobei die äußeren Stützenreihen die Bahnsteiglängsachsen besetzen und die innere Reihe zwischen den beiden mittigen Gleisen steht. Die Wände sind flächig mit elfenbeinfarbenen Fliesen versehen, den oberen Abschluss bildet ein Gesims aus orangen Keramikformsteinen. Die Sockelreihen der Stützen und die Umrahmungen der Hintergleisflächen sind mit orangen Fliesen versehen. Die Stationsschilder an den Bahnsteigwänden wie auch die Hinweisschilder zu den Ausgängen sind mit hellen Keramiklettern vor dunklem Hintergrund gestaltet.

S-Bahnhof – Innenansicht
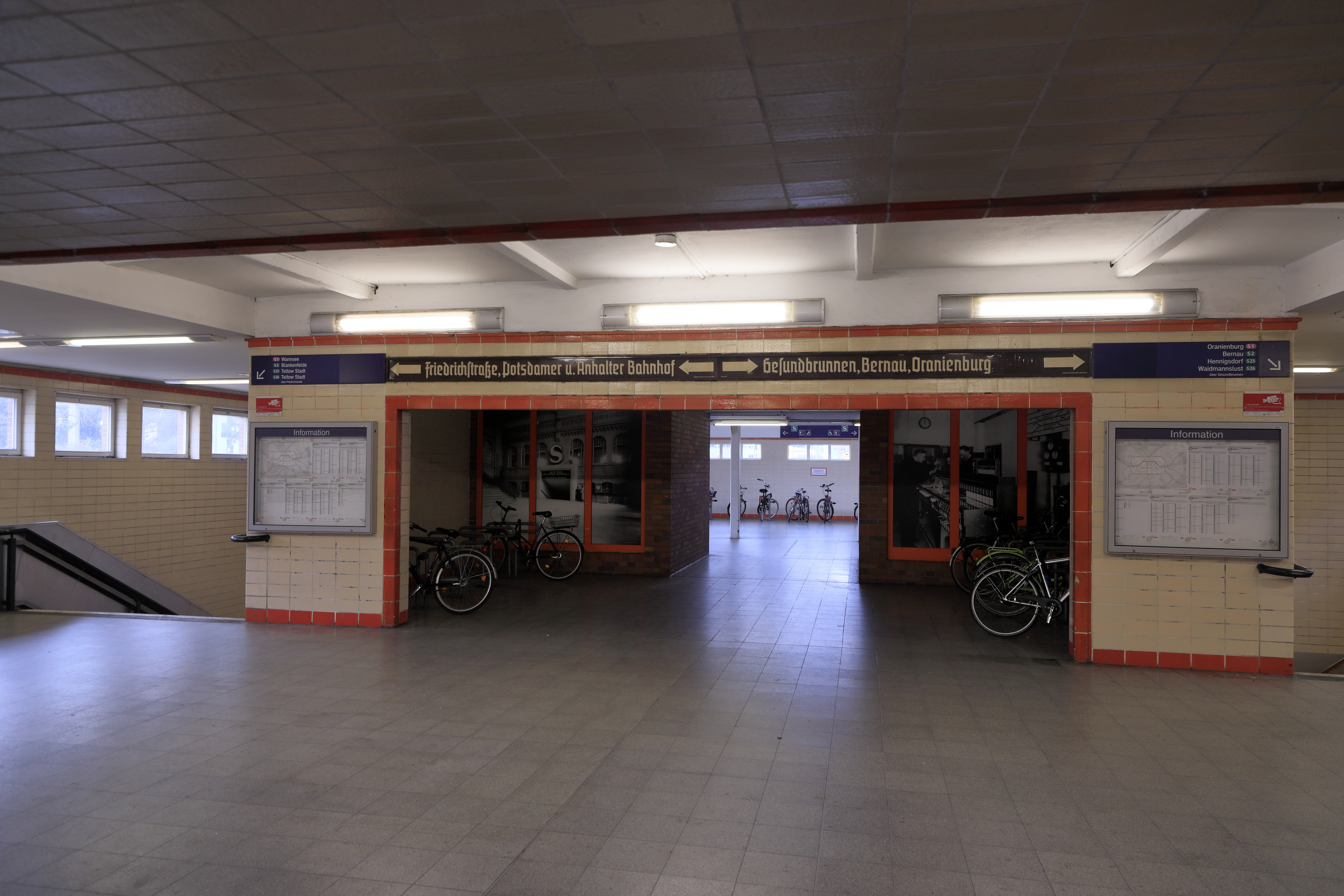
Südliches Zugangsbauwerk mit Blick von der Verteilerebene in Richtung Empfangshalle, 2023
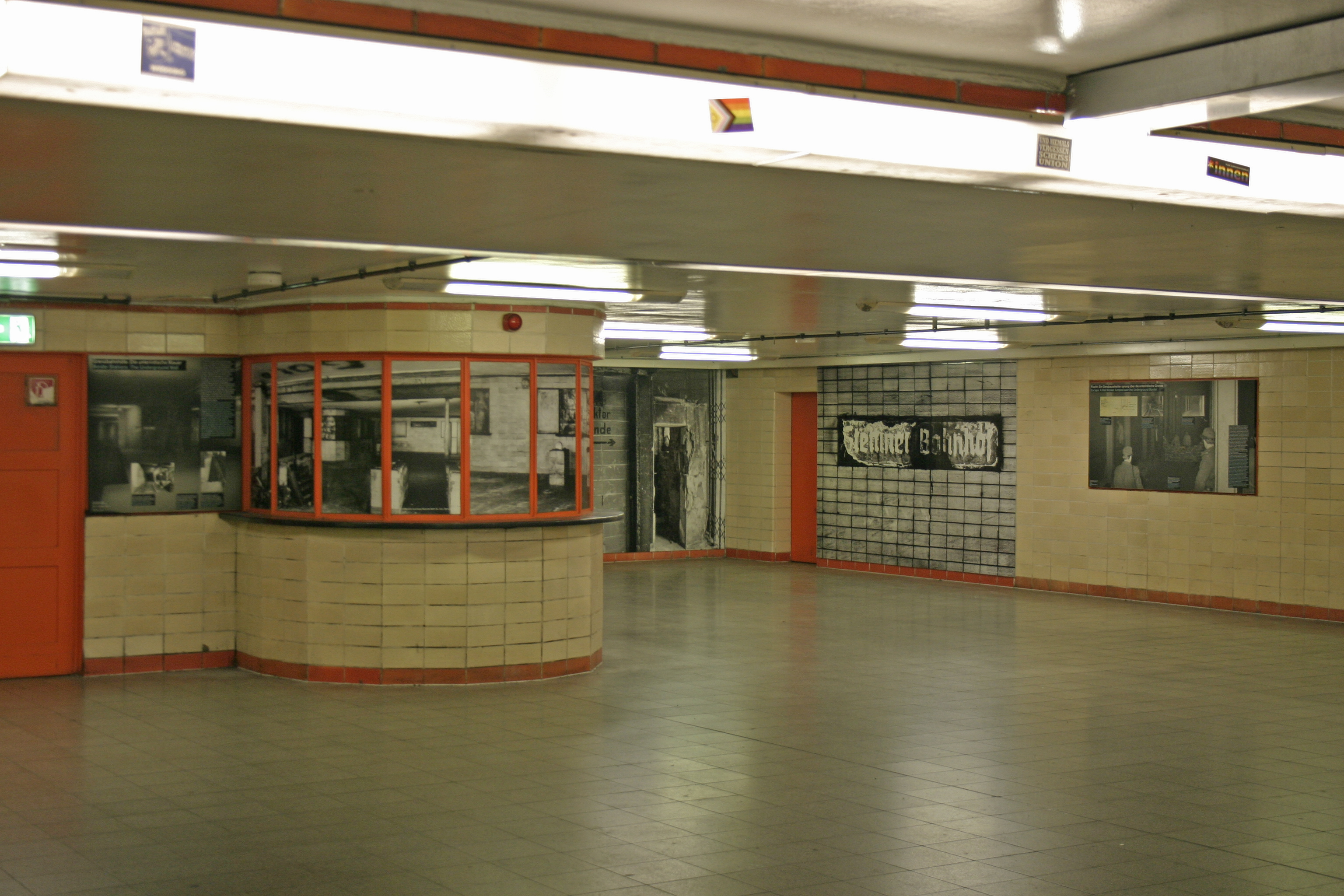
Geschlossener Fahrkartenschalter im nördlichen Verteilergeschoss, 2024. Hinten rechts befand sich hinter der orangefarbenen Tür bzw. der Wand mit der Aufschrift „Stettiner Bahnhof“ der Verbindungstunnel zum Fernbahnhof.
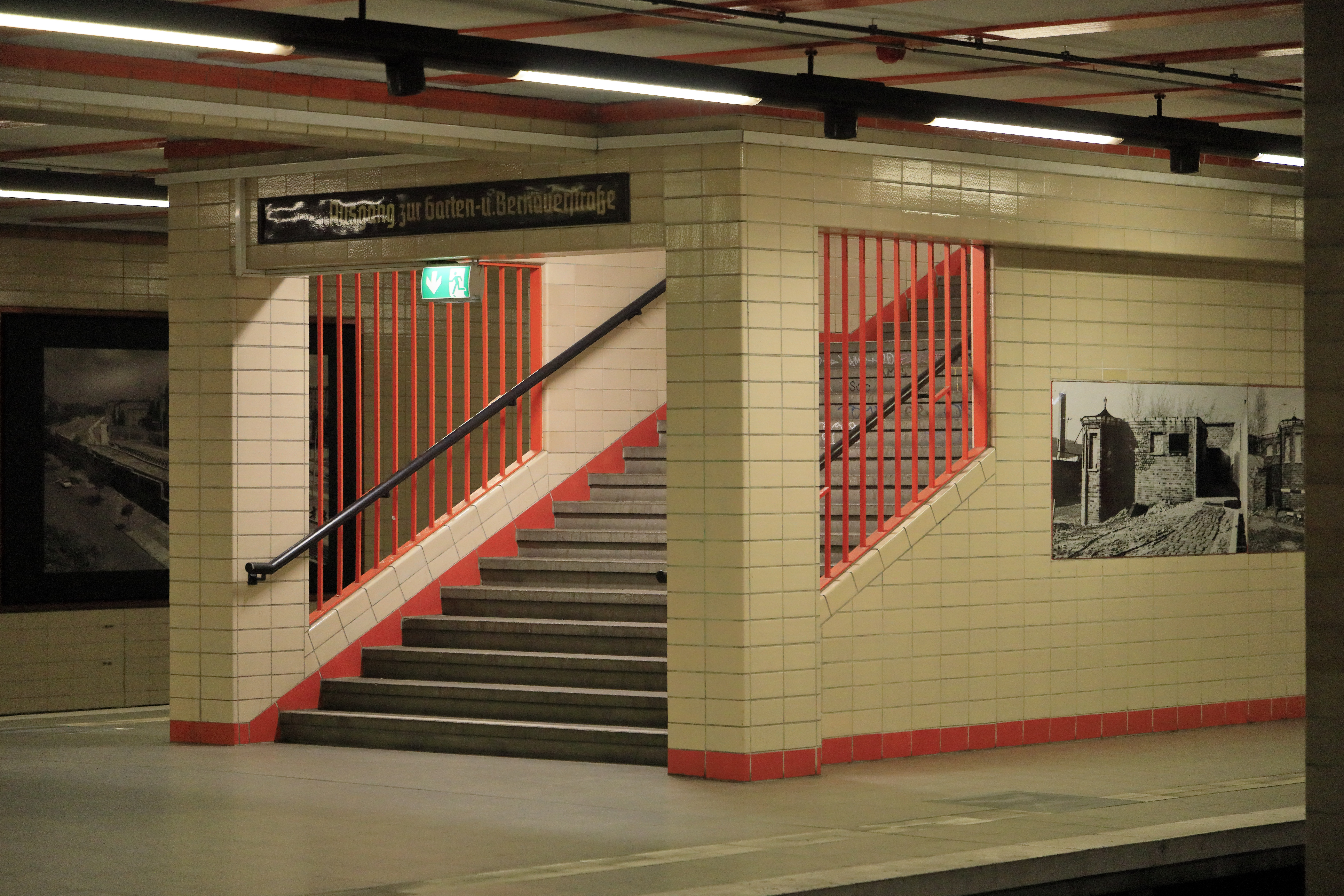
Treppe am westlichen Bahnsteig in Fahrtrichtung Friedrichstraße, 2023. Der über der Treppe angebrachte Wegweiser wies auch „Zum Stettiner Bahnhof“ hin und wurde nach dessen Schließung mit dem Wort „Ausgang“ übermalt.
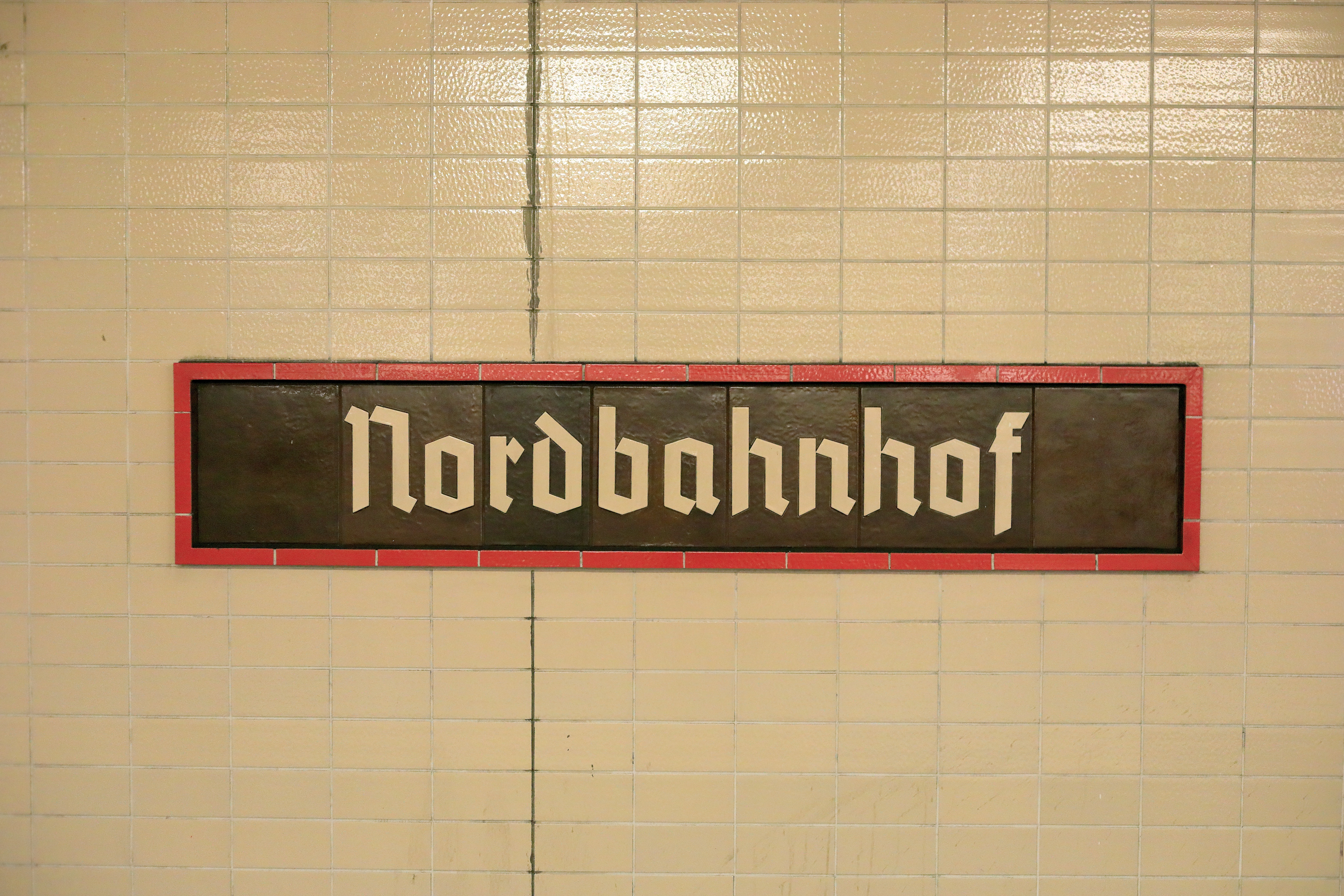
Bahnhofsschild in Schriftart Tannenberg an einer Hintergleiswand, 2023

### Stellwerke
Nach dem Bau der Nordsüd-S-Bahn bestanden im Bereich des Stettiner Bahnhofs fünf Stellwerke. Es waren dies das Stellwerk Ntm an der nördlichen Bahnhofseinfahrt, Sta (ab 1950: Noa) im Bereich des früheren Vorortbahnhofs und Bahnbetriebswerks, Stf (ab 1950: Not) für den Stettiner Fernbahnhof, Stg (ab 1950: Nga) im Stettiner Güterbahnhof und Stu (ab 1950: Nou) für den S-Bahnhof.
Von Norden kommend befand sich in Höhe der Grenzstraße das anfangs mechanische, später elektromechanische Stellwerk Ntm an der gleichnamigen Abzweigstelle. Diese verknüpfte von Gesundbrunnen kommend das Vorort- und Ferngleispaar sowie das Güter- und Maschinengleis mit dem Vorort-, Fern- und Güterbahnhof. Obwohl außerhalb der Bahnhofsgrenzen gelegen, wurden einzelne Abhängigkeiten zu den Nachbarstellwerken nicht nur über den Streckenblock, sondern auch mittels Bahnhofsblock hergestellt. 1931 ließ die Reichsbahn die Vorortstrecke zwischen Stettiner Vorortbahnhof und Gesundbrunnen mit Automatischem Streckenblock und Sv-Signalen ausrüsten, was den Arbeitsaufwand auf dem Stellwerk erheblich reduzierte. Der Fahrdienstleiter konnte den Block mittels Umschalthebel ein- beziehungsweise ausschalten. Nach der Schließung des Fern- und Güterbahnhofs verblieben bei Ntm neben den regulären S-Bahn-Zügen einzelne Fahrten ins Bw Nordbahnhof sowie bis 1977 vereinzelte Bedienfahrten zur DIAG (bis 1966: BMAG). Ab dieser Zeit war das Stellwerk die meiste Zeit unbesetzt und der Durchleitbetrieb eingeschaltet. Nach der Übernahme der Betriebsrechte durch die BVG 1984 wurde das Stellwerk geschlossen. Es wurde ab 2018 abgerissen.
Die Stellwerke Sta, Stf und Stg waren jeweils elektromechanische Reiterstellwerke. Das Stellwerk Sta ersetzte hierbei das ältere Stellwerk Stv, das für den Umbau der Gleisanlagen im S-Bahn-Betriebswerk stillgelegt wurde. Architekt des Stellwerks war Richard Brademann. Das Stellwerk blieb für die Bedienung der signaltechnischen Anlagen des S-Bahn-Betriebswerks bis zu dessen Schließung 1984 in Betrieb. Nach der Entkernung des Gebäudes wurde dieses in einen Neubau integriert, der als Eventlocation oder für Seminare gemietet werden kann. Nutzer des Gebäudes ist die aconium Akademie.
Das elektromechanische Stellwerk Stu/Nou befand sich am Nordende der S-Bahnsteige am Übergang zur Kehranlage. Neben der Ausstattung mit automatischem Streckenblock und Sv-Signalen erhielt das Stellwerk eine Gleistafel zur Anzeige der Signalbilder und der Gleisbesetzung. Der Fahrdienstleiter war gleichzeitig Blockwärter der Blockstelle Friedrichstraße (unten). Es blieb nach dem Mauerbau weiterhin besetzt. Bei der Tunnelsanierung 1992 erhielt Nou eine neue Gleistafel nach Bauart des WSSB. Halt- und Fahrtmeldung der Signale wurden mit Rot- beziehungsweise Grünlicht nur angedeutet, nicht jedoch die exakte Signalstellung. Am 28. April 2006 wurde das Stellwerk Nou stillgelegt und mit ihm die letzten drei Sv-Signale im Berliner S-Bahn-Netz abgeschaltet. Die Überwachung erfolgt seitdem vom Bedienplatz BSGRV aus der Betriebszentrale im ehemaligen Schalt- und Gleichrichterwerk Halensee.

Stellwerke
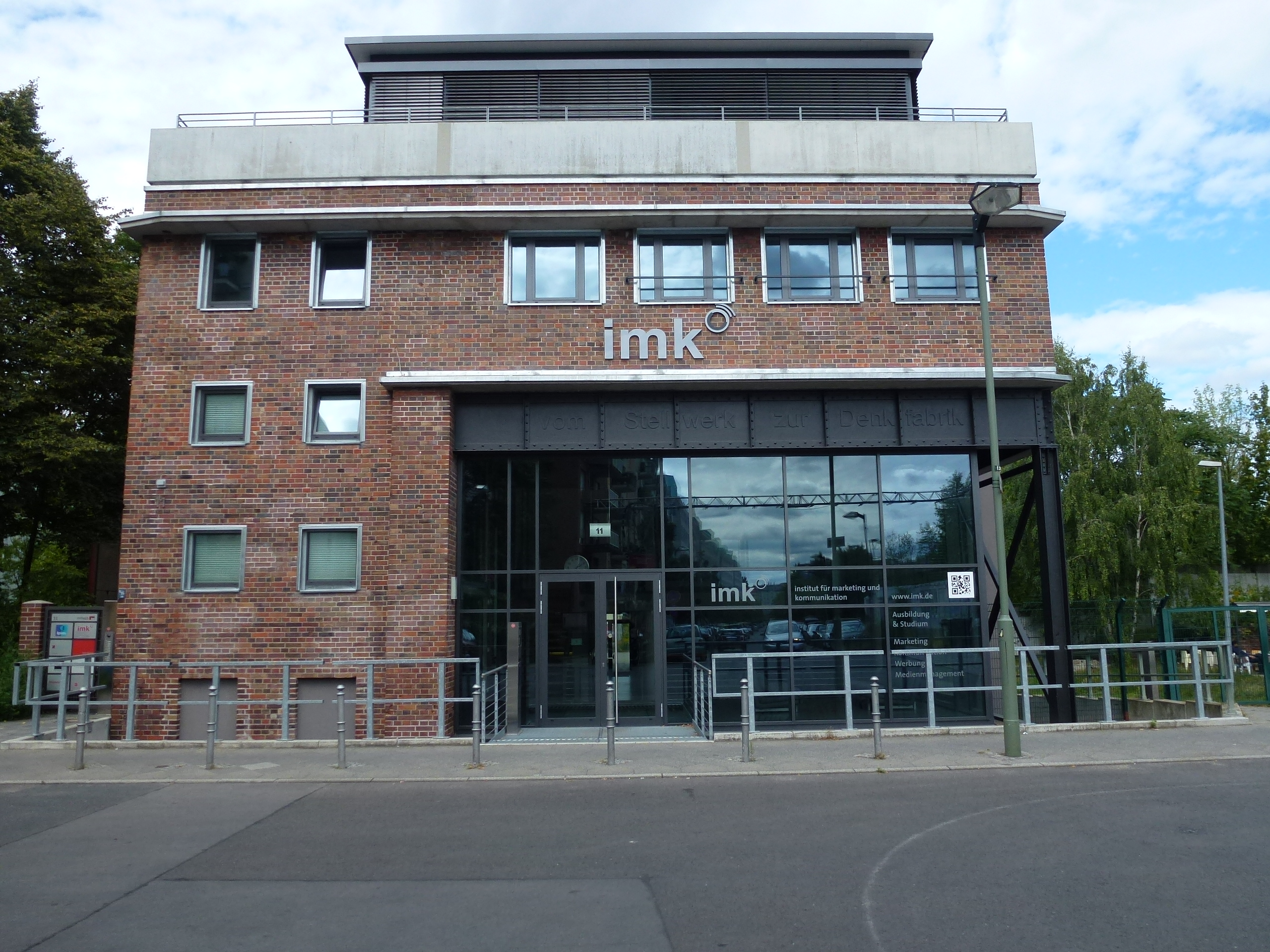
Das im ehemaligen S-Bahn-Betriebswerk gelegene Reiterstellwerk Noa wurde nach der Entkernung in einen Gebäudekomplex integriert, 2015
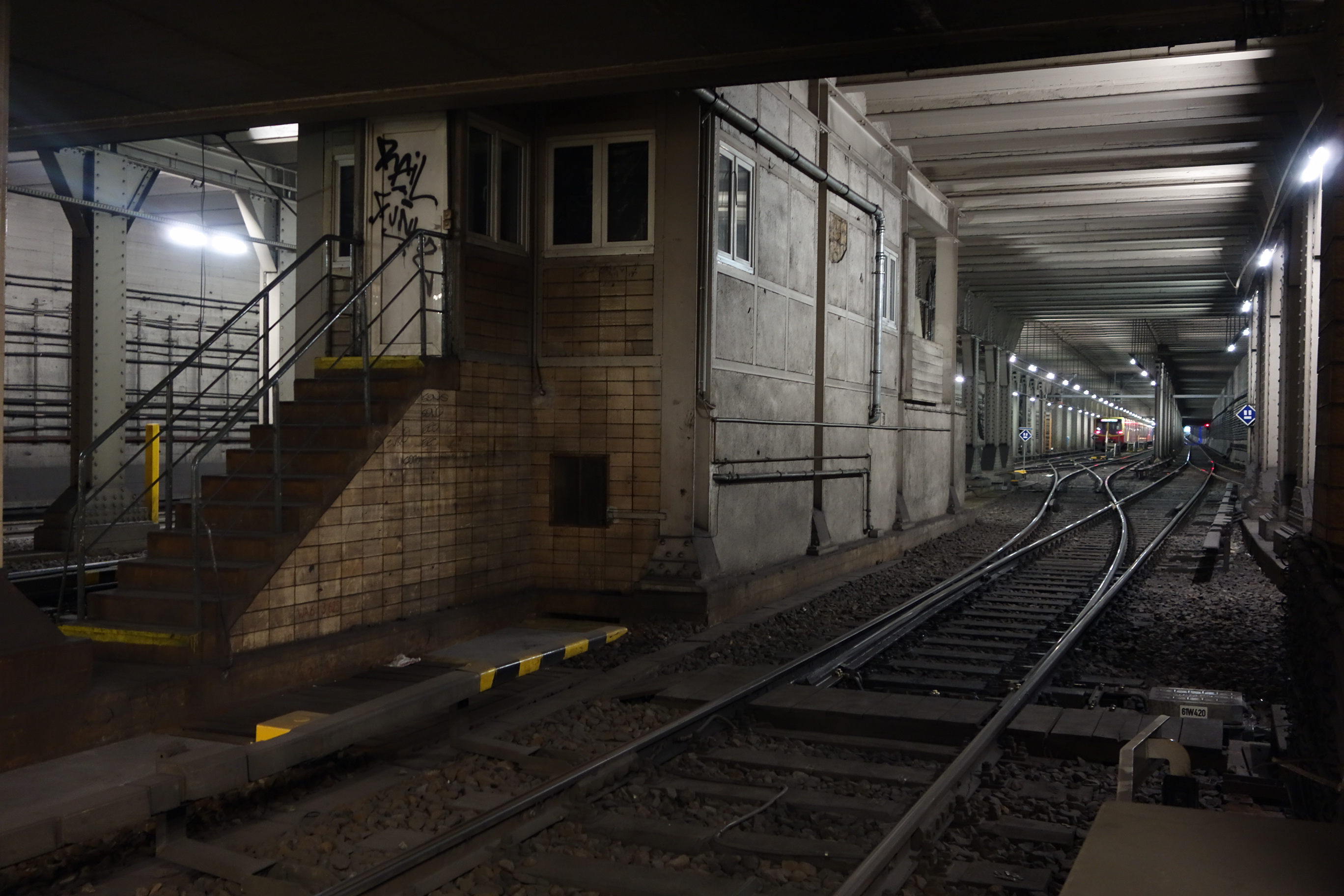
Das 2006 stillgelegte Stellwerk Nou im Tunnel, 2013
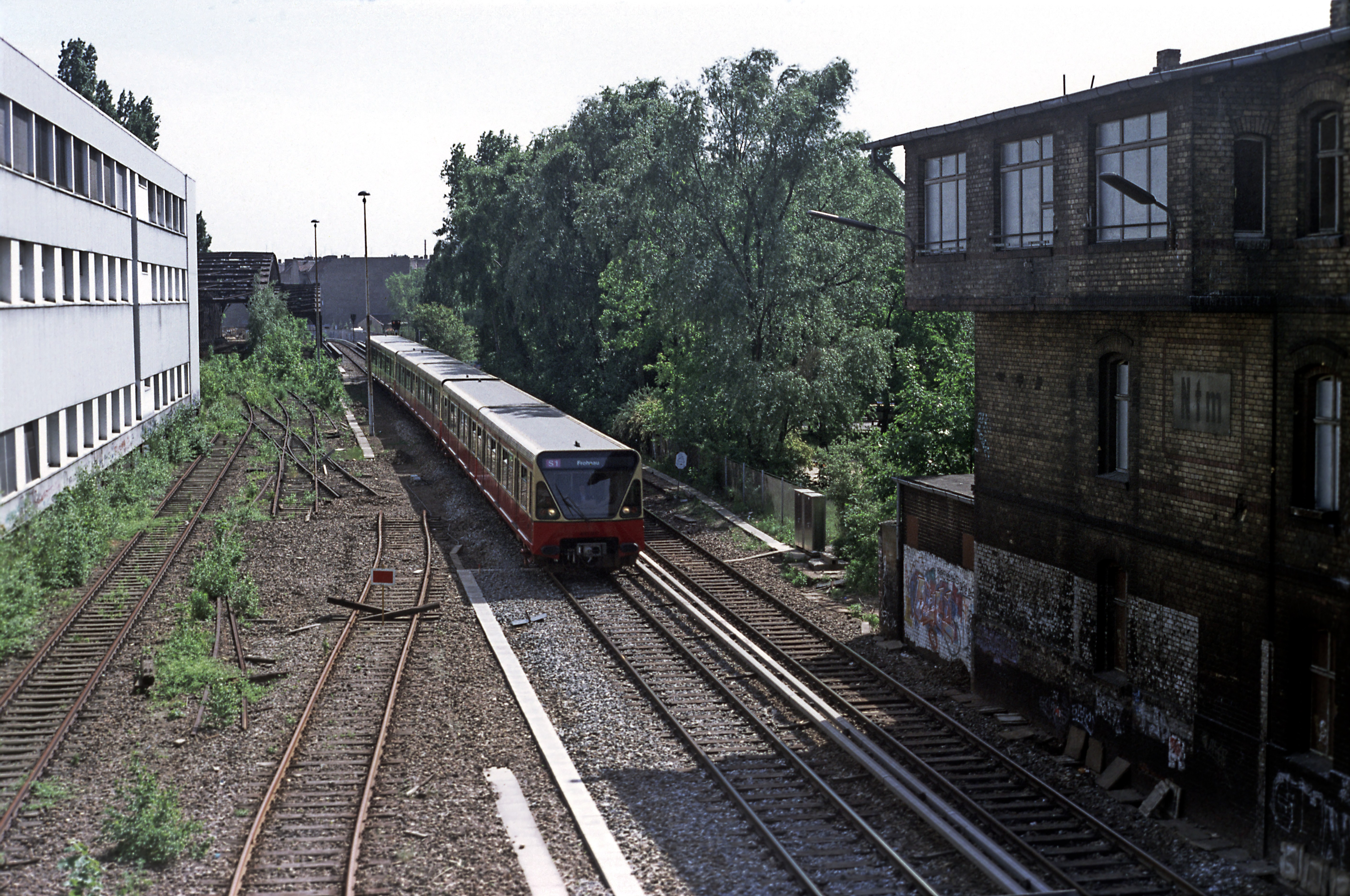
Das ehemalige Stellwerk Ntm am Nordkopf des Bahnhofs in Höhe der Grenzstraße, 1992

### Gleichrichterwerk
Für den Bau der Nordsüd-S-Bahn war der Bau von zwei Gleichrichterwerken erforderlich. Aufgrund der dichten Innenstadtbebauung konnte im Gegensatz zur Stadtbahn nicht jeder S-Bahnhof mit einem eigenen Unterwerk ausgestattet werden. Deshalb sollten zwei großzügig geplante Unterwerke an beiden Enden des Tunnels gebaut werden. Für das Unterwerk Stettiner Bahnhof konnte eine oberirdische Lösung realisiert werden, da aufgrund der Streckenführung zwischen Invalidenstraße und Elsässer Straße genügend Baugrundstücke zur Verfügung standen. Das Gleichrichterwerk entstand 1934–1936 nach Plänen Richard Brademanns. Das zweigeschossige Gebäude befand sich in einem Hinterhof in der Tieckstraße und ist von mehreren Wohngebäuden umgeben. Die Kabel sind über einen begehbaren Kanal mit dem Tunnelbauwerk verbunden. Aufgrund seiner Lage konnten die Transformatoren nicht im Freien aufgestellt werden, sie befanden sich mit den Gleichrichtern im Erdgeschoss. Das Obergeschoss nahm die 30 kV-Schaltanlage auf, die 800 V-Schaltanlage und Rückkühlanlage befanden sich im Keller. An den Gebäudeecken befanden sich Treppenhäuser, von denen sich das linke durch einen Eckrisalit nach außen abzeichnete. Die gleichmäßig gereihten Stahltore der Transformatoren wurden durch zwei parallel liegende Betongesimsbänder zusammengefasst, zwischen den Bändern befanden sich die Abluftgitter. Das Obergeschoss wies in Zweigruppen angeordnete hochrechteckige Fenster auf, die seitlich je durch ein Einzelfenster abgeschlossen wurden. Die Fassade war mit Klinkern verkleidet und zurückhaltend sachlich gehalten. Die Steuerung erfolgte vom Schaltwerk Pankow, die Stromspeisung und Schaltung übernahm das Schaltwerk Böttgerstraße.
Nach dem Zweiten Weltkrieg war das Werk zunächst unbenutzbar, da die zuführende Hochspannungsleitung unterbrochen und die Schaltanlage überflutet waren. Eine zeitnahe Reparatur war aufgrund der Überflutung des Tunnels zunächst nicht erforderlich. Der südliche Gebäudeteil war 1944 durch Kriegseinwirkungen beschädigt worden. Die Wände mussten in den Folgejahren mit Stahlklammern zusammengehalten werden. 1984 legte die Reichsbahn das Unterwerk vorübergehend still, die Aufgaben übernahm das Schalt- und Gleichrichterwerk Friedrichstraße. Bei der Sanierung des Nordbahnhofs 1994/95 ließ man das Gebäude bis auf das Fundament abreißen und durch einen klinkerverblendeten Stahlskelettbau mit Satteldach ersetzen.

## Bahnbetriebswerk
Das Bahnbetriebswerk Berlin Stettiner Bahnhof (Kurzzeichen: Stb, ab 1950: Nob) entwickelte sich aus einer Lokstation heraus, die seit der Inbetriebnahme des Bahnhofs in den frühen 1840er Jahren bestand. Die Anlagen befanden sich zunächst nordöstlich der Gleise in Höhe der Bergstraße. Beim Neubau des Personenbahnhofs in den 1870er Jahren wurden die Behandlungsanlagen auf die Westseite verlegt. Es entstanden zwei Lokschuppen am Süd- und Nordende, eine Werkstatt, Kohlenbansen und Drehscheibe. Infolge der Trennung von Fern- und Vorortverkehr wurde die Behandlung der Schnellzuglokomotiven Ende der 1890er Jahre in die Betriebswerkstatt Gesundbrunnen verlegt, sodass die auf der Bahnhofswestseite gelegenen Anlagen ausschließlich dem Vorort-, Aushilfs- und Rangierdienst dienen konnten. Der südliche Lokschuppen wurde daraufhin abgerissen und der nördliche Schuppen um zwei Gleise reduziert. Für den Fernverkehr errichtete man nördlich des Fernbahnhofs eine kleine Lokstation mit einem vierständigen, beidseitig befahrbaren Rechteckschuppen mit acht Ständen, eine vorgelagerte Drehscheibe und einen Kohlenbansen. Nördlich der Behandlungsanlagen schlossen sich beidseitig des Vorortgleispaar Abstellgleise für den Fern- und Vorortverkehr an. 1911/12 wurden die Abstellanlagen erneut umgebaut.
Anlässlich der Elektrifizierung der Vorortstrecken ließ die RBD Berlin die alten Anlagen abreißen und bis 1927 durch einen Neubau nach Plänen Richard Brademanns ersetzen. Kernstück war die sechsgleisige Triebwagenhalle, ein Eisenfachwerkbau mit Mauerwerkausfachungen aus rotbunten Klinkern. Die Wagenhalle entstand westlich der Vorortbahnsteige und bot sechs Vollzügen Platz. Dem Schuppen vorgelagert waren ein zweigleisiger Werkstattschuppen mit Laufkran zum Anheben der Wagenkästen, Schmiede, Schlosserei und Tischlerei. Nach der Schließung des Vorortbahnhofs für den Personenverkehr ließ die RBD Berlin die Bahnsteige abreißen und an ihrer Stelle eine siebengleisige Abstellanlage errichten. Gleis 5 erhielt eine Arbeitsgrube. Vom S-Bahnhof kommende Züge mussten für die Fahrt ins S-Bw über das unterirdische Kehrgleis 6 in eines der beiden Ausziehgleise 21/22 fahren und dort umsetzen. Der Tunnel hatte hierzu ein drittes Portal zwischen den beiden Streckengleisen.
Das S-Bw diente auch nach dem Mauerbau zur Abstellung von S-Bahn-Zügen, nunmehr ausschließlich für den S-Bahn-Verkehr in West-Berlin. Ab September 1961 mussten die Personale des S-Bahn-Betriebswerks ihren Wohnsitz in Ost-Berlin nehmen. Während den örtlichen Personalen des S-Bw ein Dienstausweis mit Westberechtigung genügte, mussten die Triebfahrzeugführer in Höhe des Stellwerks Noa von den Grenztruppen kontrolliert werden. Hierfür mussten die Personale einen Dienstauftrag, der bei der Dienstauftragsstelle im S-Bahnhof Friedrichstraße hinterlegt war, vorlegen. Die Dienstaufträge waren nach Schichtende wieder abzugeben. Zusätzlich kontrollierten die Grenztruppen die ein- und aussetzenden Züge im S-Bahnhof.
Bei der Übergabe der Betriebsrechte an die BVG vereinbarten der West-Berliner Senat und das Ministerium für Verkehrswesen der DDR, dass kein Bedarf mehr für eine Weiternutzung des S-Bw Nordbahnhof bestünde. Nach Betriebsschluss am 8. Januar 1984 begannen die Reichsbahner damit, die letzten abgestellten Züge zum Anhalter Bahnhof beziehungsweise nach Wannsee zu fahren, wo sie sie an die BVG übergaben. Anschließend sollte die Wagenhalle in ein Materiallager umgebaut werden, die Arbeiten hierzu wurden 1990 vor der Fertigstellung eingestellt. 2000 wurde die Triebwagenhalle und 2003 die Werkstatthalle abgerissen.
Nach der deutschen Wiedervereinigung gab es Pläne der Reichsbahn für einen Neubau einer Abstellanlage im nördlichen Gleisbereich des Bahnhofs. Diese Pläne wurden immer wieder bekräftigt. Ausschlaggebend für den 2023 beschlossenen Bau waren die Inbetriebnahme der Baureihe 483/484 und die damit verbundene Erhöhung des Wagenbestands um 100 Viertelzüge, für die entsprechende Abstellkapazitäten benötigt werden. Die Zufahrt soll über das 1984 aufgegebene Gleis zum S-Bahnbetriebswerk erfolgen; die DB Netz nutzte dieses zuletzt für Baufahrzeuge. Die Gleise mit einer Kapazität für 10–16 Vollzüge sollen östlich des Stettiner Carrés entstehen, wofür ein Teil der Beachvolleyballplätze weichen muss. Um die Lärmgrenzwerte einzuhalten, ist eine Einhausung der Gleise vorgesehen. Ob es dabei zum Bau von zwei Hallen nebeneinander oder einer doppelstöckigen Halle kommt, steht noch aus (Stand: Juli 2023). Die Dächer sollen begrünt werden, es ist auch denkbar, einige der Volleyballplätze auf dem Dach neu anzulegen. Das Vorhaben soll im Rahmen des Infrastrukturprogramms i2030 bis 2040 umgesetzt werden. Im April 2023 schrieb DB Netz die Bauleistungen für den Neubau des nun als Zugbildungsanlage bezeichneten Objektes öffentlich aus.

## Künstlerische Rezeption

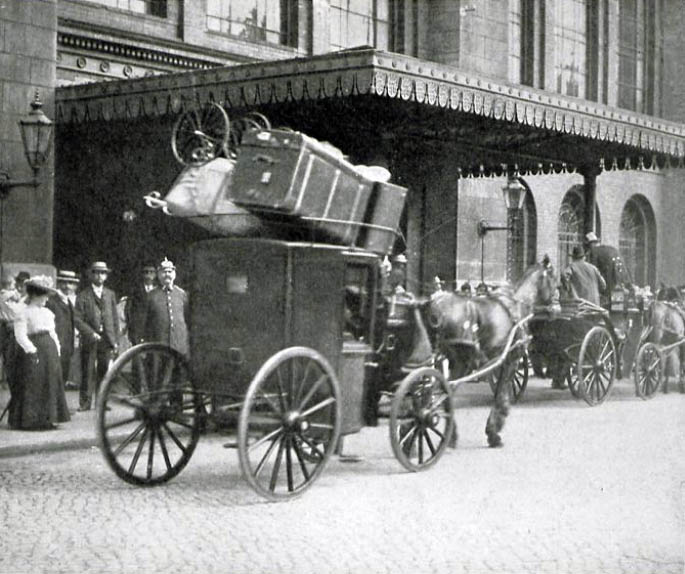
Gepäckdroschke am Stettiner Bahnhof, wie sie in Falladas Roman vorkommen, 1904

Der Stettiner Bahnhof fand in der Berliner Literatur des ausgehenden 19. und beginnenden 20. Jahrhunderts mehrfach Erwähnung. Häufig kam dabei die Rolle des Bahnhofs als eine Art modernes Stadttor auf, das die Grenze zwischen der dicht besiedelten Stadt und der ländlichen Idylle beziehungsweise der Ostsee bildete, wie es beispielsweise Walter Benjamin in seinen Erinnerungen Berliner Kindheit um neunzehnhundert (verfasst in den 1930er Jahren, erschienen 1950) schilderte. Alfred Kerr drückte sich im Sommer 1897 so aus: „Im übrigen fühlt man sich jetzt in Berlin am wohlsten, wenn man auf dem Stettiner Bahnhof ist, um es zu verlassen. Auch was hier dauernd festgehalten wird, kann es sich nicht versagen, eine gelegentliche Landpartie an die Ostsee zu machen, die sehr bequem erreicht wird.“ Weitere Erwähnungen findet der Bahnhof unter anderem bei Theodor Fontane (Effi Briest), Alfred Döblin (Berlin Alexanderplatz) oder Kurt Münzer alias Georg Fink (Mich hungert).
In Hans Falladas Roman Ein Mann will hinaus. Die Frauen und der Träumer, später als Serie für Fernsehen verfilmt unter dem Titel Ein Mann will nach oben (1978) und danach neu unter diesem Titel veröffentlicht, bildet der Bahnhof den Mittelpunkt des Handlungsgeschehens. Das Buch wurde in den frühen 1940er Jahren geschrieben, aber erst 1953, nach Falladas Tod, veröffentlicht. Der junge Karl Siebrecht, der auf dem Land aufgewachsen ist, trifft 1909 auf dem Stettiner Bahnhof ein und trifft dort Rieke Busch, woraus sich die weitere Handlung entspinnt. Siebrecht macht Karriere, indem er Gepäck der Bahnreisenden zwischen den Berliner Bahnhöfen transportiert und zwar anders als zuvor mit Handwagen mit dem Einsatz eines Pferdewagens, im weiteren Verlauf der Handlung bis zu Beginn des Ersten Weltkriegs mit Automobilen. Für die Verfilmung ließ man 1978 in Rudow einen Teil des Hauptportals nachbauen.
Im ersten deutschen Nachkriegsfilm Die Mörder sind unter uns (1946) ist zu Beginn die Einfahrt eines Personenzuges in den zerstörten Stettiner Bahnhof zu sehen. 1957 fanden in der Ruine der Bahnhofshalle Aufnahmen zum DEFA-Film Polonia-Express statt.

## Personenverkehr

### Fernverkehr

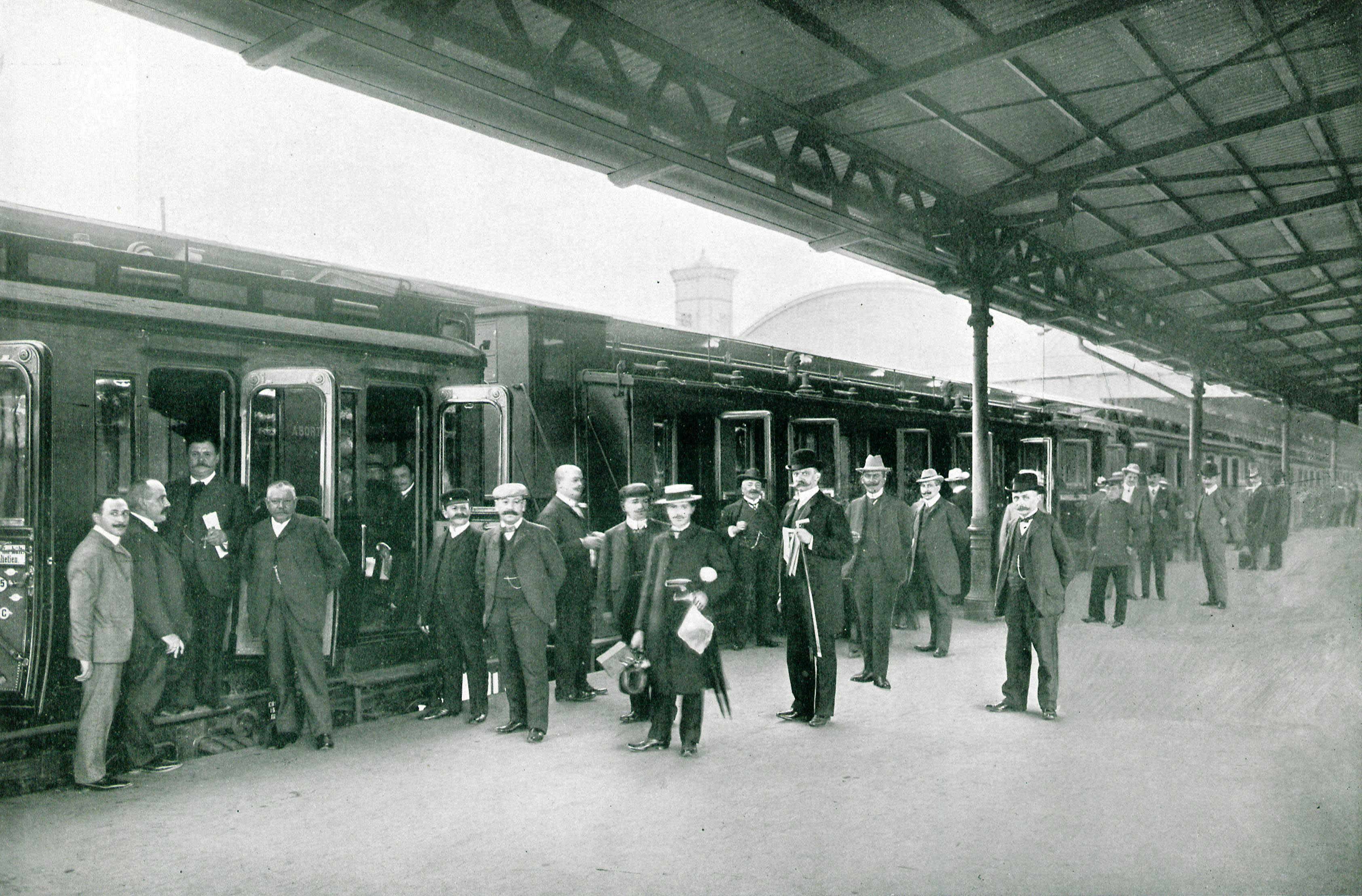
„Strohwitwerzug“ an Gleis 5 (Bahnsteig D), 1904

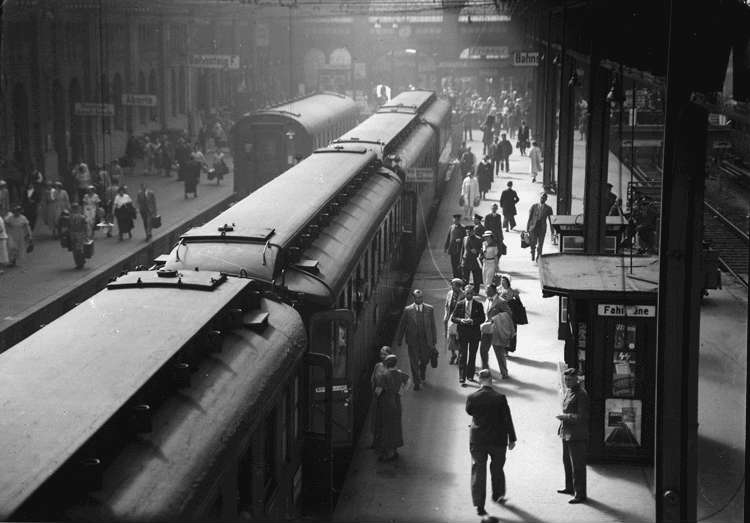
Blick in die westliche Bahnsteighalle, Juni 1935. Auf Gleis 7 (Bahnsteig E) steht ein Eilzug nach Seebad Heringsdorf bereit.

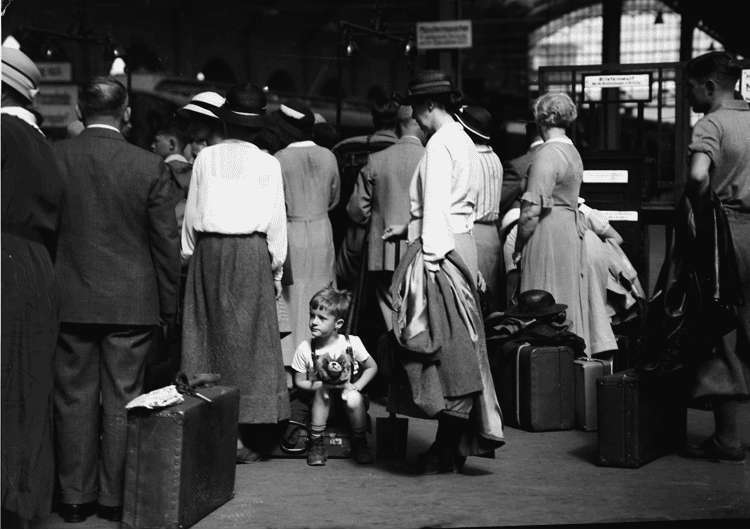
Wartende Reisende vor der Bahnsteigsperre, Juni 1935

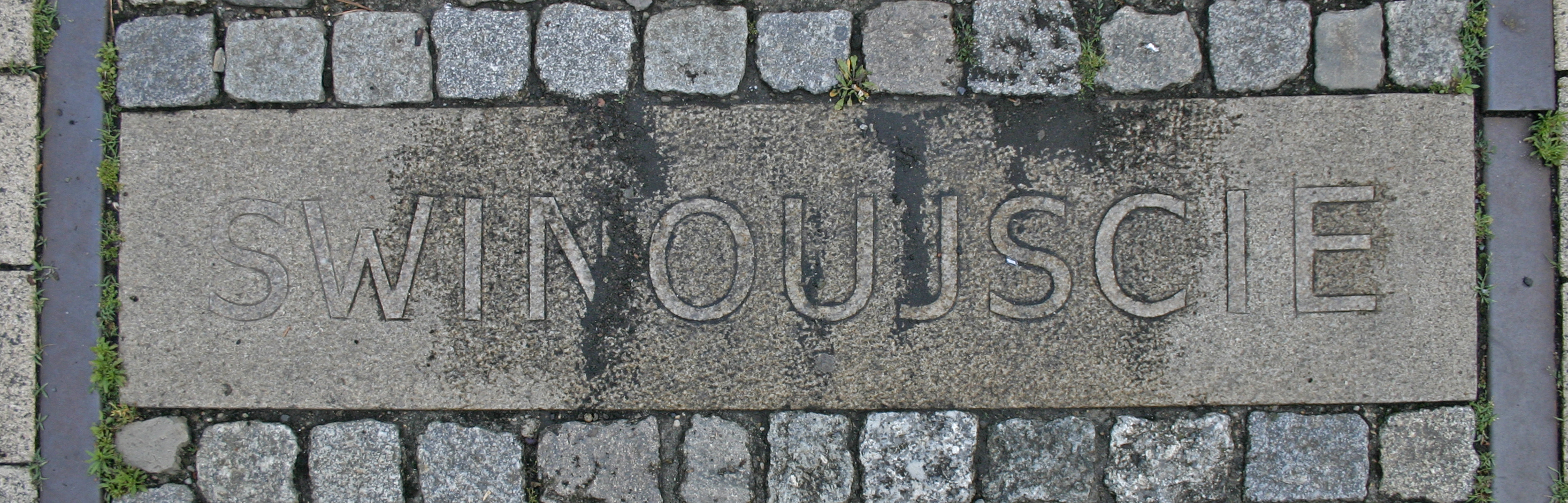
Seit 2006 erinnern in das Pflaster eingelassene „Schienenstränge“ mit dazwischen Namenssteinen an die vom Bahnhof aus direkt zu erreichenden Ziele (hier: Świnoujście/Swinemünde), 2024

Zunächst verkehrten täglich nur zwei, ab 1. Mai 1843 drei Reisezüge ab Berlin auf der Stettiner Bahn. 1851 musste die BStE zudem auf Befehl des preußischen Handelsministers einen Nachtzug einlegen, dieser war Teil der Verbindung Richtung Königsberg, die anfangs ihren Verlauf über die Berlin-Stettiner- und Stargard-Posener Bahn nahm. Ab 1857 nahmen die Züge den kürzeren Weg über Küstrin und Frankfurt (Oder). Nach Inbetriebnahme der Vorpommerschen und Hinterpommerschen Bahnen verkehrten täglich sechs Züge bis nach Stettin, Stralsund, Belgard und Kolberg. Ab 1870 bestand über die Hinterpommersche Bahn eine Direktverbindung bis nach Danzig. 1876 ging die Verbindung über die Karniner Brücke nach Swinemünde auf Usedom in Betrieb, 1876 die Verbindung von Eberswalde durch das Oderbruch nach Frankfurt (Oder), 1877/1878 dann die Nordbahn über Neustrelitz nach Stralsund. 1886 folgte die Lloydbahn von Neustrelitz über Rostock nach Warnemünde. Den Abschluss bildete die Eröffnung der Kremmener Bahn im Jahr 1893.
Im Sommer 1895 bedienten den Stettiner Bahnhof täglich 44 Fernzüge (Abfahrten und Ankünfte). Davon gingen zwölf Fernzüge auf die Nordbahn über. 1902, nach der Schließung des Nordbahnhofs für den Personenverkehr, verließen den Stettiner Bahnhof täglich 24 Fernzüge auf der Stettiner Bahn, acht auf der Nordbahn und sechs auf der Kremmener Bahn. Deutlich umfangreicher gestaltete sich der Fahrplan zu den Ostseebädern während der Sommermonate. Während das Angebot auf der Kremmener Bahn gleich blieb, wurde jenes auf der Nordbahn und Stettiner Bahn durch sechs beziehungsweise 19 abgehende Züge fast verdoppelt. Speziell für den Bäderverkehr gab es um die Jahrhundertwende Sommerkarten mit 45-tägiger Gültigkeit und Freigabe für 25 kg Gepäck. Die meist zuhause gebliebenen Ehemänner konnten am Sonnabendnachmittag eingelegte Direktzüge zu den Ostseebädern benutzen. Wegen der Zusammensetzung ihrer Fahrgäste erhielten diese Züge die umgangssprachliche Bezeichnung „Strohwitwerzüge“. Anfang des 20. Jahrhunderts kamen durch die Einrichtungen der Trajektverbindungen Warnemünde – Gedser (1903) und Saßnitz – Trelleborg (1909) zudem internationale Verbindungen nach Kopenhagen und Stockholm hinzu.
Nach einer anhaltenden Stagnation der Fahrgastzahlen in den 1920er Jahren und dem anschließenden Rückgang infolge der Weltwirtschaftskrise verzeichnete der Fernverkehr in den 1930er Jahren wieder eine Zunahme. Im letzten Friedensfahrplan vom Sommer 1939 verließen täglich 28 Schnell- und Eilzüge den Bahnhof. Das Einzugsgebiet erstreckte sich entlang der Ostseeküste von Rostock bis nach Königsberg und schloss weite Teile der Provinz Pommern ein. Zu den ausgesprochenen Langläufern gehörten die Zugpaare D 11/12 und D 15/16 (Berlin – Warnemünde) mit Kurswagenverbindung nach Kopenhagen, D 13/14 und D 17/18 (Berlin – Saßnitz Hafen) mit Kurswagenverbindung über Trelleborg nach Stockholm und Oslo und D 23/24 (Berlin – Königsberg) durch den Polnischen Korridor.
Mit dem Kriegsausbruch im September 1939 dünnte die Reichsbahn das Fahrplanangebot erheblich aus, insbesondere die zahlreichen Urlaubsverkehre fielen weg. Dafür gab es nun vereinzelt Schnellzüge für Fronturlauber. Im Januar 1945 stellte die Reichsbahn Eil- und Schnellzugverkehr auf der Stettiner Bahn ein. Der letzte Direktzug zwischen dem Stettiner Bahnhof in Berlin und dem Stettiner Hauptbahnhof fuhr am 20. März 1945. Die RBD Stettin verlegte die Züge anschließend auf den Bahnhof Stettin-Zabelsdorf mit Laufweg über Pasewalk, bevor die Stadt im April 1945 von der Roten Armee erobert wurde. Etwa zur gleichen Zeit stellte die RBD Berlin den Reisezugverkehr auf der Stettiner Bahn in Berlin ein.
Der Winterfahrplan 1948/49 verzeichnete insgesamt sieben Personenzugpaare von und nach Neubrandenburg, Angermünde, Pasewalk und Stralsund, einen beschleunigten Personenzug zwischen Berlin und Neubrandenburg sowie drei Schnellzugpaare von und nach Stralsund beziehungsweise Saßnitz. Im Sommer 1951 erreichten den Nordbahnhof noch je ein Schnell- und Eilzugpaar sowie insgesamt zwölf Personenzugpaare mit Laufweg unter anderem nach Rostock, Stralsund, Neubrandenburg, Pasewalk, Frankfurt (Oder) und Joachimsthal. Zum Fahrplanwechsel am 7. Oktober 1951 verlagerte die Reichsbahn schließlich die meisten Fernzüge über den Güteraußenring zum Ostbahnhof. Es verblieben ein Eilzugpaar von und nach Stralsund sowie ein Schnellzugpaar von und nach Rostock und Warnemünde, beide über Neubrandenburg. Hinzu kamen vier Personenzugpaare bis Angermünde, zwei Personenzugpaare über Eberswalde nach Frankfurt (Oder) und ein Personenzugpaar über die Kremmener Bahn und Karow (Meckl) bis Rostock. Mit der Schließung am 18. Mai 1952 wurden die meisten Züge zum Bahnhof Berlin-Lichtenberg verlegt, nachdem dort ein zweiter Fernbahnsteig in Betrieb ging.
|                              | 03/1856 | 11/1872 | 05/1899 | 05/1914 | 07/1933 | 05/1939 | 10/1948 | 05/1951 |
| ---------------------------- | ------- | ------- | ------- | ------- | ------- | ------- | ------- | ------- |
| Gesamt                       | 4       | 6       | 35      | 74      | 61      | 68      | 12      | 17      |
| 0Stettiner Bahn              | 4       | 6       | 22      | 45      | 32      | 44      | 5       | 8       |
| 00davon Schnell- und Eilzüge | 1       | 1       | 9       | 22      | 15      | 18      | 2       | 1       |
| 00davon Personenzüge         | 3       | 5       | 13      | 5       | 17      | 26      | 3       | 7       |
| 0Nordbahn                    | 0       | 0       | 8       | 13      | 23      | 18      | 5       | 9       |
| 00davon Schnell- und Eilzüge | 0       | 0       | 3       | 5       | 6       | 5       | 1       | 3       |
| 00davon Personenzüge         | 0       | 0       | 5       | 10      | 17      | 13      | 4       | 6       |
| 0Kremmener Bahn              | 0       | 0       | 5       | 6       | 6       | 6       | 2       | 0       |
| 00davon Schnell- und Eilzüge | 0       | 0       | 0       | 0       | 0       | 0       | 0       | 0       |
| 00davon Personenzüge         | 0       | 0       | 5       | 6       | 6       | 6       | 2       | 0       |
| ohne Vorort- bzw. S-Bahnzüge |         |         |         |         |         |         |         |         |

Welche Bedeutung der Bahnhof für den Urlaubsreiseverkehr hatte, sollen die Zahlen für das Jahr 1929 verdeutlichen: Im Sommerfahrplan 1929 verließen den Stettiner Fernbahnhof bis zu 65 Züge am Tag. Davon fuhren 38 Züge täglich, 16 Züge nur an den Wochenenden (Sonnabend und Sonntag) und elf Züge nur zeitweise. Im Winterfahrplan 1929/30 verließen den Fernbahnhof bis zu 41 Züge, davon 37 Züge täglich und vier Züge ausschließlich an den Wochenenden. Am Bahnhof wurden 3.237.610 Fahrkarten für den Fernverkehr verkauft, 2.172.112 Personen fuhren dort ab. Etwa 148.000 Reisende wurden allein in der Woche vom 1. bis 7. Juli abgefahren, was dem Vierfachen des sonst üblichen Reisendenaufkommens eines Monats entsprach.
| Jahr / Bahnhof       | 1929 | 1930 | 1931 | 1932 | 1933 | 1934 | 1935 |
| -------------------- | ---- | ---- | ---- | ---- | ---- | ---- | ---- |
| Alexanderplatz       | 407  | 357  | 300  | 281  | 291  | 316  | 331  |
| Anhalter Bahnhof     | 1915 | 1731 | 1391 | 1072 | 1103 | 1156 | 1369 |
| Charlottenburg       | 441  | 405  | 317  | 255  | 265  | 273  | 306  |
| Friedrichstraße      | 774  | 690  | 601  | 468  | 458  | 518  | 569  |
| Gesundbrunnen        | 315  | 333  | 321  | 264  | 254  | 291  | 348  |
| Görlitzer Bahnhof    | 702  | 596  | 467  | 333  | 307  | 298  | 301  |
| Lehrter Bahnhof      | 666  | 659  | 487  | 385  | 380  | 433  | 483  |
| Potsdamer Bahnhof    | 835  | 747  | 557  | 421  | 428  | 420  | 522  |
| Schlesischer Bahnhof | 977  | 838  | 633  | 479  | 449  | 471  | 500  |
| Stettiner Bahnhof    | 2172 | 1992 | 1629 | 1216 | 1136 | 1252 | 1236 |
| Zoologischer Garten  | 474  | 450  | 364  | 334  | 339  | 364  | 334  |

Aufgrund des starken Gepäckverkehrs, allein von 1884 bis 1893 hatte sich die Anzahl der aufgegebenen Gepäckstücke von 12.987 auf 36.763 fast verdreifacht, bestand seit der Einführung des Fahrkartenvorverkaufs die Möglichkeit, die Gepäckstücke im Vorfeld aufzugeben. Diese wurden am Vorabend in geschlossenen Gepäcksonderzügen zum Ziel befördert und standen den Reisenden bei ihrer Ankunft sofort bereit. Der Stettiner Bahnhof galt zu dieser Zeit als der Bahnhof mit dem größten Gepäckaufkommen in Deutschland.

### Vorort- und S-Bahn-Verkehr

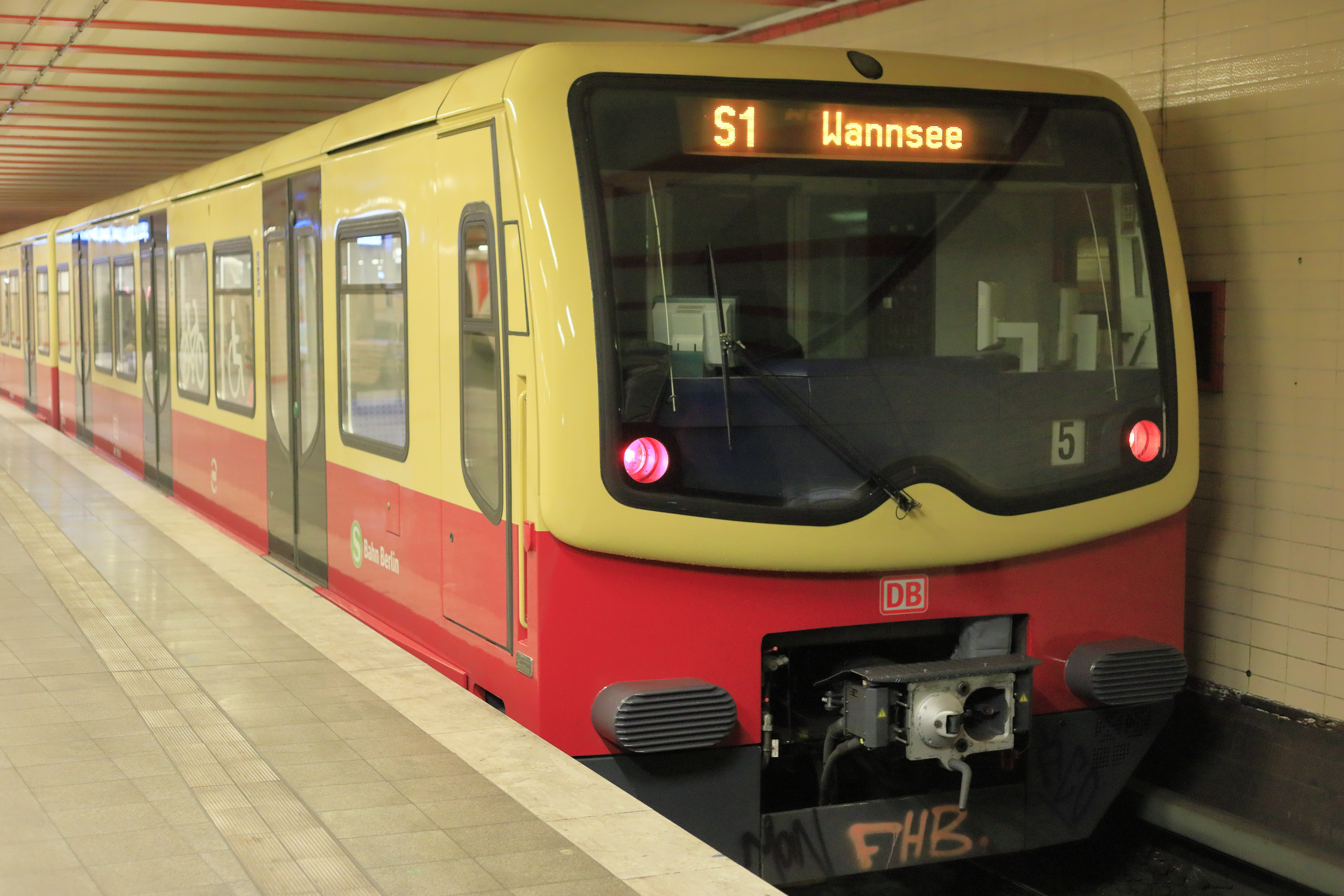
Zug der Linie S1 (BR 481) auf Gleis 1 vor der Abfahrt nach Wannsee, 2023

Im Sommer 1895 bedienten den Stettiner Bahnhof täglich 51 Vorortzüge (Abfahrten und Ankünfte). Davon gingen neun Vorortzüge auf die Nordbahn über. Zu dieser Zeit wurde der Großteil des Vorortverkehrs der Nord- und Kremmener Bahn noch über den Nordbahnhof abgewickelt. 1902, nach der Schließung des Nordbahnhofs für den Personenverkehr, verließen den Stettiner Bahnhof täglich 29 Vorortzüge auf der Nordbahn, 26 auf der Stettiner Bahn und 14 auf der Kremmener Bahn. An bestimmten Sonn- und Feiertagen weitete die KED Berlin das Angebot im Vorortverkehr wegen des großen Fahrgastandranges entsprechend aus. Hiervon war insbesondere die Nordbahn betroffen, auf der täglich bis zu 43 zusätzliche Züge ab Stettiner Vorortbahnhof eingesetzt wurden; auf der Kremmener Bahn und Stettiner Bahn kamen weitere fünf beziehungsweise zwei Züge im Bedarfsfall zum Einsatz. Im Sommer 1914 betrug das Angebot bereits 49 Züge auf der Nordbahn, 27 auf der Stettiner Bahn und 29 auf der Kremmener Bahn. Nach der Elektrifizierung der Nordstrecken führte die Reichsbahn tagsüber den 20-Minuten-Takt auf der Stettiner- und Nordbahn ein, auf der Kremmener Bahn fuhren die S-Bahn-Züge halbstündlich. Hinzu kamen Verstärkerfahrten, die die Zugfolge auf den drei Vorortstrecken auf jeweils etwa zehn Minuten verdichteten.
Im Zeitraum von April 1912 bis März 1913 verzeichnete der Stettiner Vorortbahnhof bereits dreieinhalb Millionen Fahrgäste. Mit 10,4 Millionen Fahrgästen im Jahr 1929 gehörte der Stettiner Bahnhof zu den wichtigsten Nahverkehrshalten Groß-Berlins. Er stand hierbei jedoch meist im Schatten der größeren Stadtbahnhöfe Alexanderplatz (15,1 Mio.), Charlottenburg (10,8 Mio.), Friedrichstraße (14,7 Mio.), Schlesischer Bahnhof (16,1 Mio.) und Zoologischer Garten (8,8 Mio.) sowie dem Potsdamer Ringbahnhof (11,2 Mio.). Selbst der nahegelegene Bahnhof Gesundbrunnen verzeichnete mit 12,9 Millionen Fahrgästen einen höheren Wert.
Nach der Eröffnung des nördlichen Abschnitts der Nordsüd-S-Bahn fuhren die S-Bahn-Züge ab Ende Juli 1936 durch den Tiefbahnhof bis Unter den Linden, 1939 dann über Potsdamer Platz und Anhalter Bahnhof auf die Wannseebahn (Zuggruppe 1 Oranienburg – Wannsee), Anhalter Bahn (Zuggruppe 2 Velten – Lichterfelde Ost) und Dresdener Bahn (Zuggruppe 3 Bernau – Mahlow).
Nach Kriegsende beschränkte sich das Angebot infolge des gefluteten Tunnels nur auf die Nordstrecken. Da die SMAD das zweite Streckengleis an vielen Stellen zu Reparationszwecken abbauen ließ, konnte zunächst nur ein stündlicher Verkehr angeboten werden, der kurze Zeit später auf 30 Minuten verdichtet werden konnte. 1947 konnte der durchgehende Betrieb durch den Nordsüd-S-Bahn-Tunnel wieder aufgenommen werden. Da auf den südlichen Vorortstrecken teilweise bereits ein Zwanzigminutentakt gefahren werden konnte, endeten diese Zuggruppen im Stettiner Bahnhof, während die von Norden kommenden Zuggruppen durch den Tunnel bis Potsdamer Platz beziehungsweise Anhalter Bahnhof fuhren. Nach Einrichtung weiterer Ausweichmöglichkeiten entlang der Nord- und Stettiner Bahn konnten bis 1951 die Zuggruppen 1 (Oranienburg – Wannsee) und 2 (Bernau – Lichterfelde Süd) wieder komplett durch den Tunnel fahren. Die alle 40 Minuten verkehrende Zuggruppe 3 endete von Rangsdorf kommend am Nordbahnhof, die halbstündlich verkehrende Zuggruppe 4 fuhr von Velten kommend bis Anhalter Bahnhof. Hinzu kam eine Zuggruppe 1a zwischen Gesundbrunnen und Zehlendorf, die auf der Wannseebahn einen Zehnminutentakt ermöglichte. Von Juli 1950 bis Mai 1952 fuhren zusätzlich die in den S-Bahn-Tarif einbezogenen Züge auf der Heidekrautbahn von Wilhelmsruh als „dampfbetriebene S-Bahn“ zum Fernbahnhof. Der letzte Fahrplan vor dem Mauerbau im Sommer 1961 verzeichnete sechs Zuggruppen, die den Nordbahnhof anliefen. Neben den durchgehenden Zuggruppen 1 und 2 fuhr die Zuggruppe 3 durchgehend zwischen Velten und Rangsdorf. Verstärkt wurden diese durch die ganztägig verkehrende Zuggruppe 1a zwischen Wannsee beziehungsweise Zehlendorf und Wilhelmsruh sowie den beiden HVZ-Zuggruppen 2a (Pankow – Potsdamer Platz) und 3a (Nordbahnhof – Mahlow).
Nach der Wiederöffnung im September 1990 war der S-Bahnhof zunächst nur Halt der Linien S1 (Frohnau – Wannsee) und S2 (Gesundbrunnen – Lichtenrade). Bis 2005 wurden weitere Teile des S-Bahn-Netzes wiederhergestellt und neu gebaut, sodass seitdem annähernd der Zustand vor dem Mauerbau wiederhergestellt wurde.
| Linie | Verlauf |
| ----- | --- |
|       | Oranienburg – Lehnitz – Borgsdorf – Birkenwerder – Hohen Neuendorf – Frohnau – Hermsdorf – Waidmannslust – Wittenau (Wilhelmsruher Damm) – Wilhelmsruh – Schönholz – Wollankstraße – Bornholmer Straße – Gesundbrunnen – Humboldthain – Nordbahnhof – Oranienburger Straße – Friedrichstraße – Brandenburger Tor – Potsdamer Platz – Anhalter Bahnhof – Yorckstraße (Großgörschenstraße) – Julius-Leber-Brücke – Schöneberg – Friedenau – Feuerbachstraße – Rathaus Steglitz – Botanischer Garten – Lichterfelde West – Sundgauer Straße – Zehlendorf – Mexikoplatz – Schlachtensee – Nikolassee – Wannsee |
|       | Bernau – Bernau-Friedenstal – Zepernick – Röntgental – Buch – Karow – Blankenburg – Pankow-Heinersdorf – Pankow – Bornholmer Straße – Gesundbrunnen – Humboldthain – Nordbahnhof – Oranienburger Straße – Friedrichstraße – Brandenburger Tor – Potsdamer Platz – Anhalter Bahnhof – Yorckstraße – Südkreuz – Priesterweg – Attilastraße – Marienfelde – Buckower Chaussee – Schichauweg – Lichtenrade – Mahlow – Blankenfelde |
|       | Hennigsdorf – Heiligensee – Schulzendorf – Tegel – Eichborndamm – Karl-Bonhoeffer-Nervenklinik – Alt-Reinickendorf – Schönholz – Wollankstraße – Bornholmer Straße – Gesundbrunnen – Humboldthain – Nordbahnhof – Oranienburger Straße – Friedrichstraße – Brandenburger Tor – Potsdamer Platz – Anhalter Bahnhof – Yorckstraße – Südkreuz – Priesterweg – Südende – Lankwitz – Lichterfelde Ost – Osdorfer Straße – Lichterfelde Süd – Teltow Stadt |
|       | Blankenburg – Pankow-Heinersdorf – Pankow – Bornholmer Straße – Gesundbrunnen – Humboldthain – Nordbahnhof – Oranienburger Straße – Friedrichstraße – Brandenburger Tor – Potsdamer Platz – Anhalter Bahnhof – Yorckstraße – Südkreuz – Priesterweg – Südende – Lankwitz – Lichterfelde Ost – Osdorfer Straße – Lichterfelde Süd – Teltow Stadt |

### Städtischer Nahverkehr

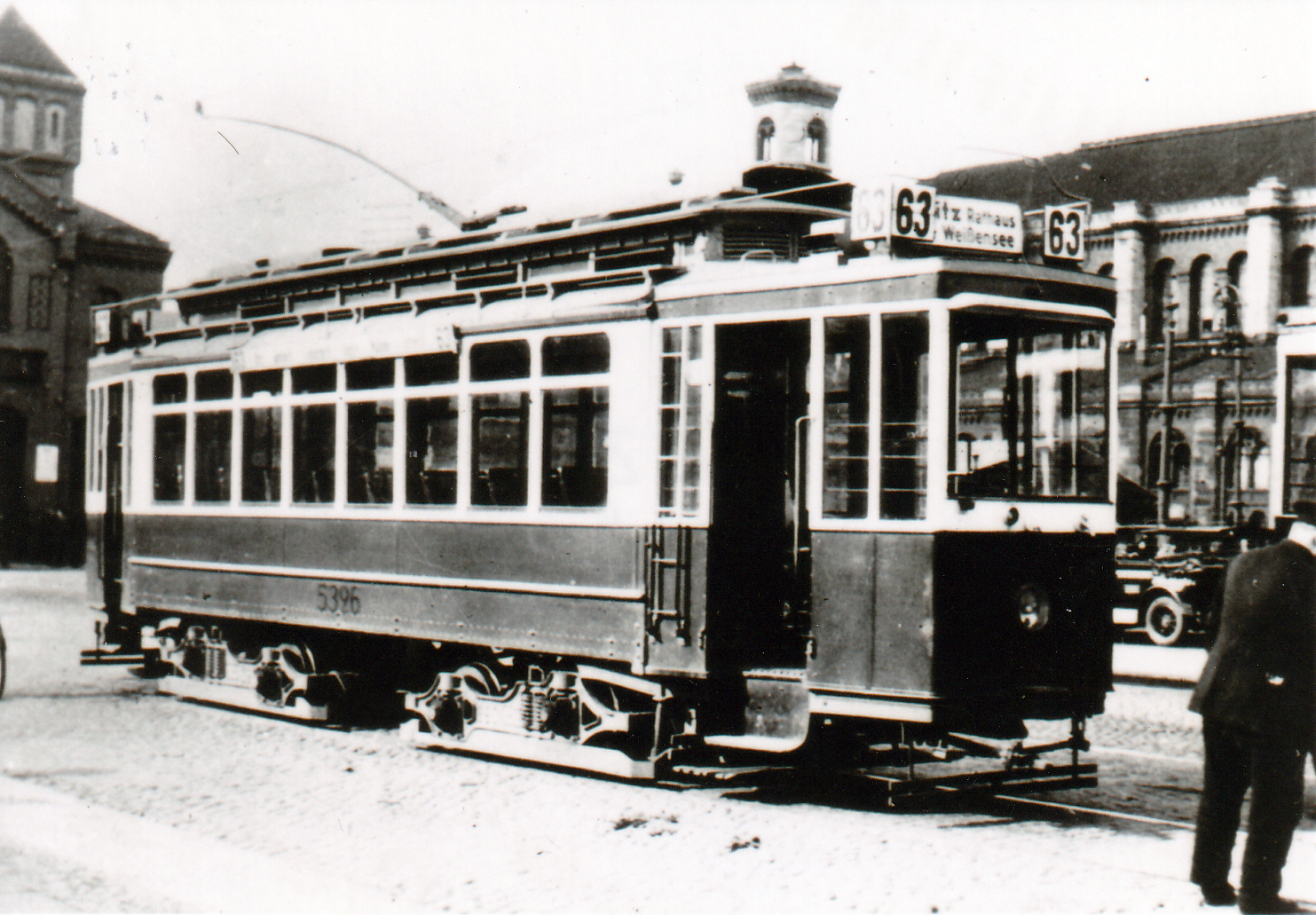
Tw 5326 (Maximum 24) der BSt auf der Linie 63 (Stettiner Bf – Britz, Rathaus) in der Kehranlage westlich der Fernbahnhalle, 1928

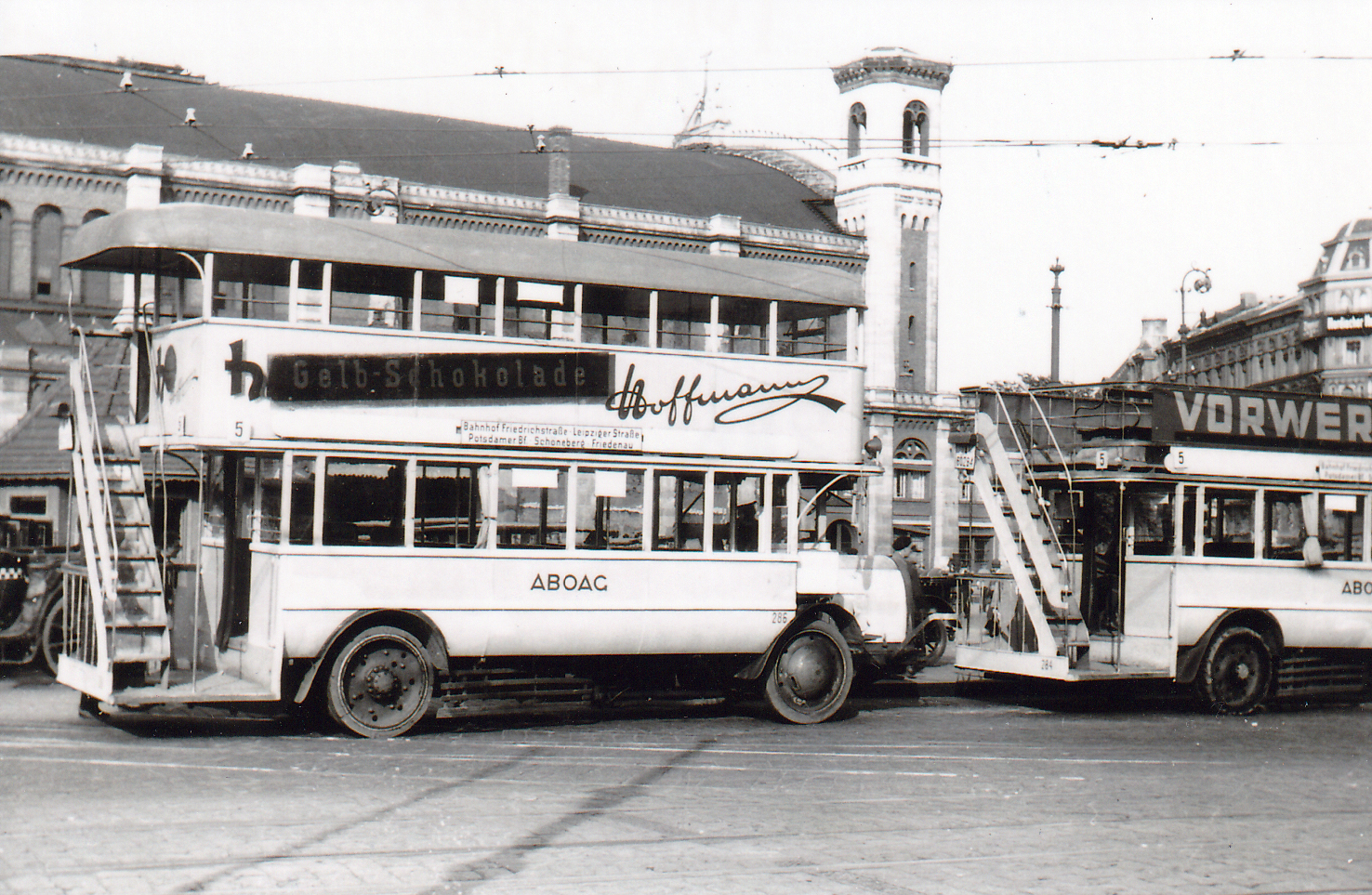
Doppeldeckbus 286 und Decksitzbus 284 der ABOAG auf der Linie 5 (Stettiner Bf – Steglitz, Rathaus) vor der Fernbahnhalle, 1928

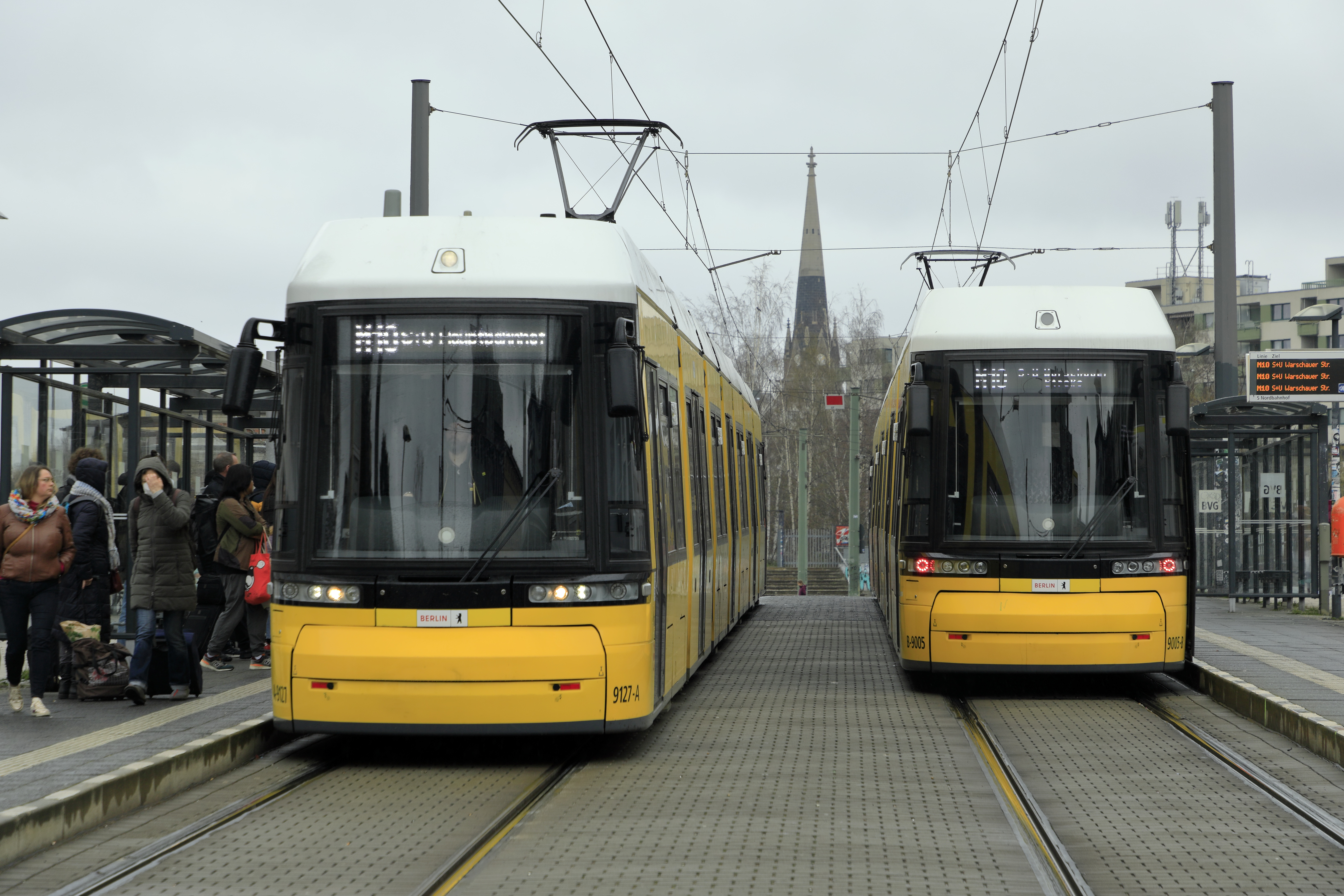
Zwei Straßenbahnzüge (Typ F8Z) der Linie M10 an der Haltestelle S Nordbahnhof in Blickrichtung Bernauer Straße, 2023. Im Hintergrund ist die Sebastiankirche zu erkennen.

Am Bahnhof bestanden durchweg Umsteigemöglichkeiten zu den Linien des öffentlichen Nahverkehrs. Zu den bereits frühzeitig verkehrenden Omnibuslinien gesellte sich ab den 1880er Jahren auch die Straßenbahn. Ab Ende 1886 fuhr die Linie Kastanienallee – Neustädtische Kirchstraße der Großen Berliner Pferde-Eisenbahn entlang der Invalidenstraße. 1903 wurde der Bahnhof bereits von insgesamt sieben Linien von drei Gesellschaften entlang der Invalidenstraße und Gartenstraße bedient; etwa zu dieser Zeit ging am Westrand des Vorplatzes eine Kuppelendstelle für die hier endenden Züge in Betrieb. Im Mai 1914 bedienten insgesamt 19 Linien von fünf verschiedenen Straßenbahnbetrieben den Bahnhof. Die Kuppelendstelle wurde um 1930 aufgegeben, die Strecke durch die Gartenstraße wies nach 1945 keinen Verkehr mehr auf. Am 28. Mai 2006 wurde die Linie M10 von der Eberswalder Straße durch die Bernauer Straße zum Nordbahnhof verlängert. Die Strecke endete zunächst stumpf vor der Invalidenstraße. Am 29. August 2015 wurde die Strecke als Teil der Verlängerung zum Hauptbahnhof an die Bestandsstrecke in der Invalidenstraße angebunden. Heute bestehen Umsteigemöglichkeiten zu zwei Bus- und drei Straßenbahnlinien.
Eine direkte Anbindung an das U-Bahn-Netz bestand zu keinem Zeitpunkt. Der etwa 300 m entfernte U-Bahnhof der Linie U6 erhielt bei seiner Eröffnung am 30. Januar 1923 den Namen Stettiner Bahnhof, 1951 folgte die Umbenennung in Nordbahnhof. Am 3. Oktober 1991 erhielt der U-Bahnhof den Namen Zinnowitzer Straße. Seinen heutigen Namen Naturkundemuseum erhielt der U-Bahnhof am 13. Dezember 2009. Daneben gab es immer wieder Pläne für eine U-Bahn unterhalb der Invalidenstraße, die den Bahnhof in Ost-West-Richtung erschlossen hätte. So gab es in den 1930er Jahren Pläne für eine Ringlinie, die innerhalb des S-Bahn-Ringes die einzelnen U-Bahn-Strecken miteinander verknüpfen sollte. Ost-Berliner Pläne der 1950er Jahre sahen eine Verlängerung der U-Bahn-Linie B von der Warschauer Brücke über den Nordbahnhof und Lehrter Stadtbahnhof nach Schöneberg vor. Die im Stadtentwicklungsplan Verkehr von 1995 vorgesehene U-Bahn-Linie U11 zwischen Hauptbahnhof und Marzahn sollte eine Station am Nordbahnhof erhalten.
| Linie | Verlauf |
| ----- | --- |
| M8    | Ahrensfelde/Stadtgrenze – S Springfuhl – S Landsberger Allee – Landsberger Allee/Petersburger Straße – U Rosa-Luxemburg-Platz – U Rosenthaler Platz – S Nordbahnhof – U Naturkundemuseum – S+U Hauptbahnhof                           |
| M10   | S+U Warschauer Straße – U Frankfurter Tor – Landsberger Allee/Petersburger Straße – U Eberswalder Straße – Wolliner Straße – U Bernauer Straße – S Nordbahnhof – U Naturkundemuseum – S+U Hauptbahnhof – U Turmstraße                 |
|       | Weißensee, Pasedagplatz – Antonplatz – Prenzlauer Allee/Ostseestraße – U Eberswalder Straße – Brunnenstraße/Invalidenstraße – S Nordbahnhof – U Naturkundemuseum – U Oranienburger Tor – S+U Friedrichstraße – Mitte, Am Kupfergraben |
| 247   | U Leopoldplatz – U Nauener Platz – Nettelbeckplatz/S Wedding – S Humboldthain – S+U Gesundbrunnen – Wolliner Straße – U Bernauer Straße – U Voltastraße – S Nordbahnhof                                                               |
| N40   | Friedrichshain, Wühlischplatz – S Ostbahnhof – S+U Jannowitzbrücke – S Hackescher Markt – U Weinmeisterstraße – U Rosenthaler Platz – S Nordbahnhof – U Naturkundemuseum – S+U Hauptbahnhof – U Turmstraße                            |

## Gleispläne
- Gleisplan (um 1915). (bahnstatistik.de).
- Gleisplan (nach 1952). (bahnstatistik.de).
- Gleisplan (1955, S-Bahnhof). (fahrdienstleiter.cl).
- Gleisplan (1967, ohne S-Bahnhof). (sporenplan.nl).
- Gleisplan (1982, ohne S-Bahnhof). (bplaced.net).
- Gleisplan (2005, S-Bahnhof). (fahrdienstleiter.cl).

## Filme
- Geheimnisvolle Orte – Der Nordbahnhof. Reisetempel und Geisterstation. Dokumentarfilm, Deutschland, 2019, 44:14 min, Buch und Regie: Lutz Rentner, Kamera: Michael Schmidt, Produktion: Noahfilm, rbb, Reihe: Geheimnisvolle Orte, Erstsendung: 12. November 2019 bei rbb Fernsehen, Inhaltsangabe von rbb.